# Formes artistiques de la nature
Formes artistiques de la nature (en allemand Kunstformen der Natur) est un livre de lithographies illustratives de sciences naturelles publié par le biologiste allemand Ernst Haeckel.

## Publication
À l'origine publié en lot de dix fois dix planches entre 1899 et 1904 puis collectivement en deux volumes en 1904, l'ouvrage consiste en 100 planches d'organismes divers, dont beaucoup étaient décrits pour la première fois par Haeckel. Pendant toute la durée de sa carrière, Haeckel fut à l'origine de plus de 1 000 gravures et aquarelles ; seules 100 d'entre elles furent sélectionnées pour cet ouvrage, imprimées par le lithographe Adolf Giltsch.

## Art et nature
Pour Ernst Haeckel la biologie était fortement apparentée avec l'art. Son talent artistique fut fortement marqué par la symétrie présente dans la nature, entre autres celles des micro-organismes monocellulaires comme les radiolaires. Ses images d'organismes planctoniques et de méduses, illustrant l'impressionnante beauté du monde biologique, obtinrent une célébrité particulière, d'autant que beaucoup de ces animaux n'avaient encore jamais été présentés au public. Si le succès était déjà présent dans ses monographies scientifiques, ses Kunstformen der Natur devinrent rapidement une œuvre indispensable à la bibliothèque de toute personne cultivée, à l'instar de la vie animale selon Alfred Brehm.
Ses représentations eurent une influence décisive sur le courant de l'Art nouveau au début du XXe siècle (et notamment l'École de Nancy), dont l'un des principes était la réintroduction dans les œuvres humaines de formes issues du monde vivant, qu'il s'agisse de courbes et de volutes ou au contraire de géométrie complexe. Ainsi les lustres en verre de Constant Roux du musée océanographique de Monaco utilisent des modèles de Haeckel, tout comme la porte monumentale de l'architecte français René Binet à l'exposition universelle de Paris en 1900. L'œuvre tabellaire de Binet « Esquisses décoratives », inspirée de Haeckel, fut une des bases de l'Art nouveau.
Sa maison (la Villa Medusa, aujourd'hui le musée Ernst Haeckel) et le bâtiment du musée de phylogénie conçu par lui, à Iéna, participent de cette démarche d'union de l'art et de la science ; par exemple les ornements de la façade et les aménagements intérieurs s'inspirent de méduses.

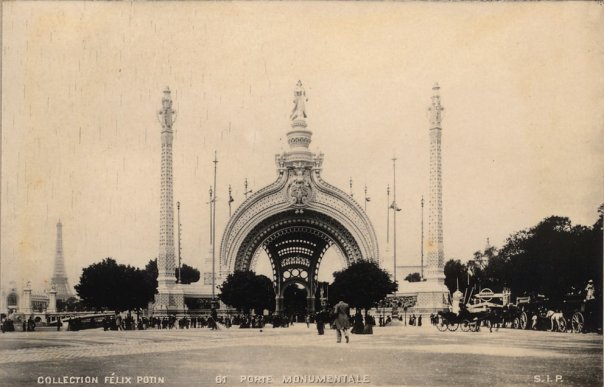
La porte monumentale de l'Exposition universelle de Paris (1900) conçue par René Binet et ouvertement inspirée des dessins d'Haeckel.

## Galerie

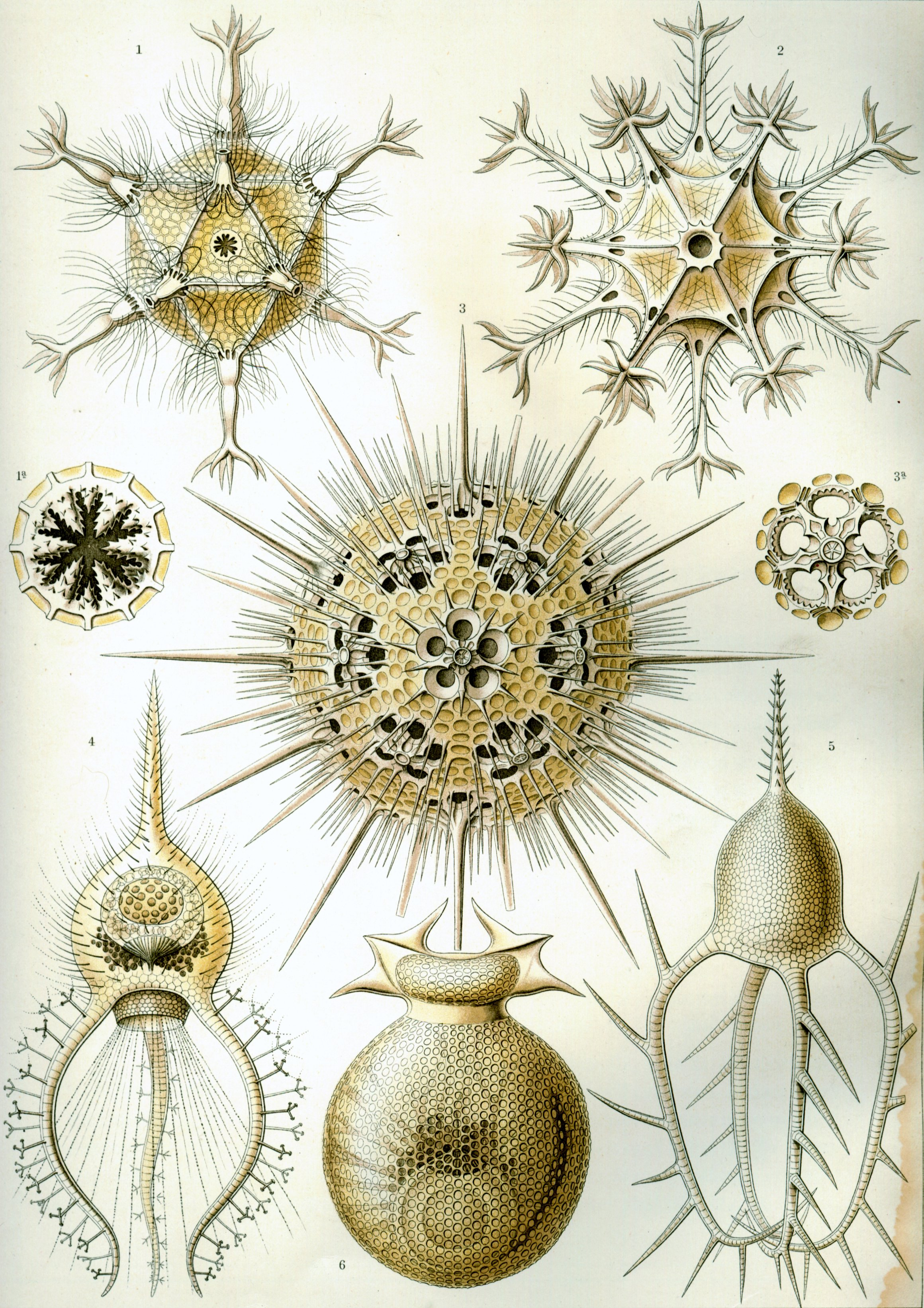
1. Phaeodaria
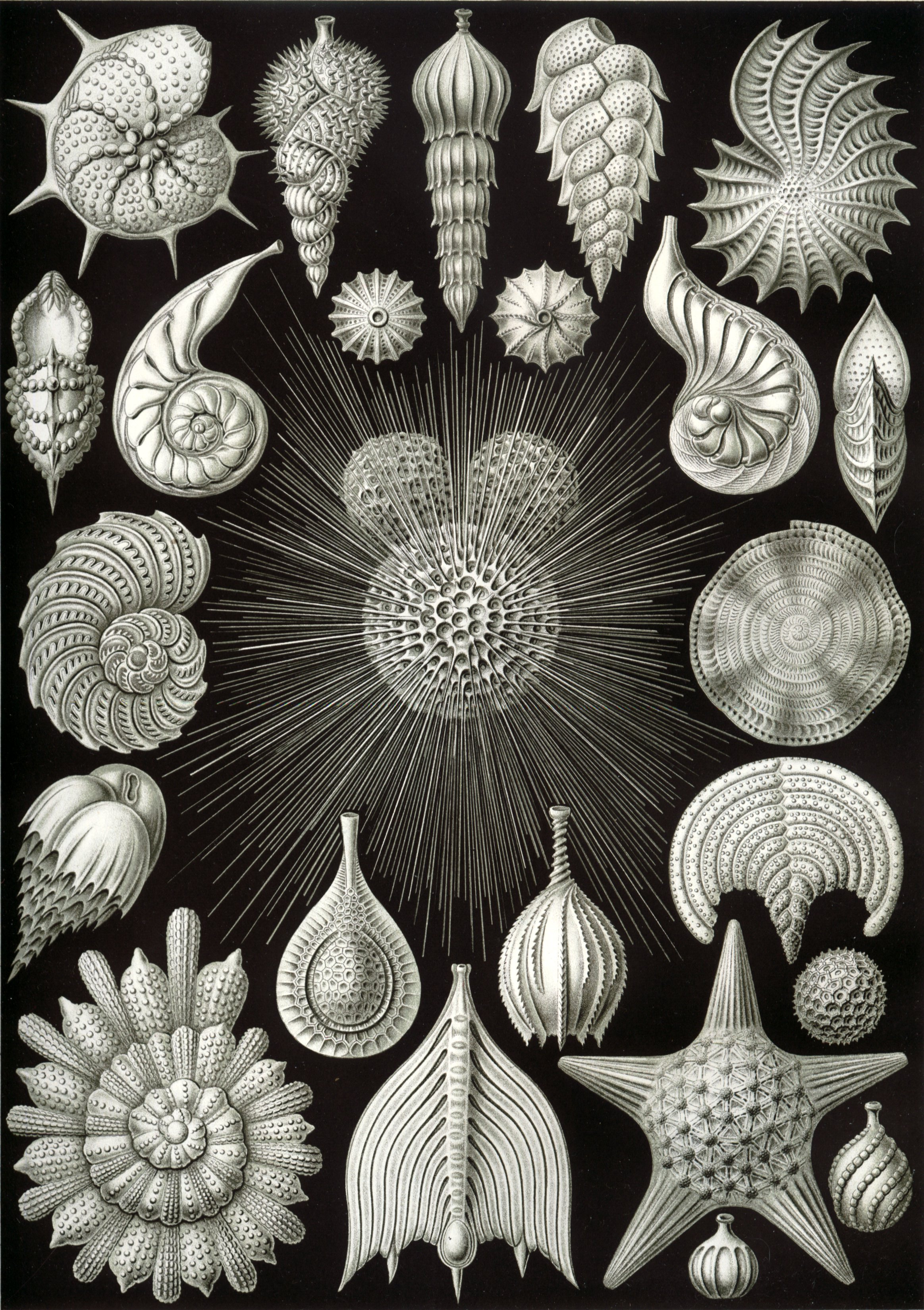
2. Thalamphora
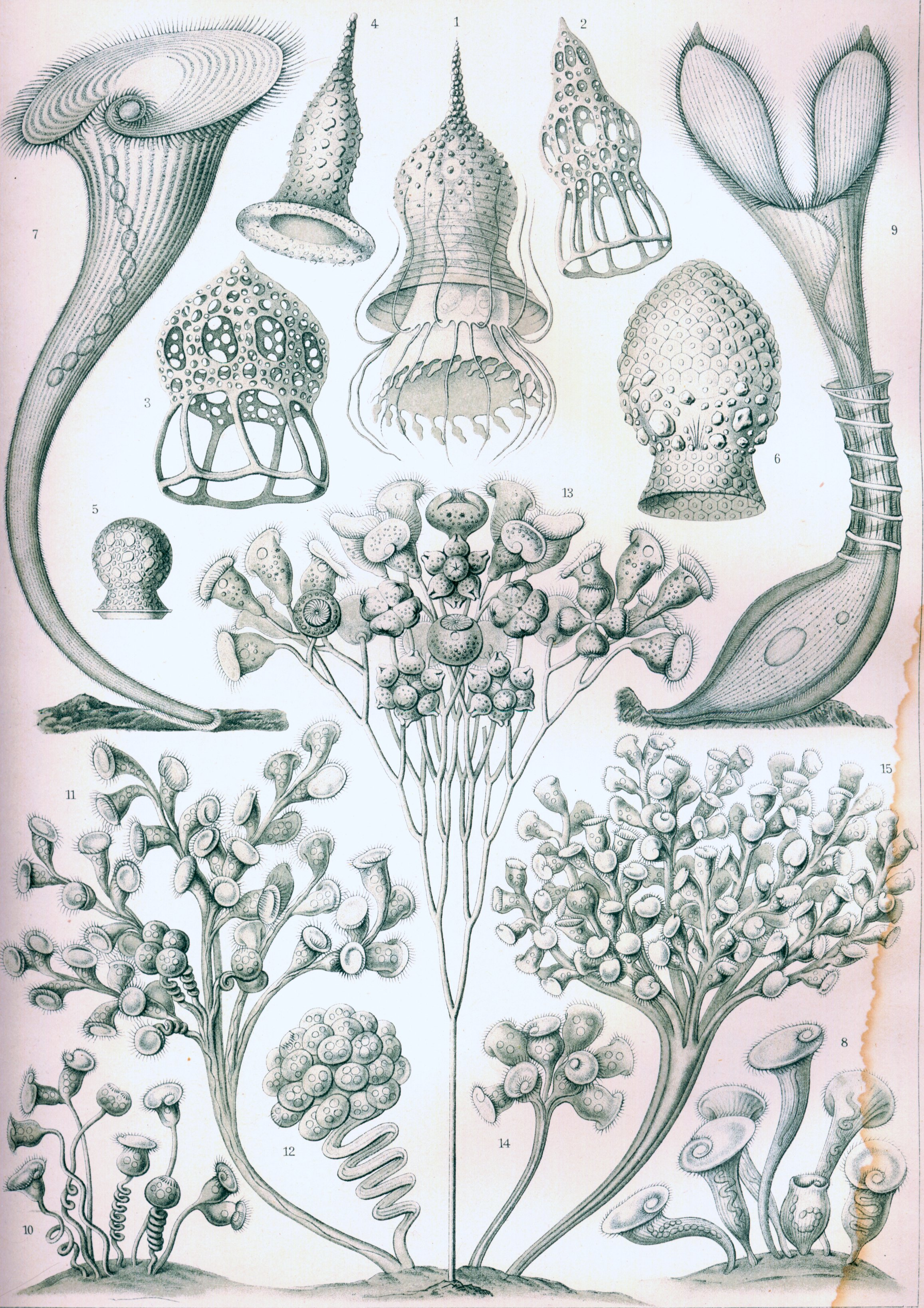
3. Ciliata
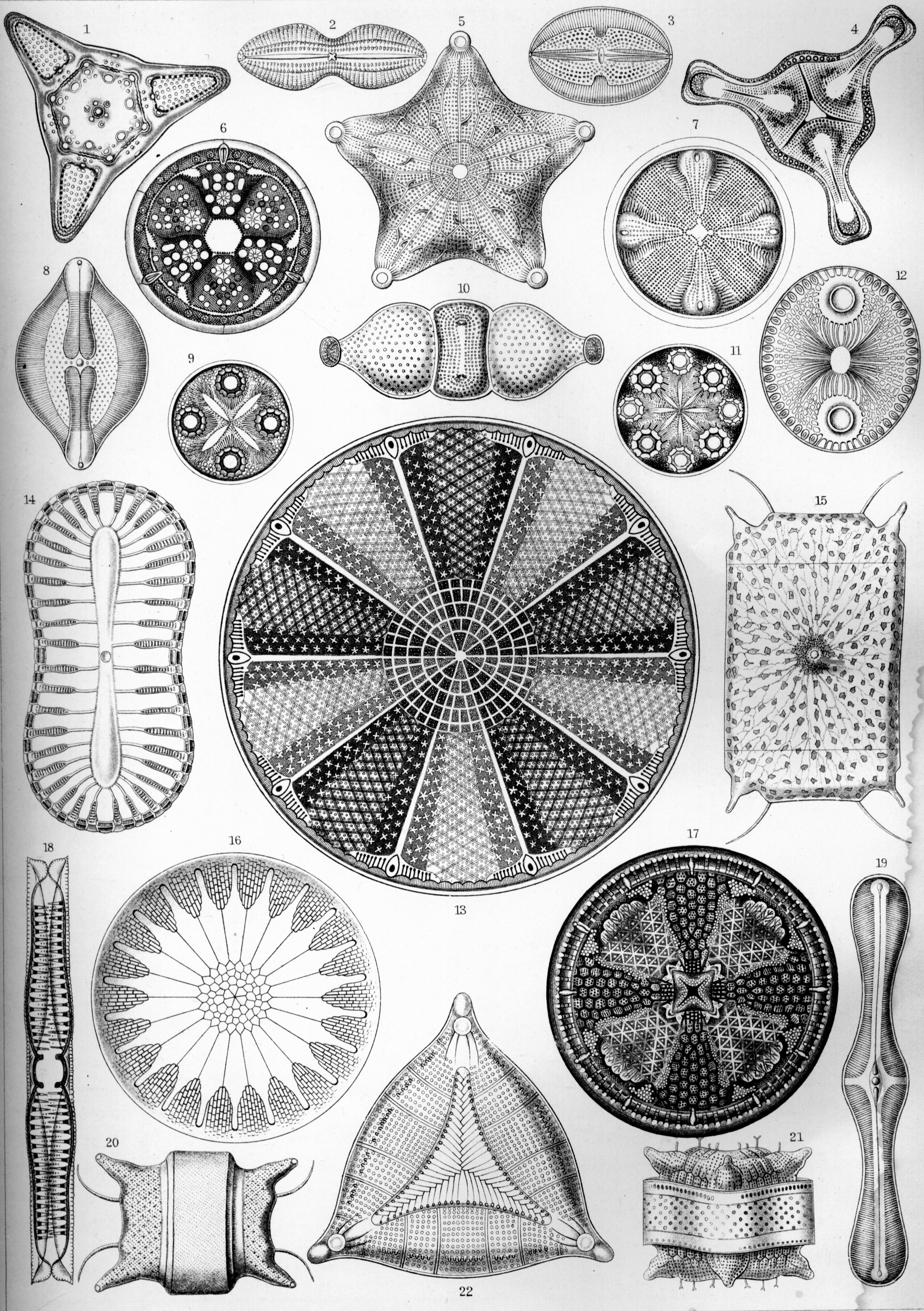
4. Diatomea
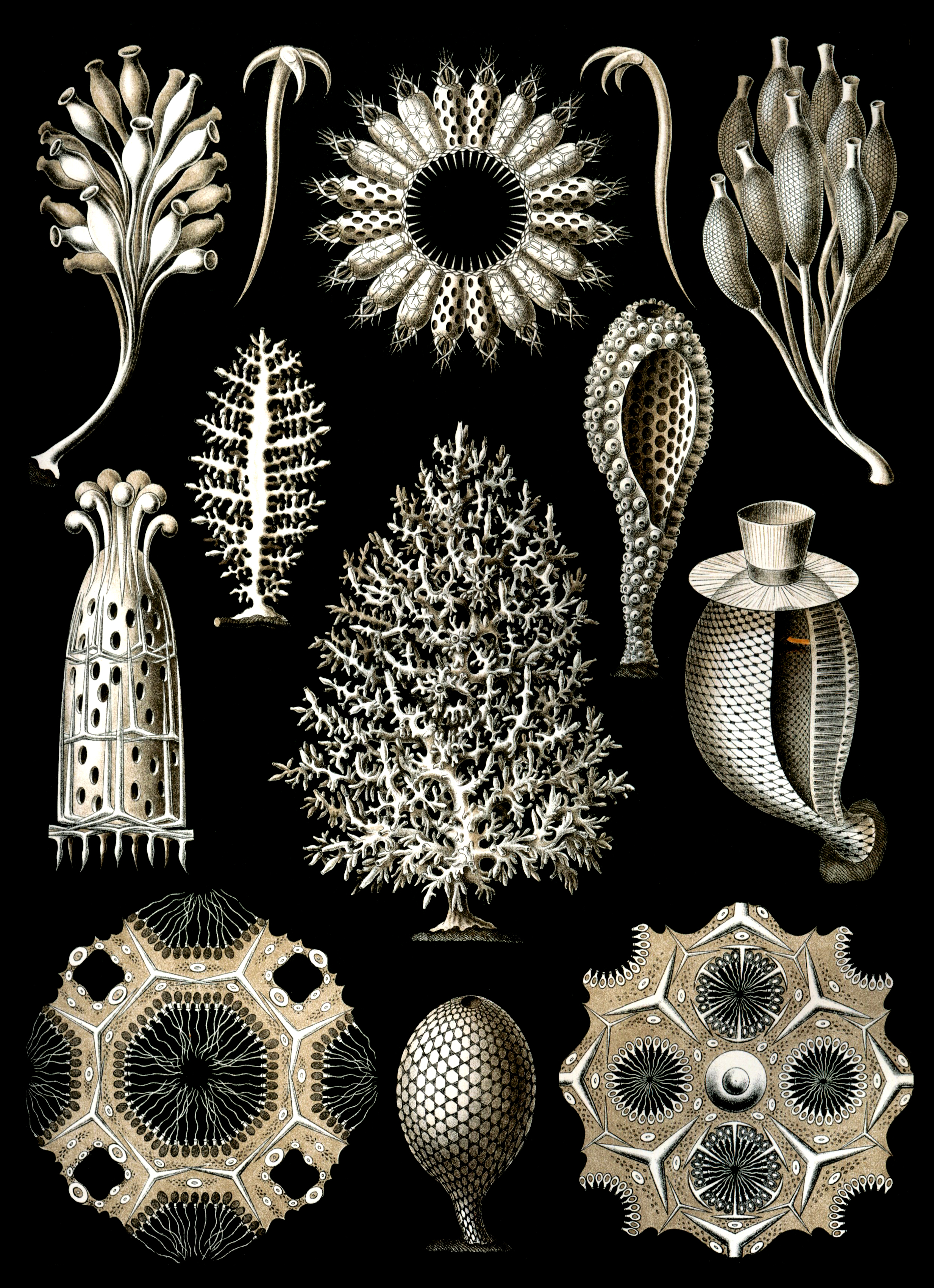
5. Calcispongiae
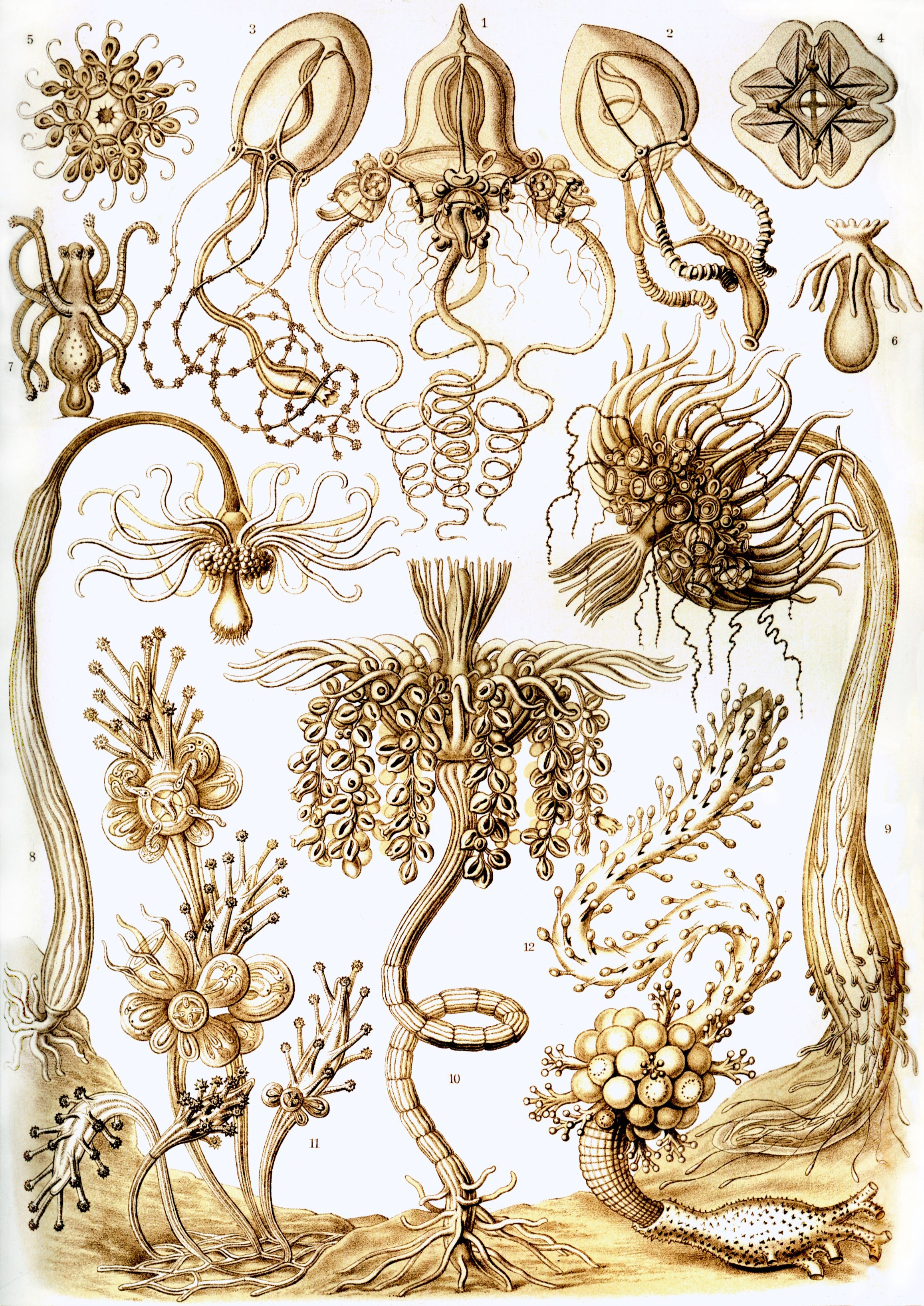
6. Tubulariidae
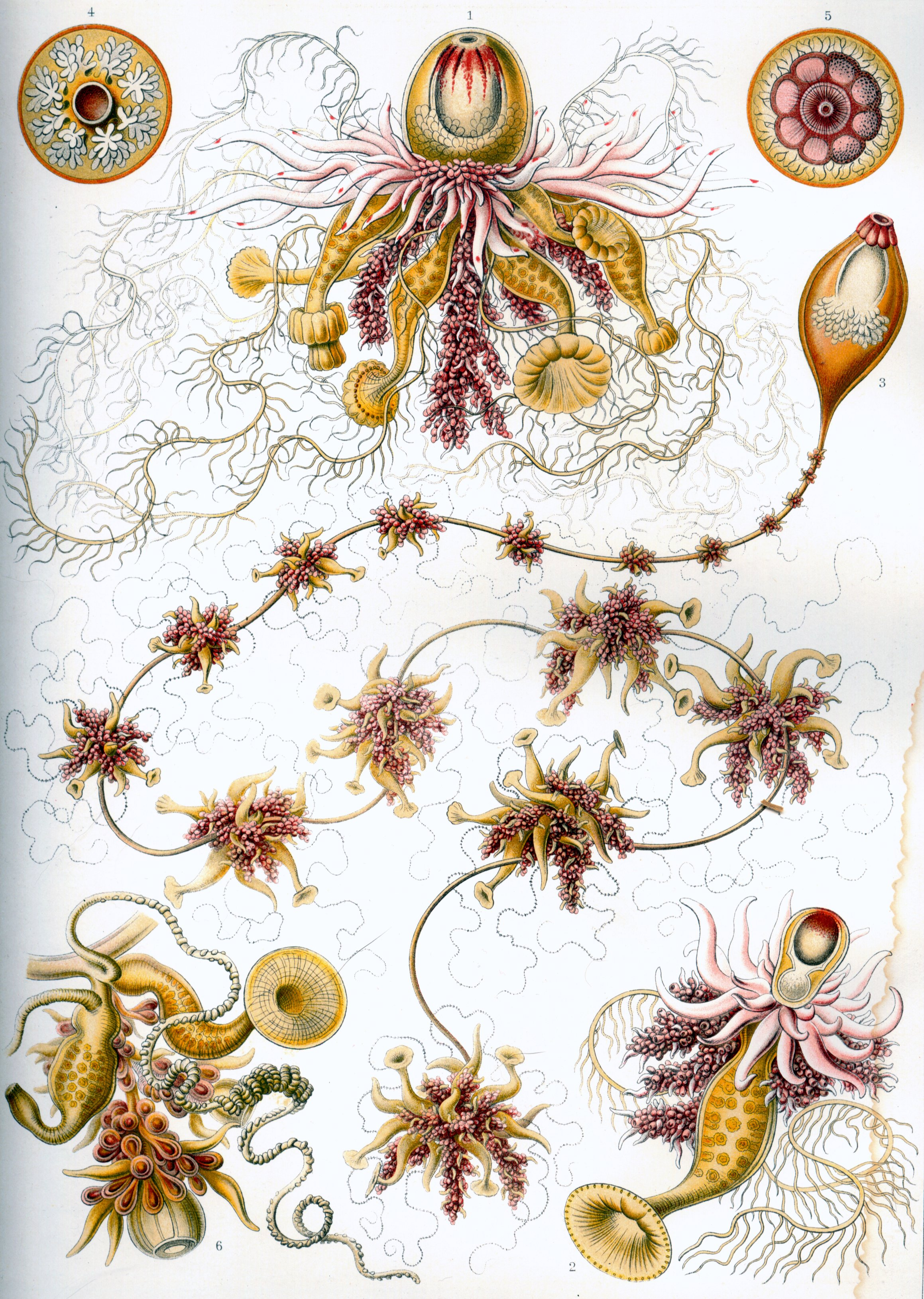
7. Siphonophorae
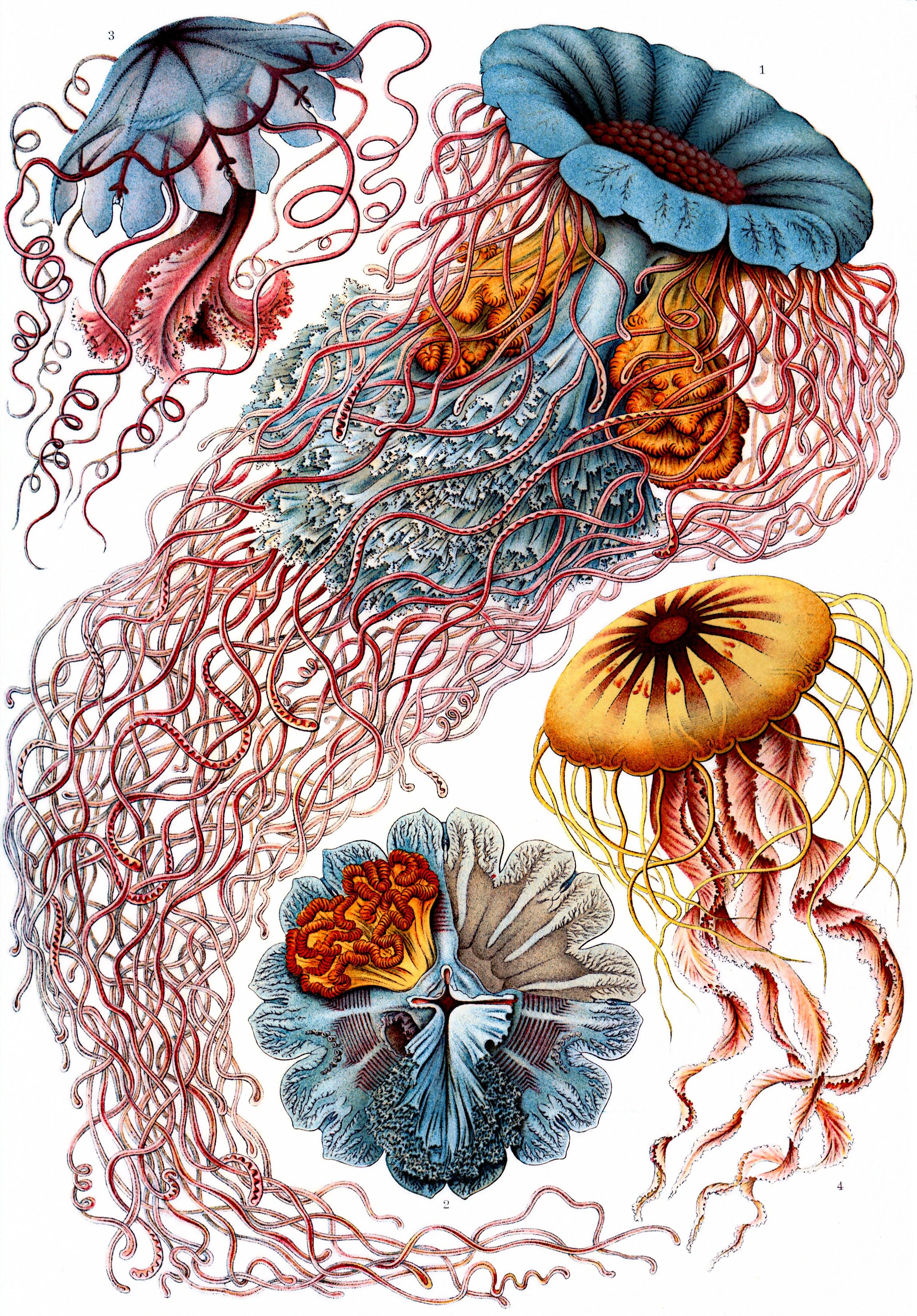
8. Discomedusae
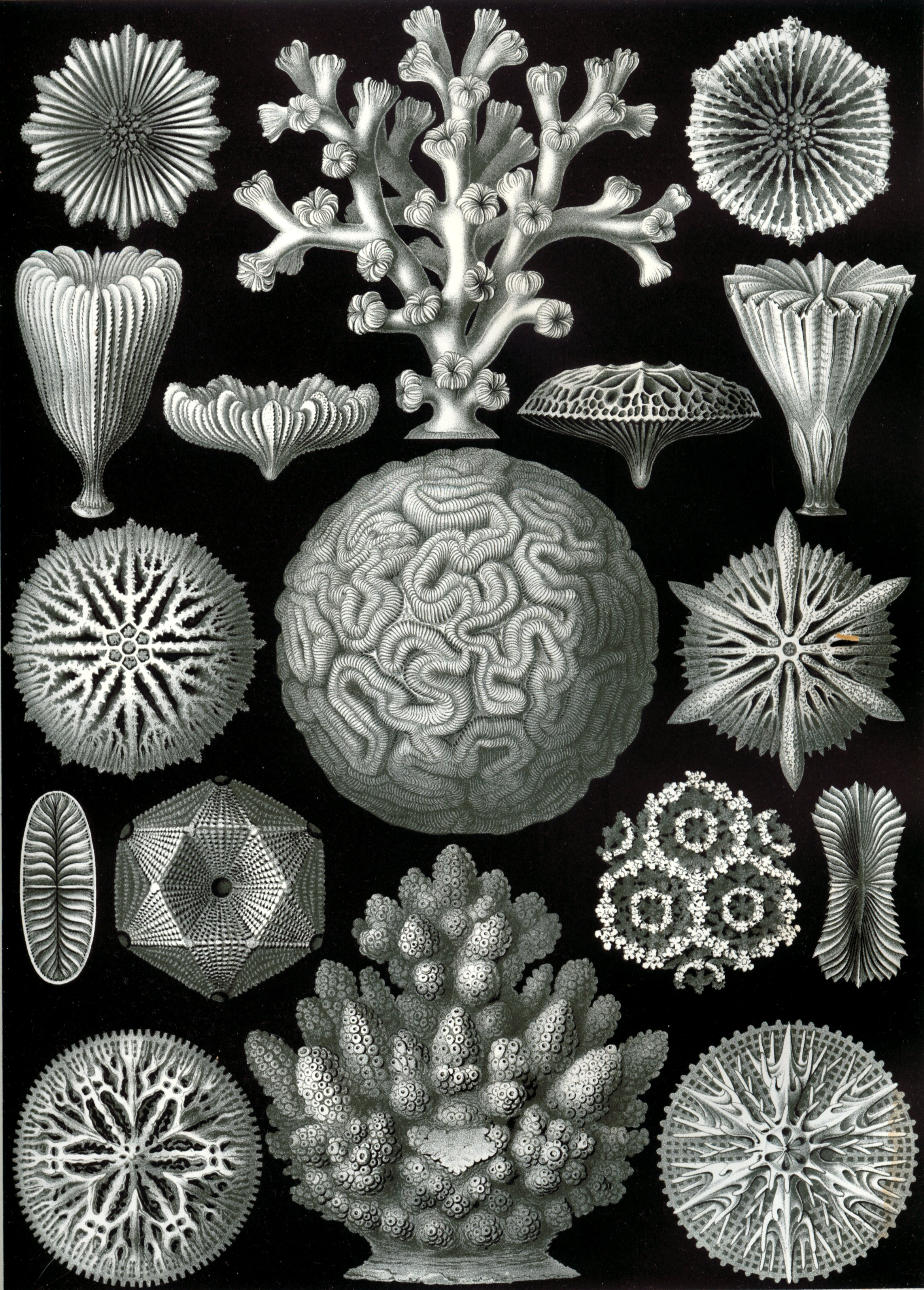
9. Hexacorallia
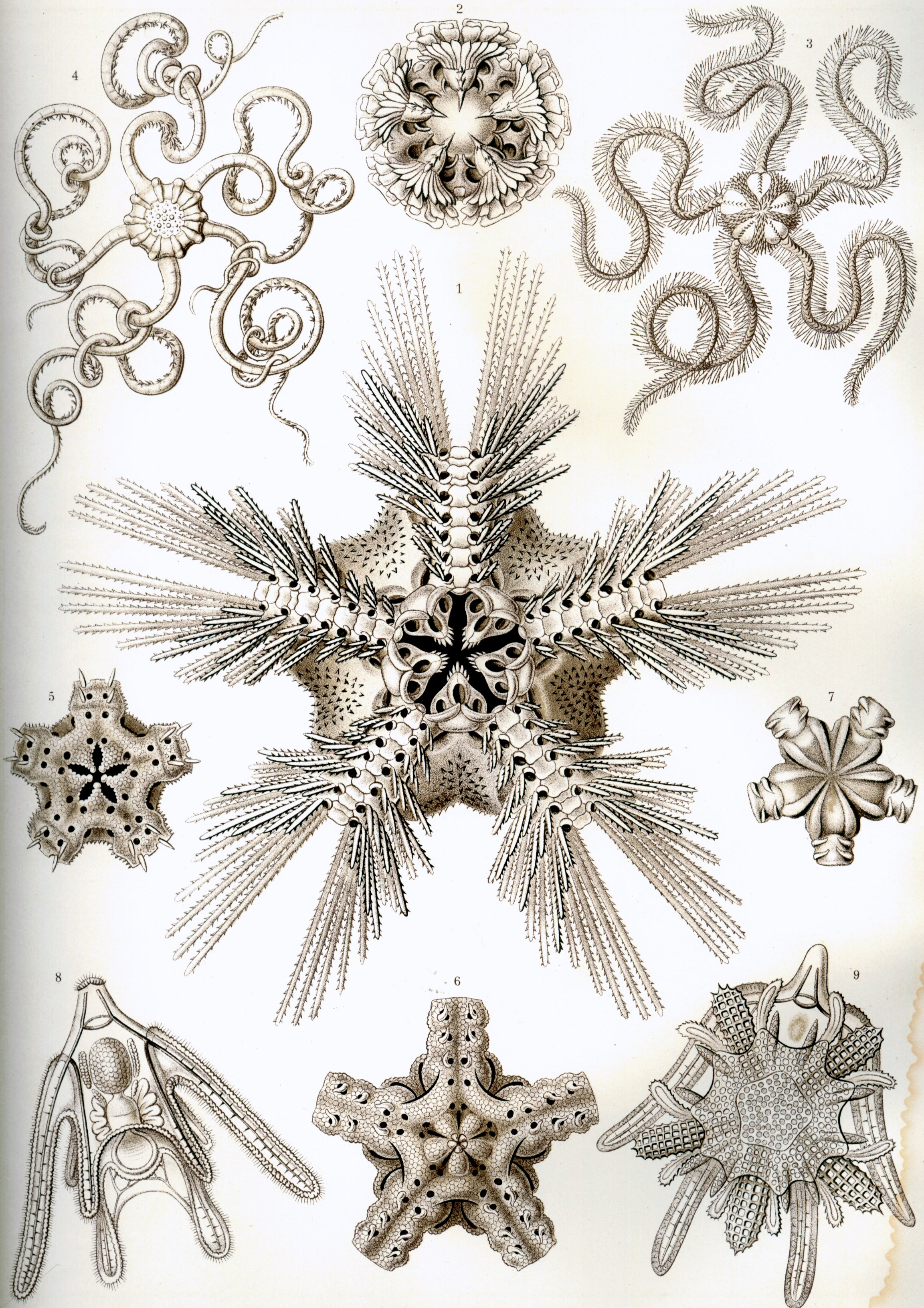
10. Ophiodea
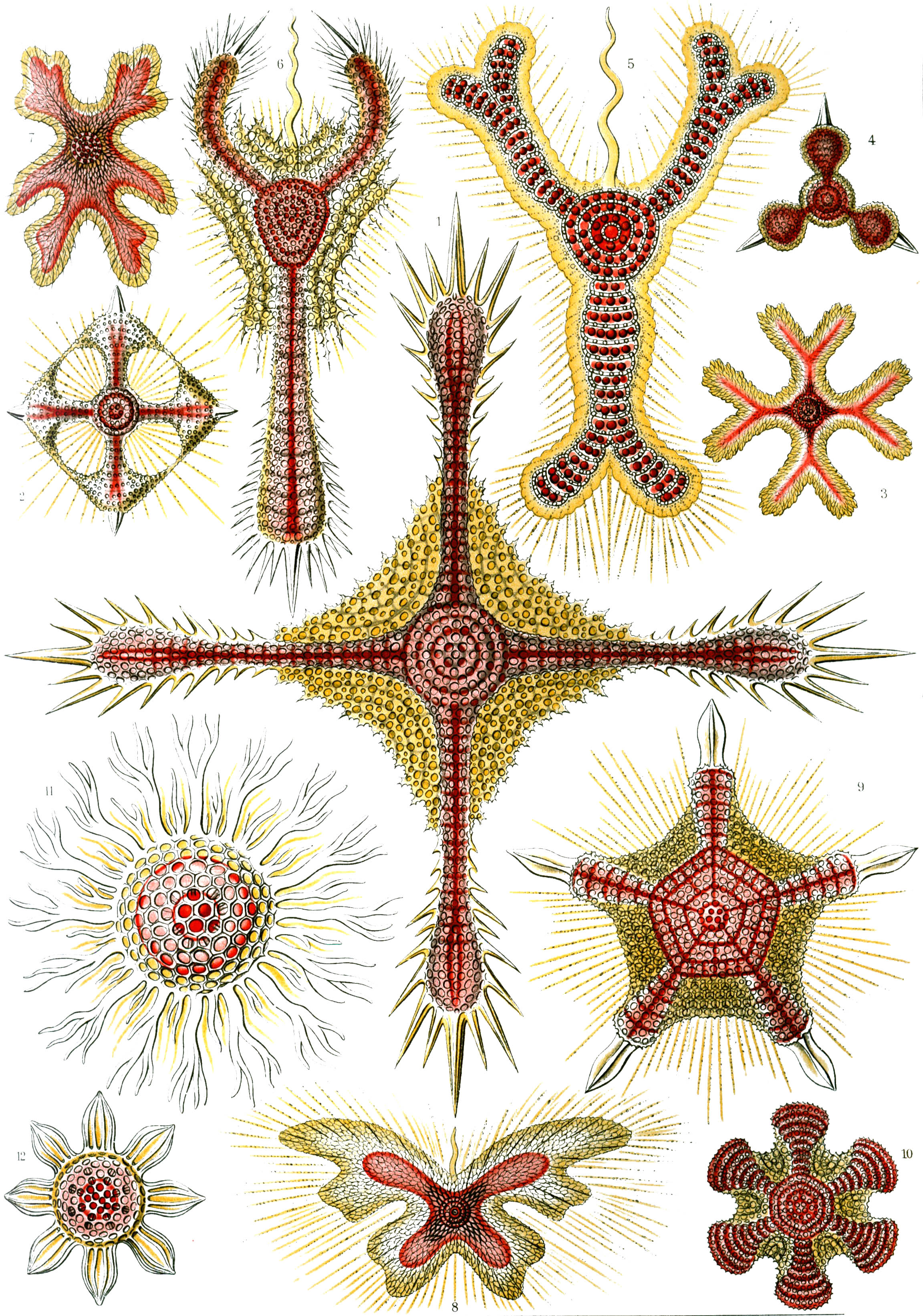
11. Discoidea
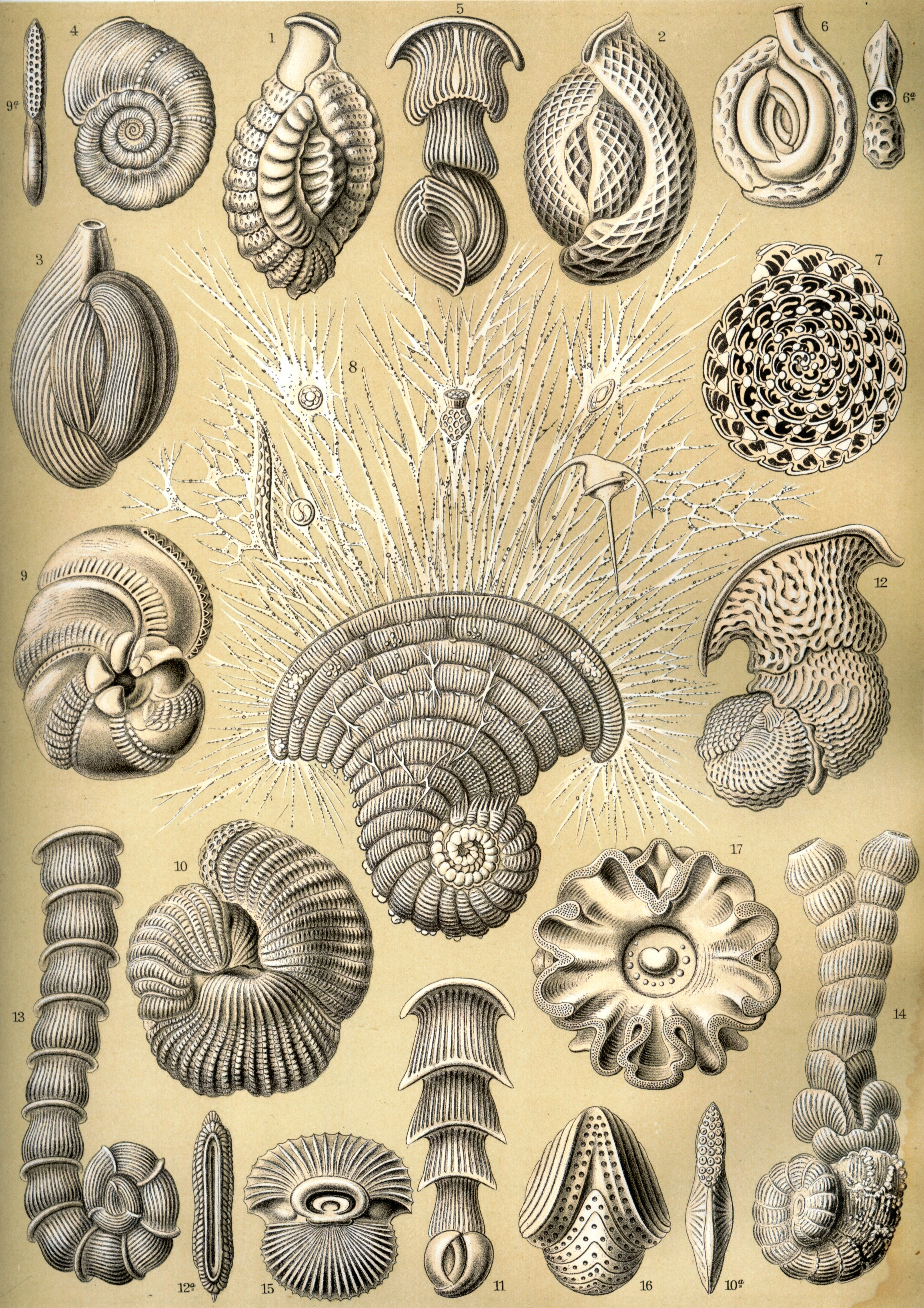
12. Thalamophora
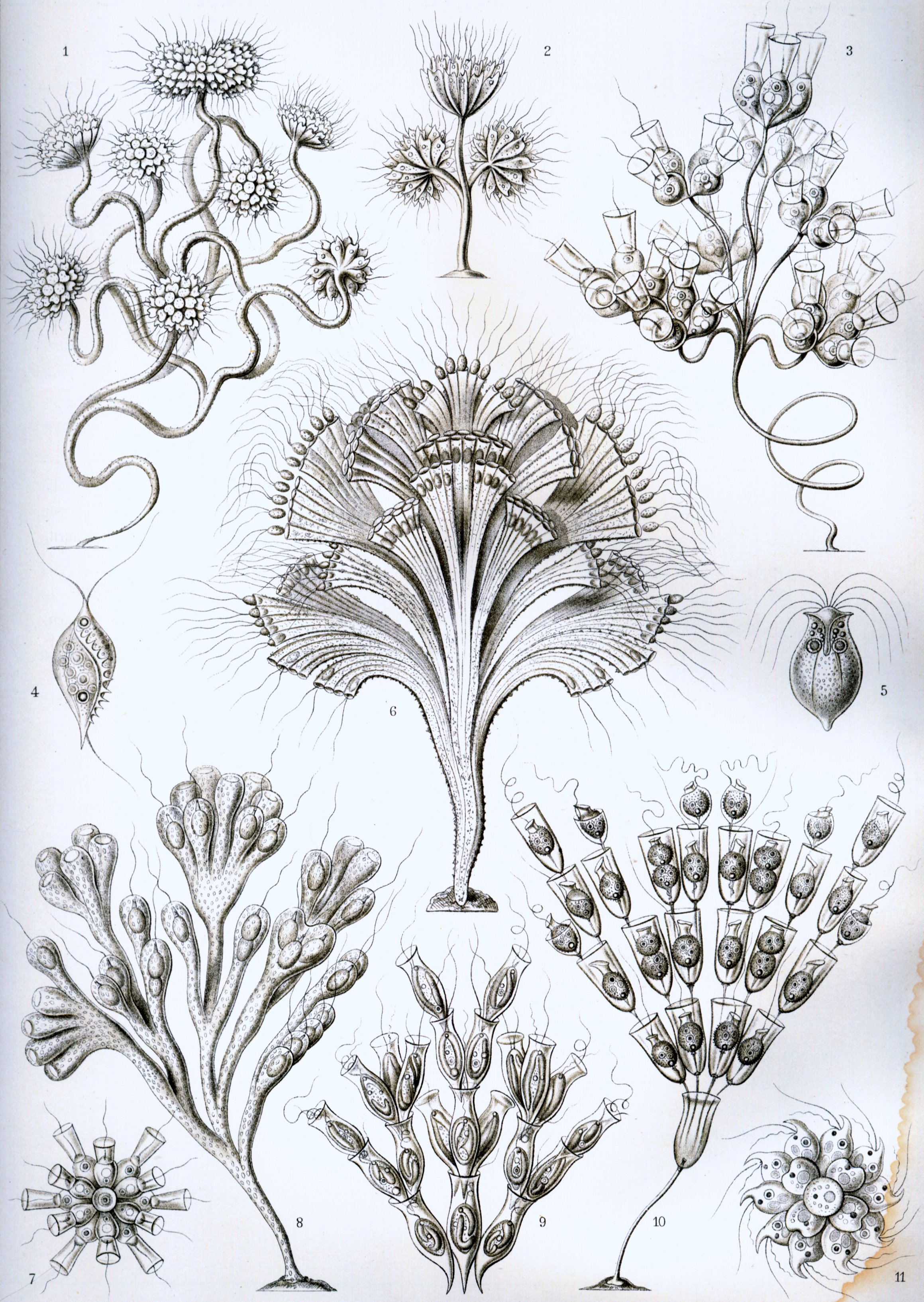
13. Flagellata
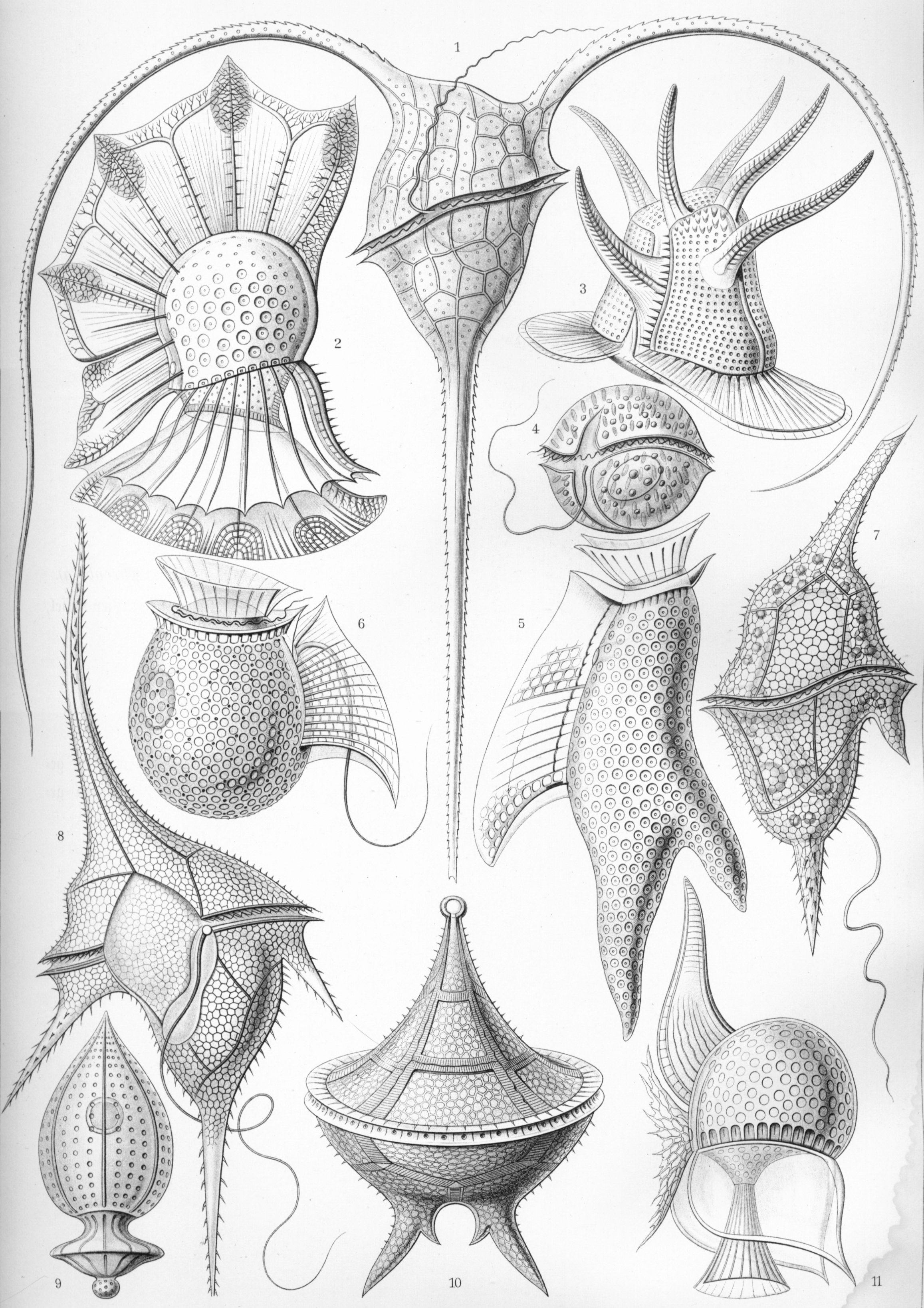
14. Peridinea
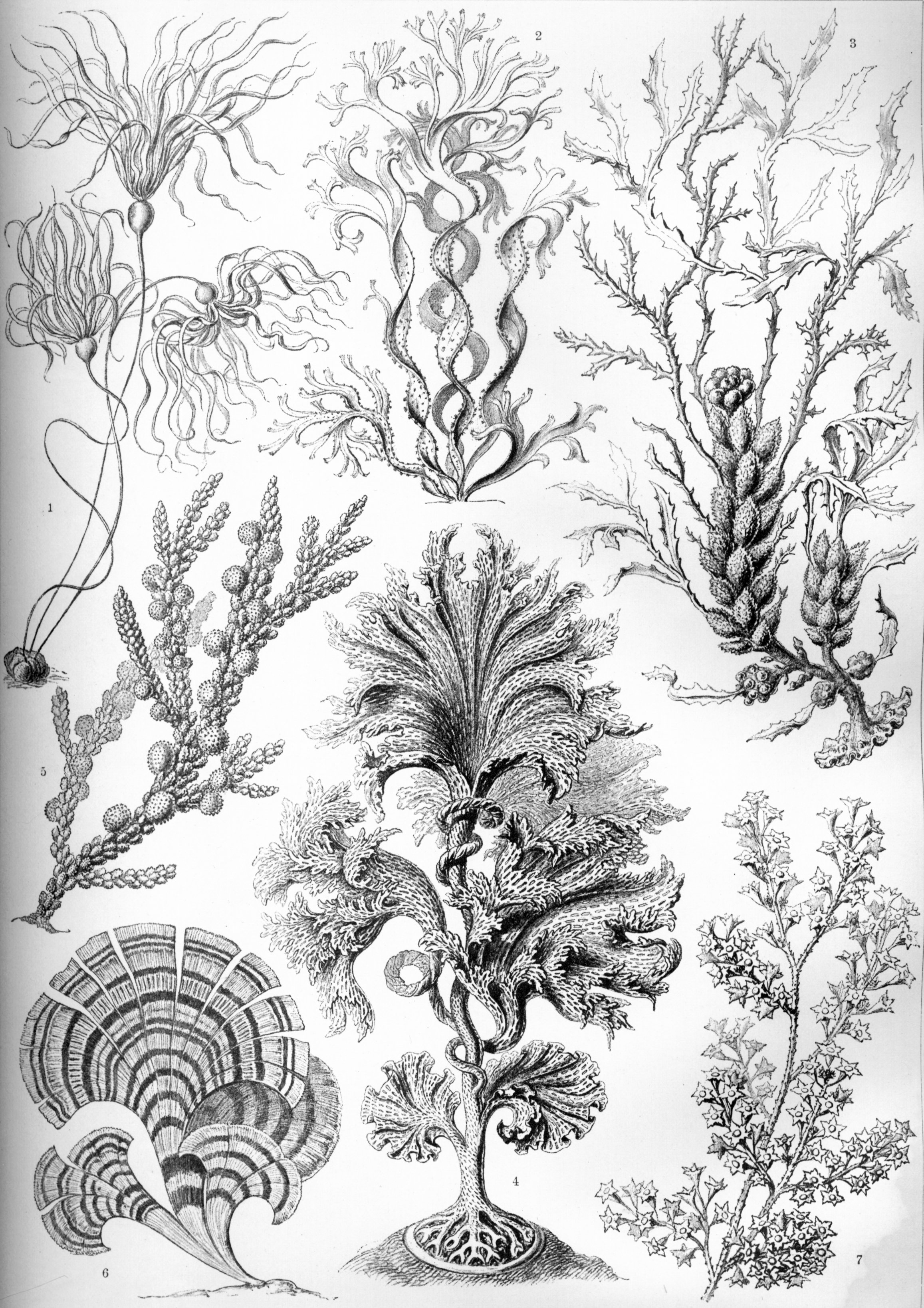
15. Fucoideae
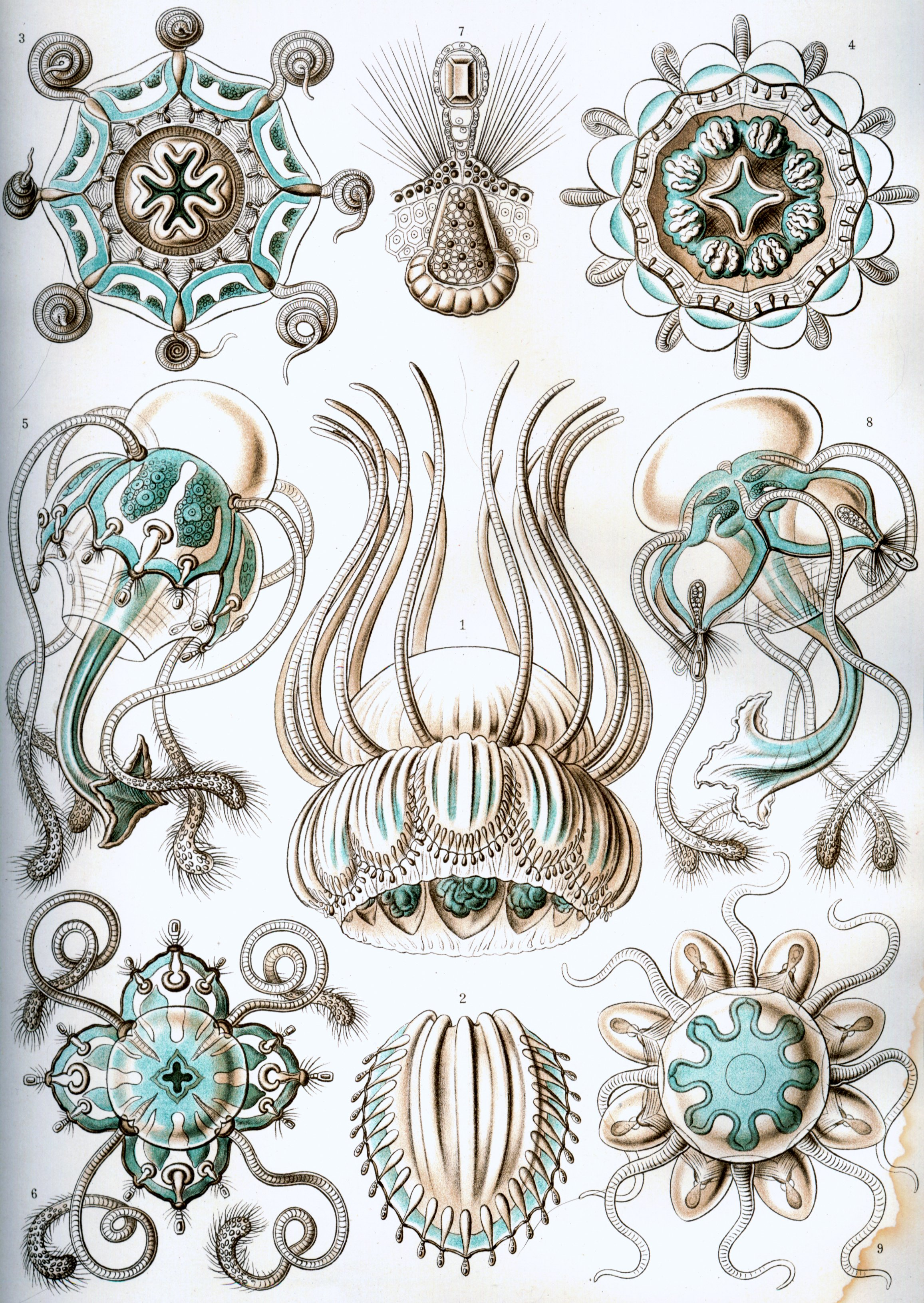
16. Narcomedusae
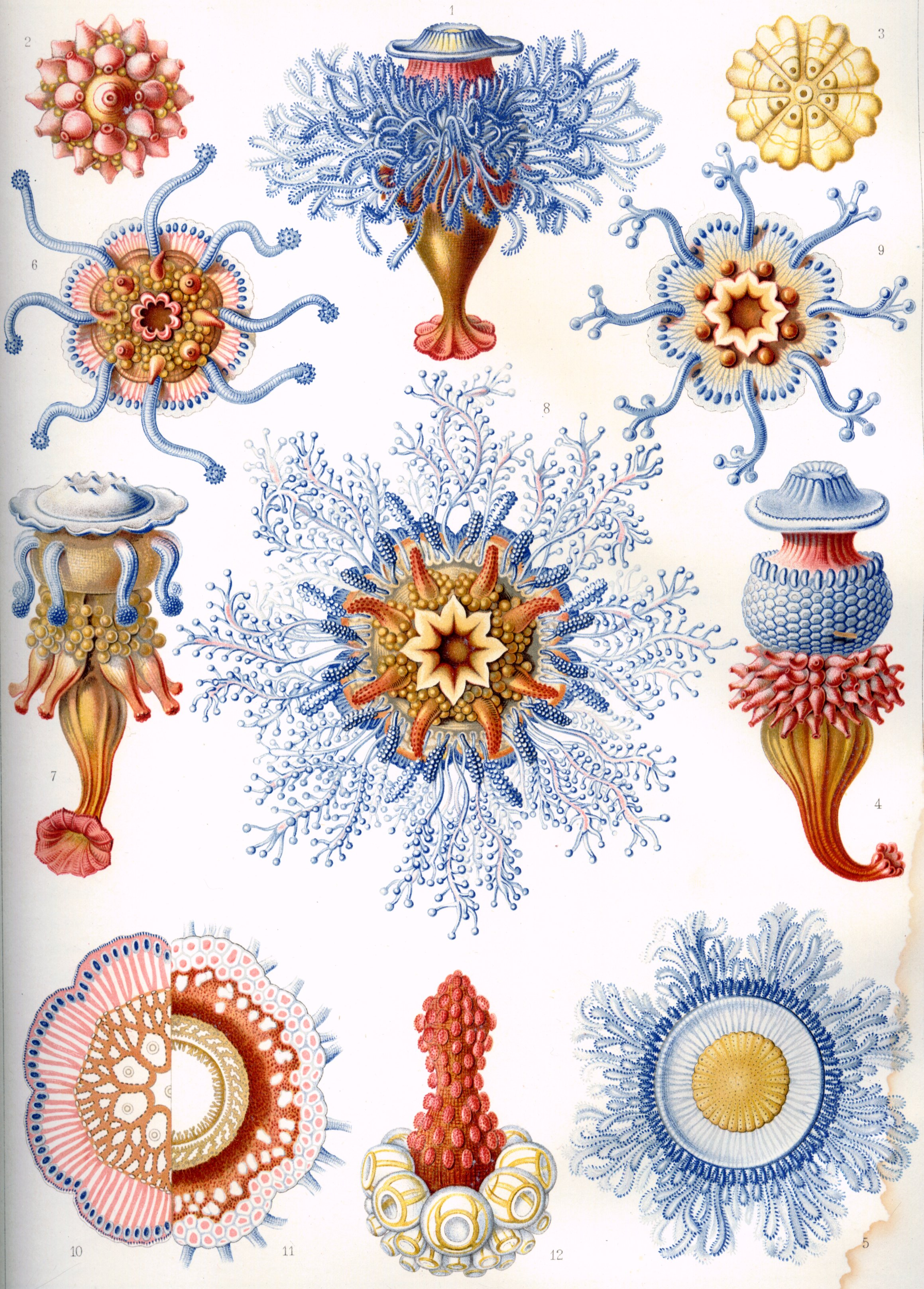
17. Siphonophorae
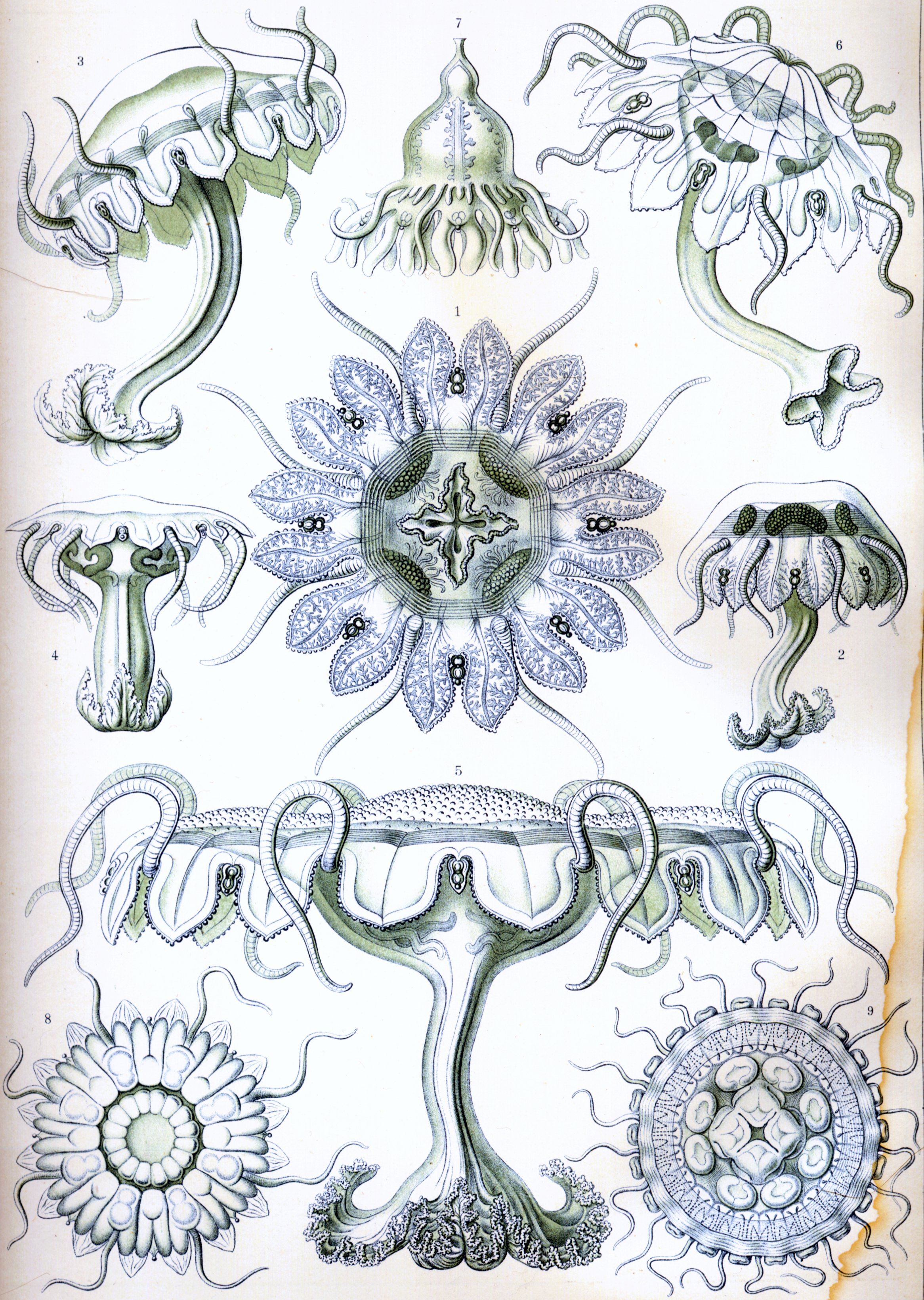
18. Discomedusae
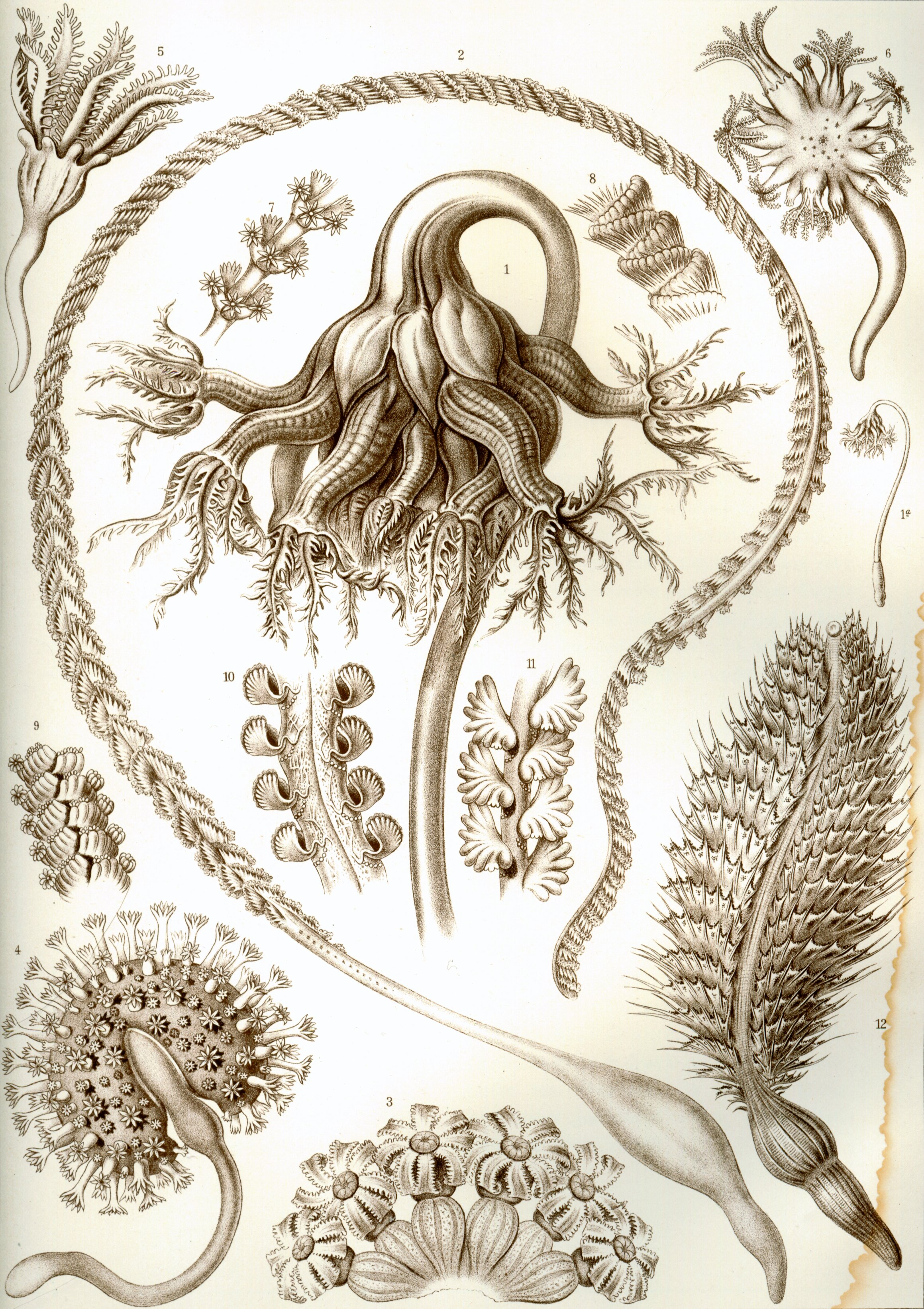
19. Pennatulidae
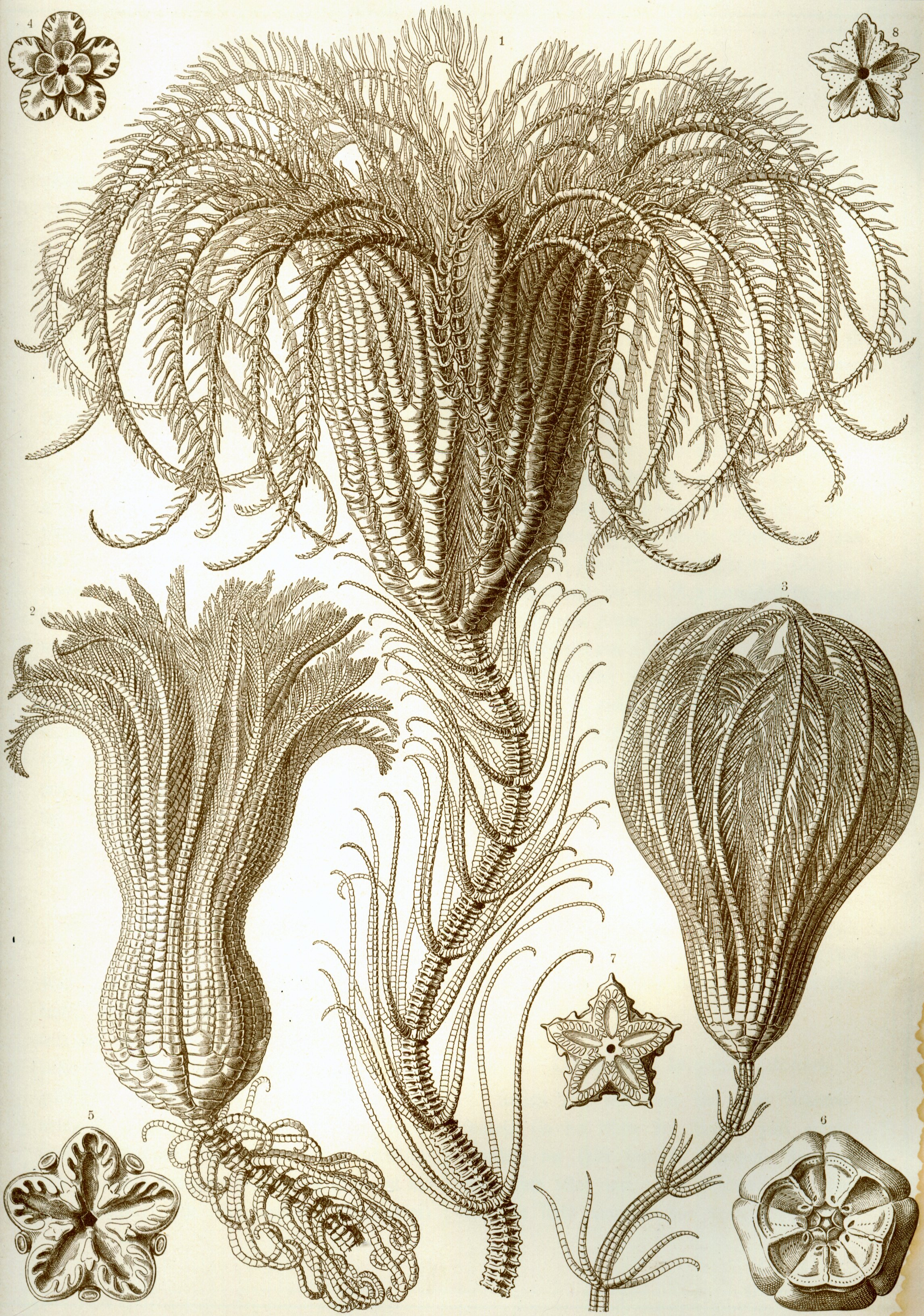
20. Crinoidea
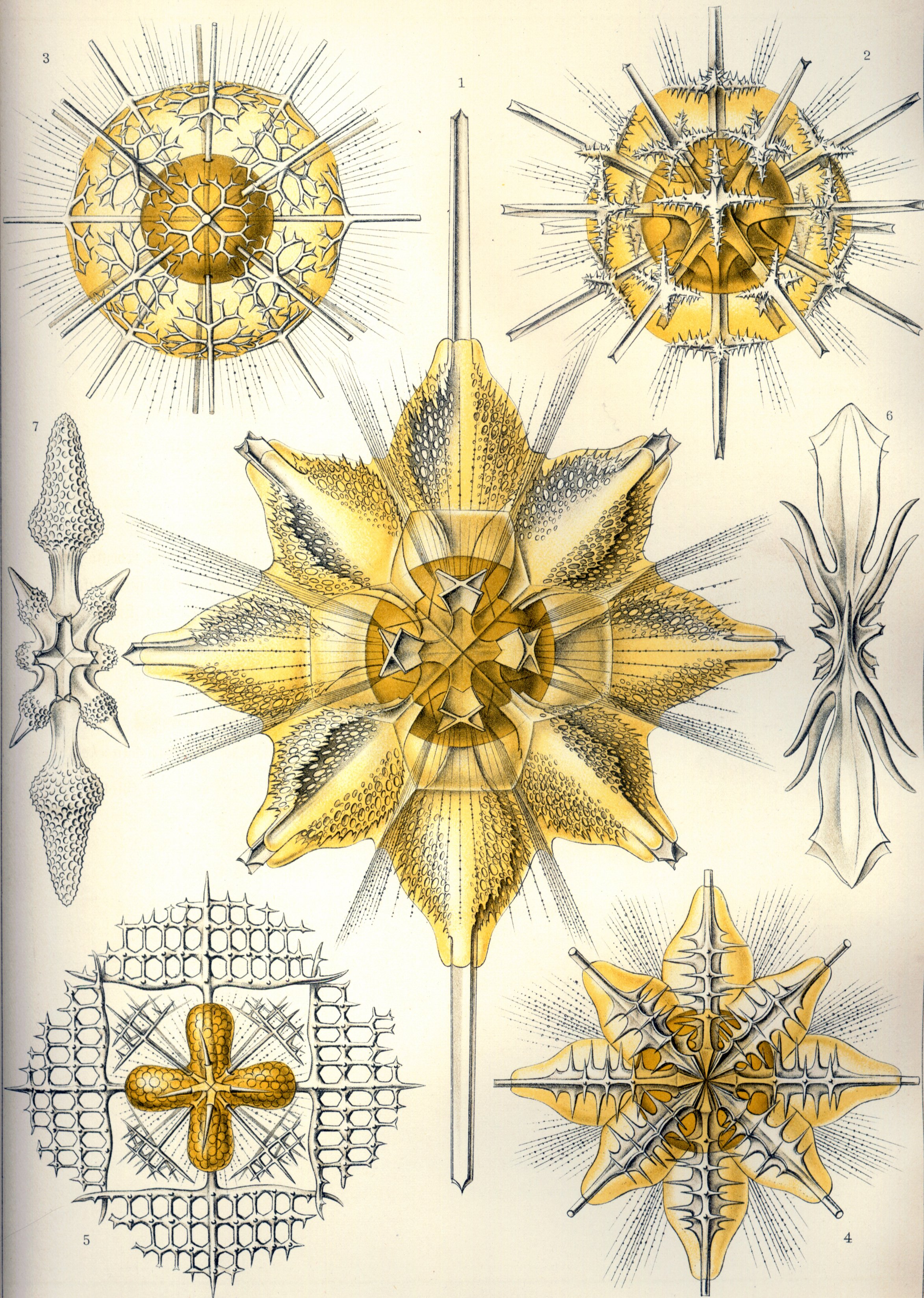
21. Acanthometra
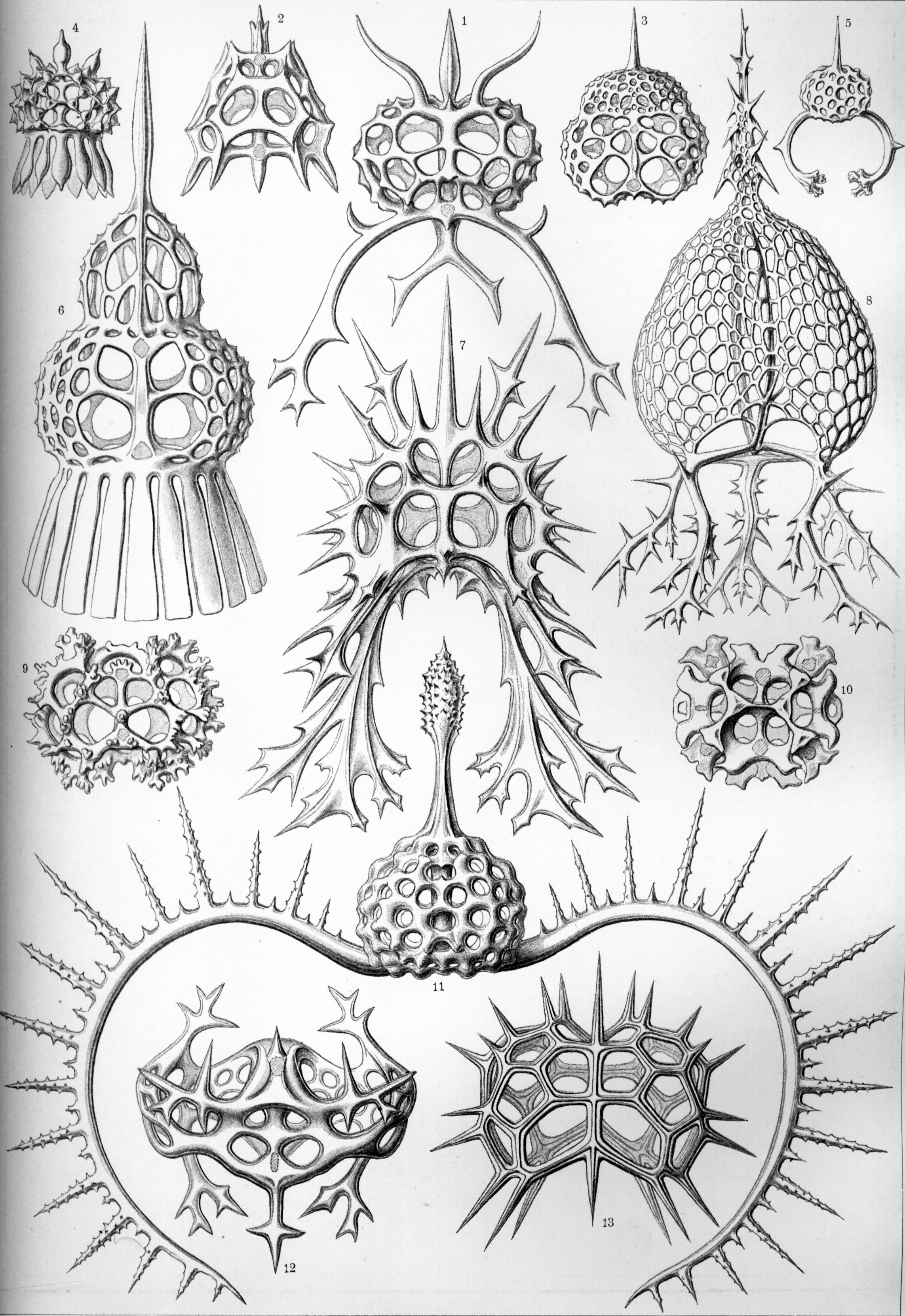
22. Spyroidea
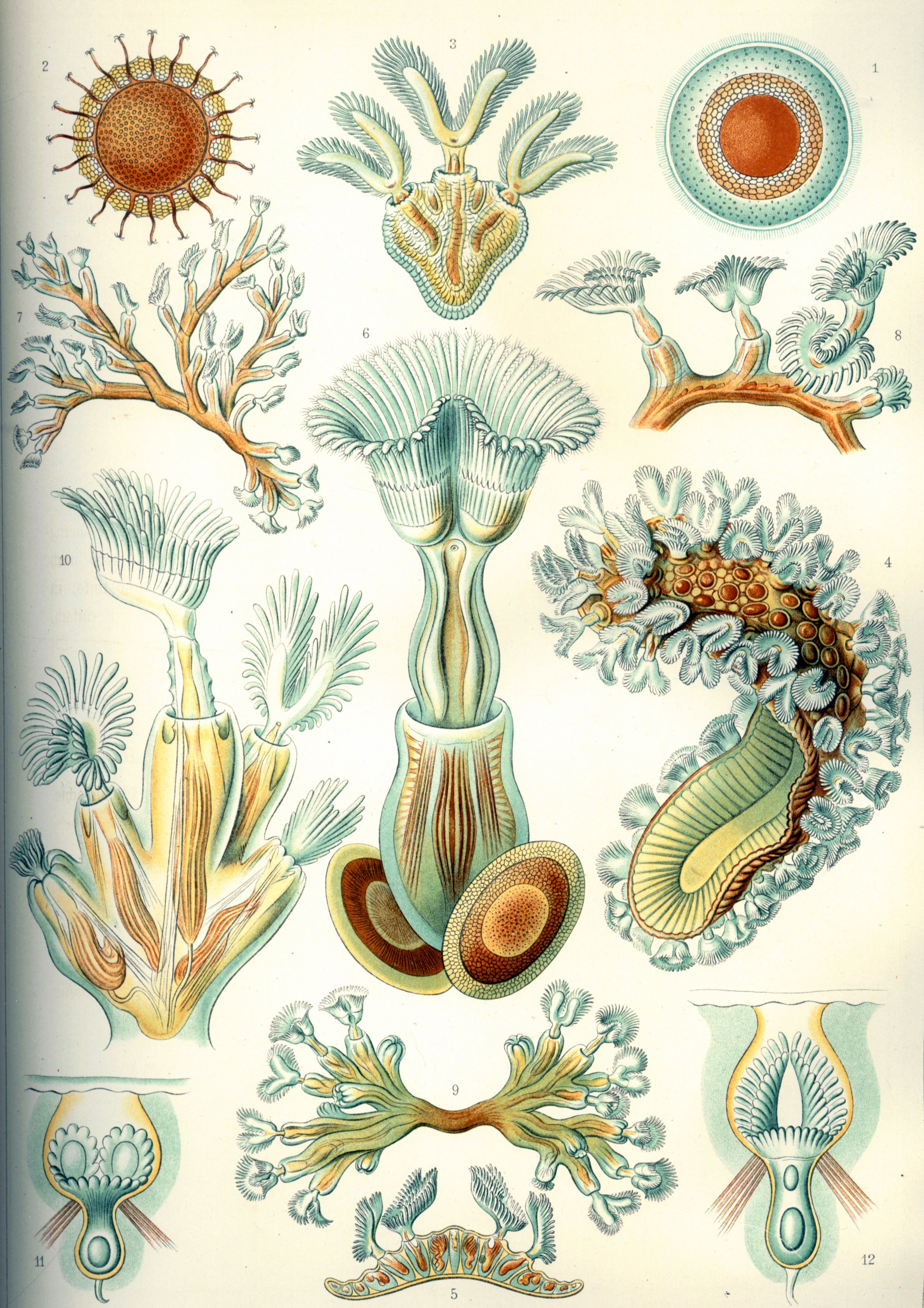
23. Bryozoa
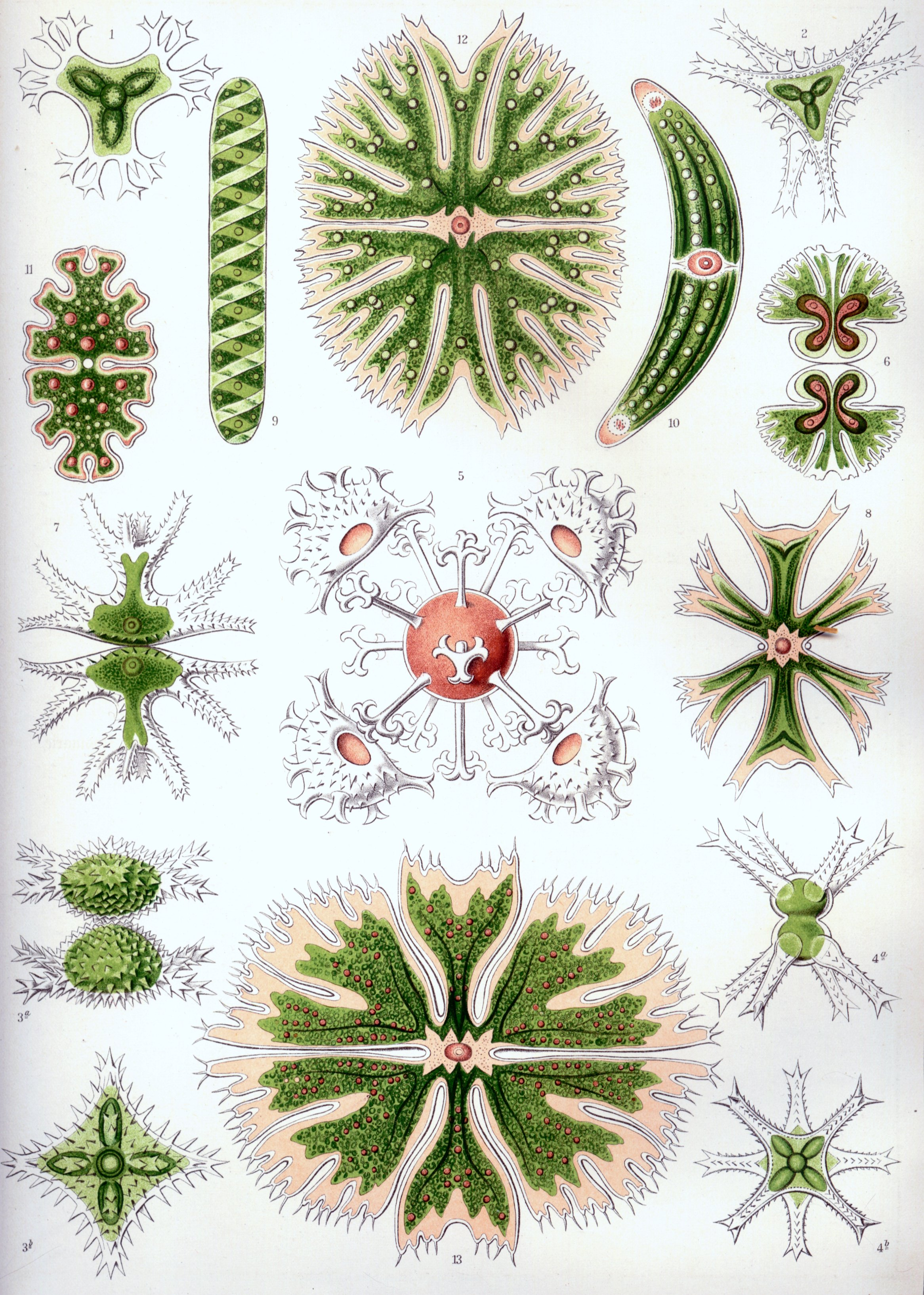
24. Desmidiea
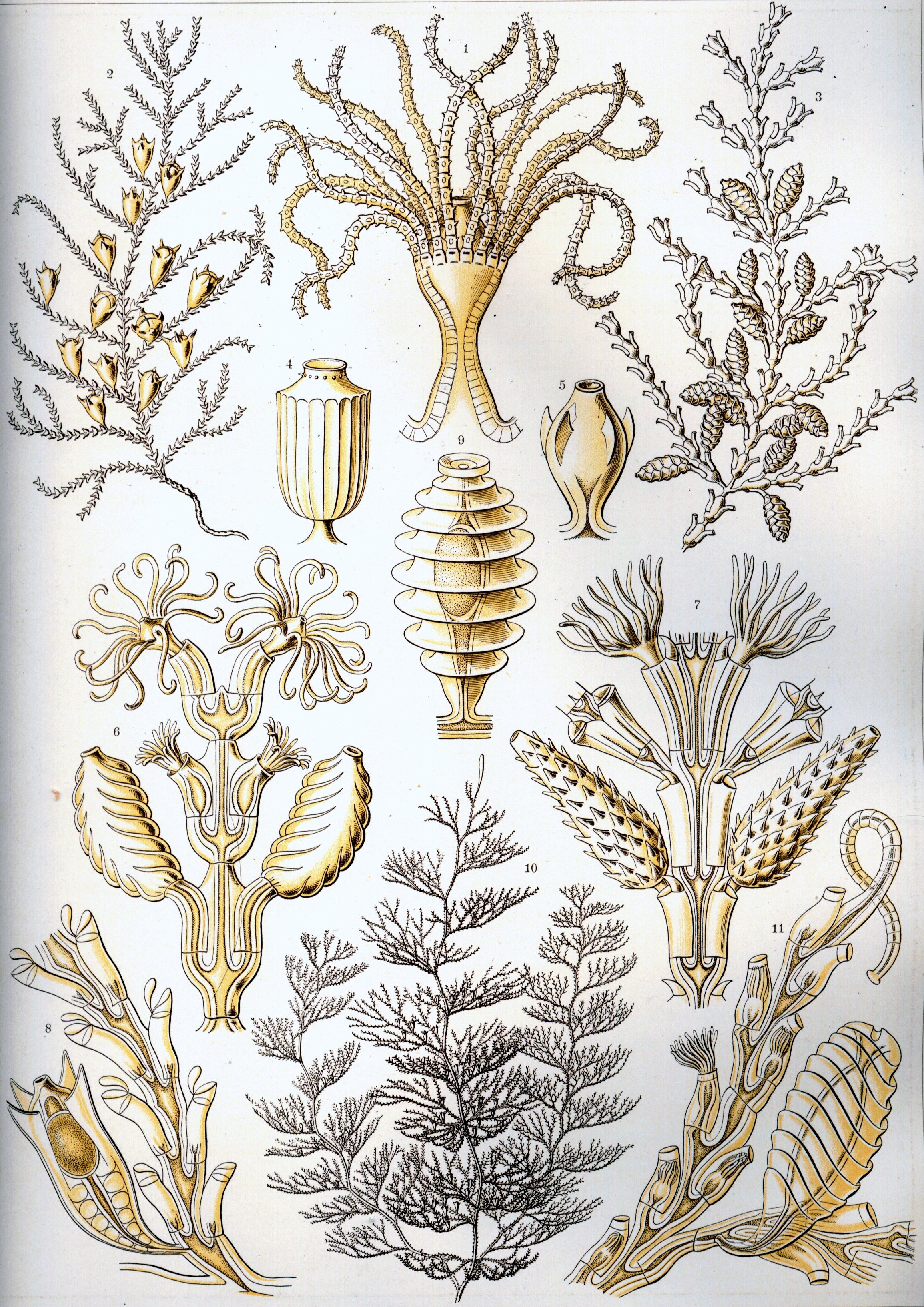
25. Sertulariae
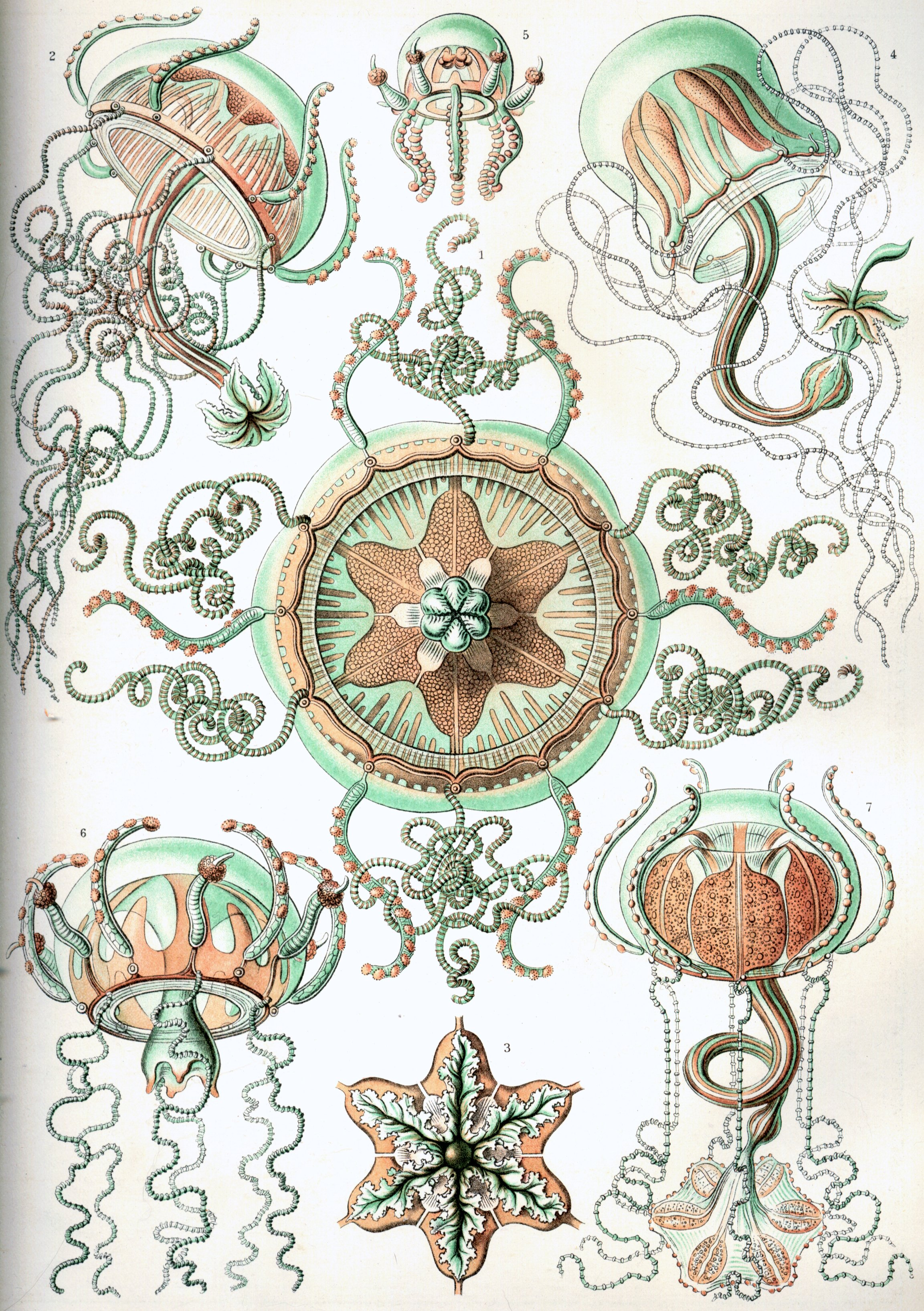
26. Trachymedusae
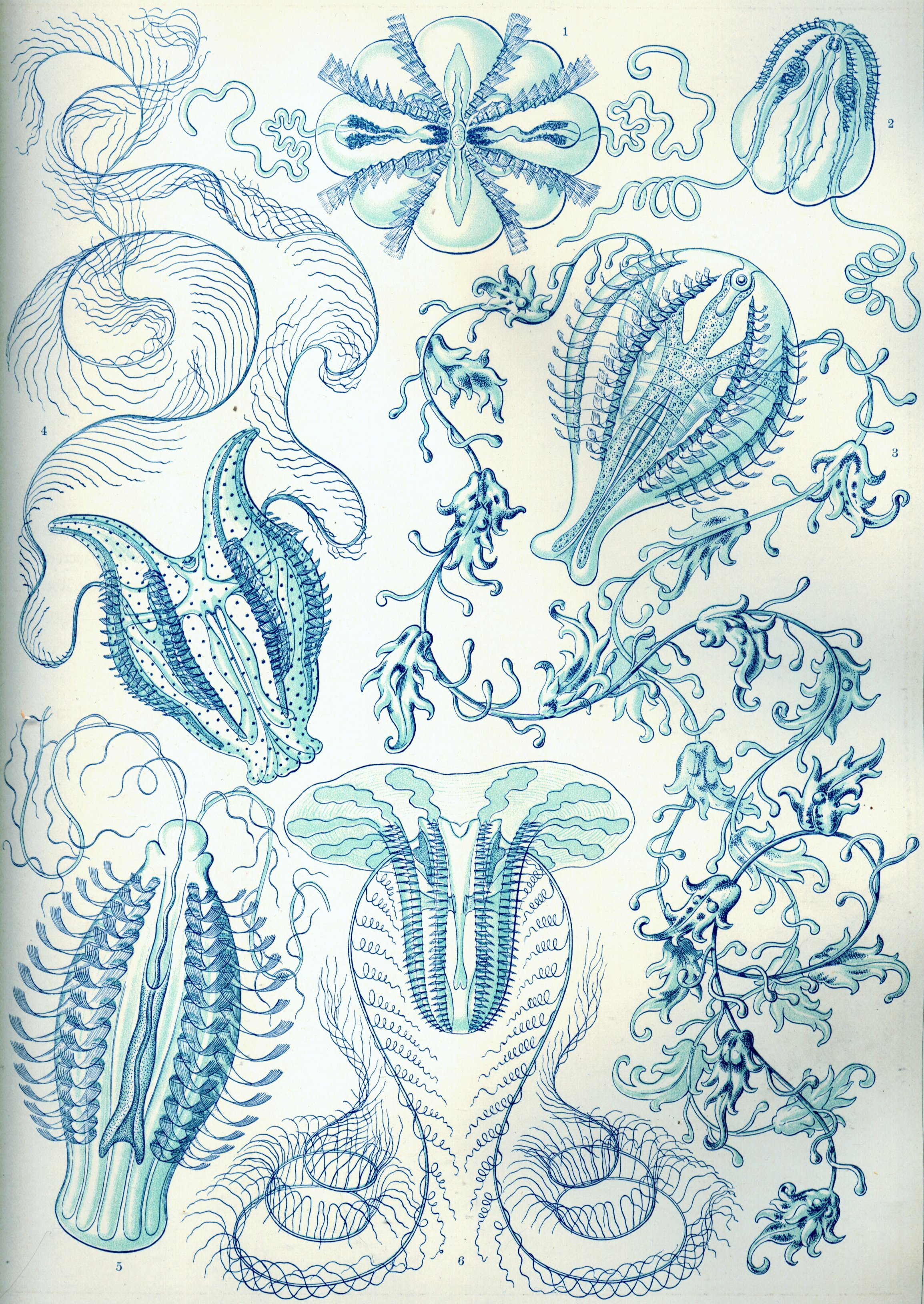
27. Ctenophorae
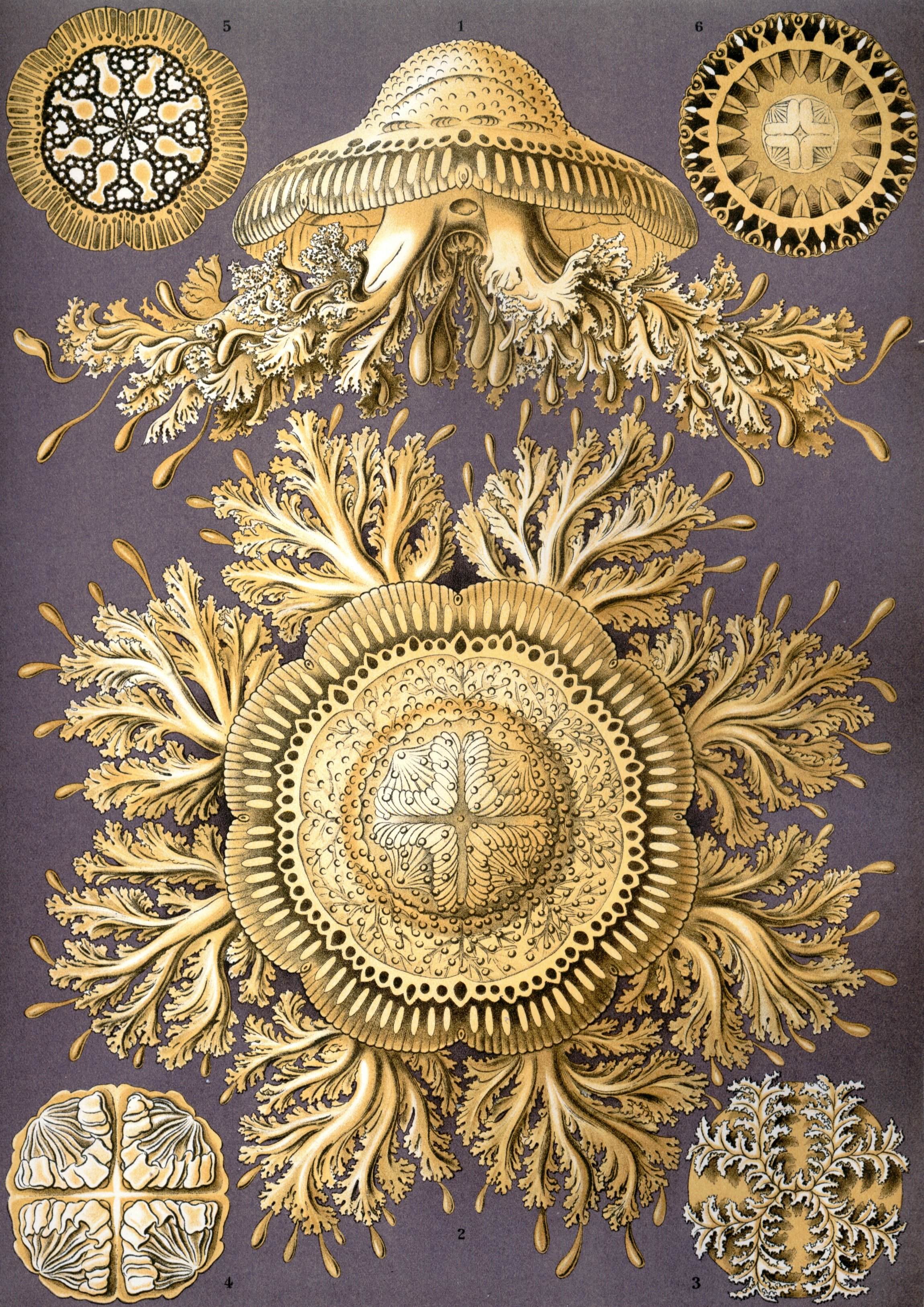
28. Discomedusae
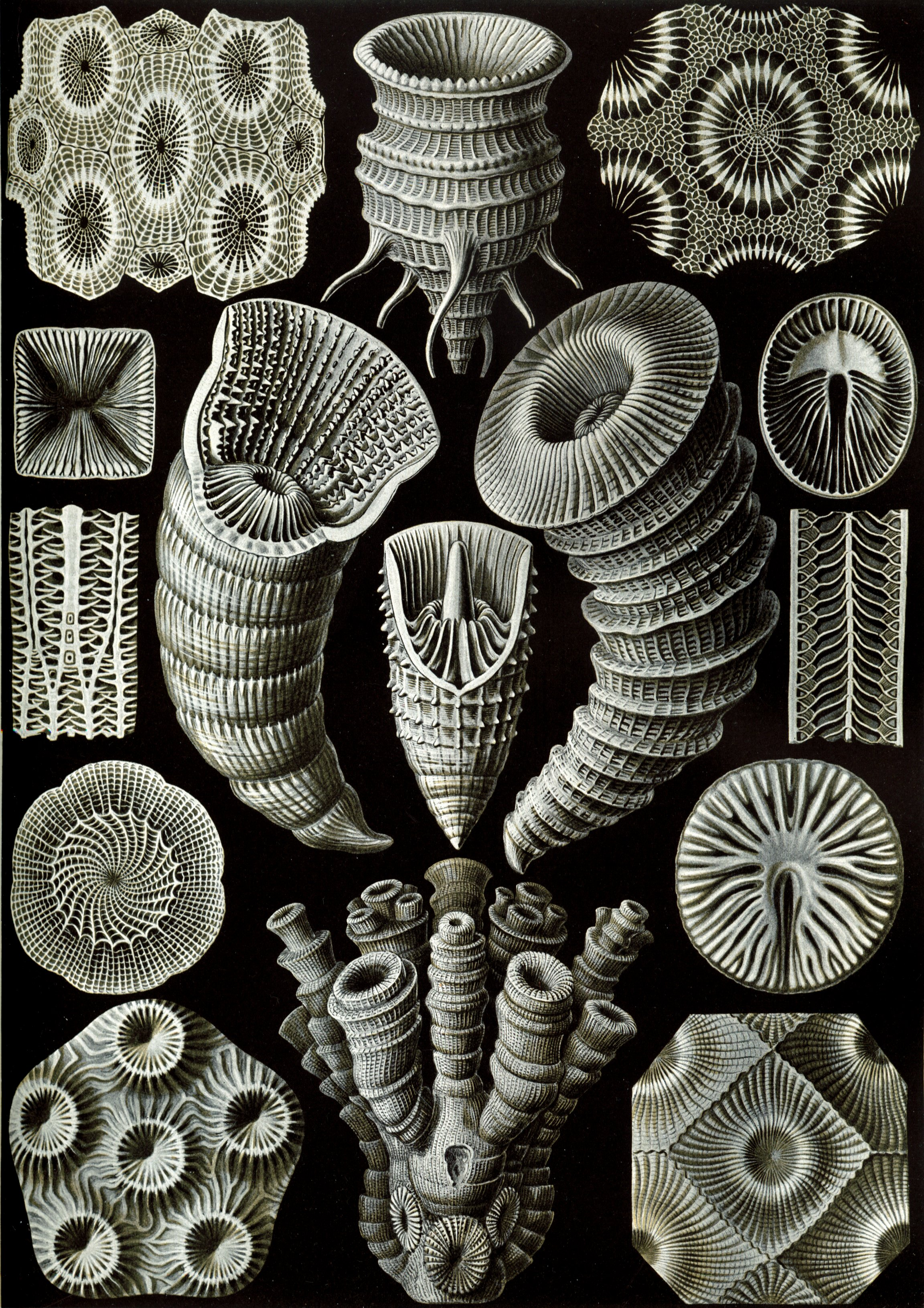
29. Tetracoralla
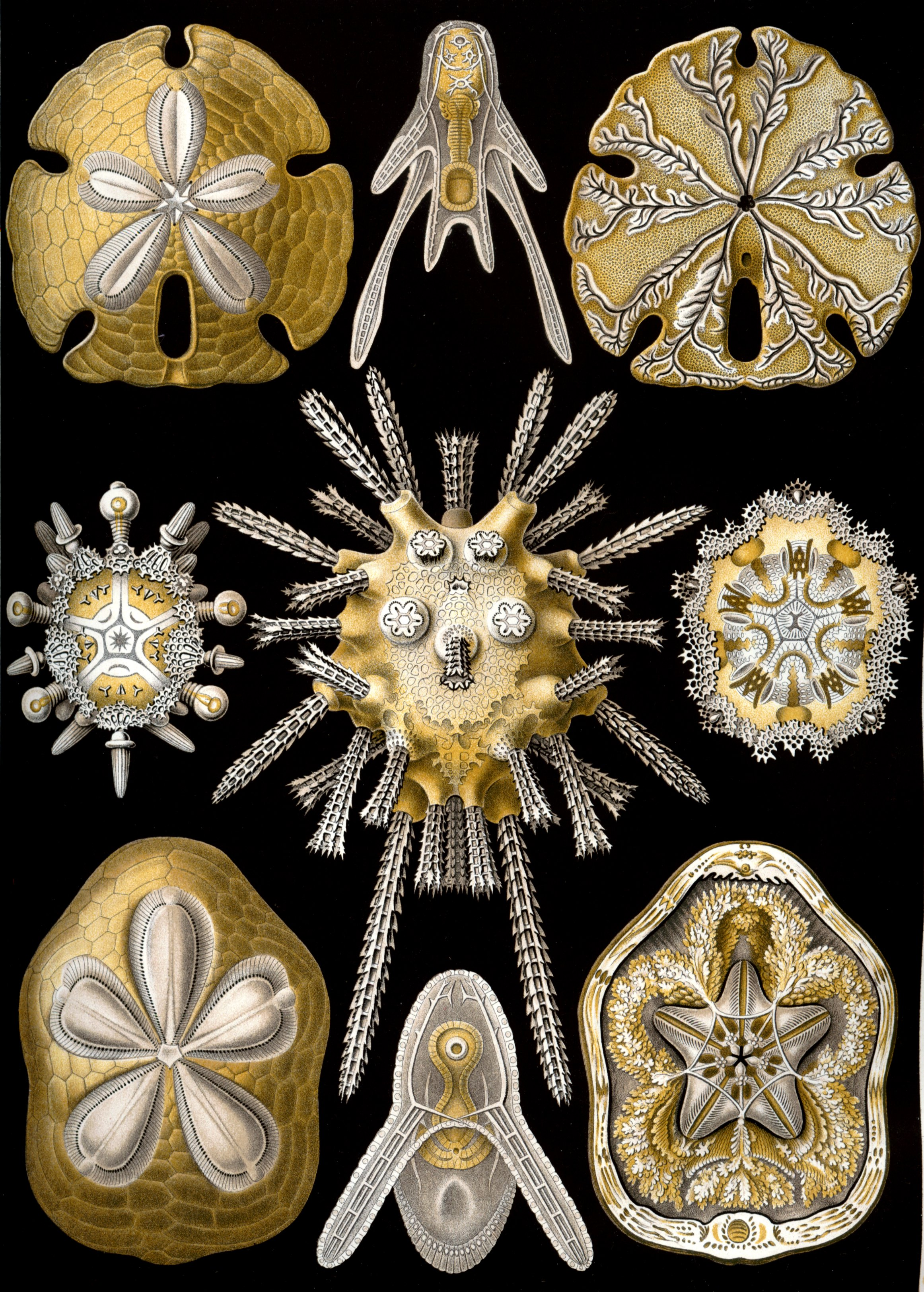
30. Echinidea
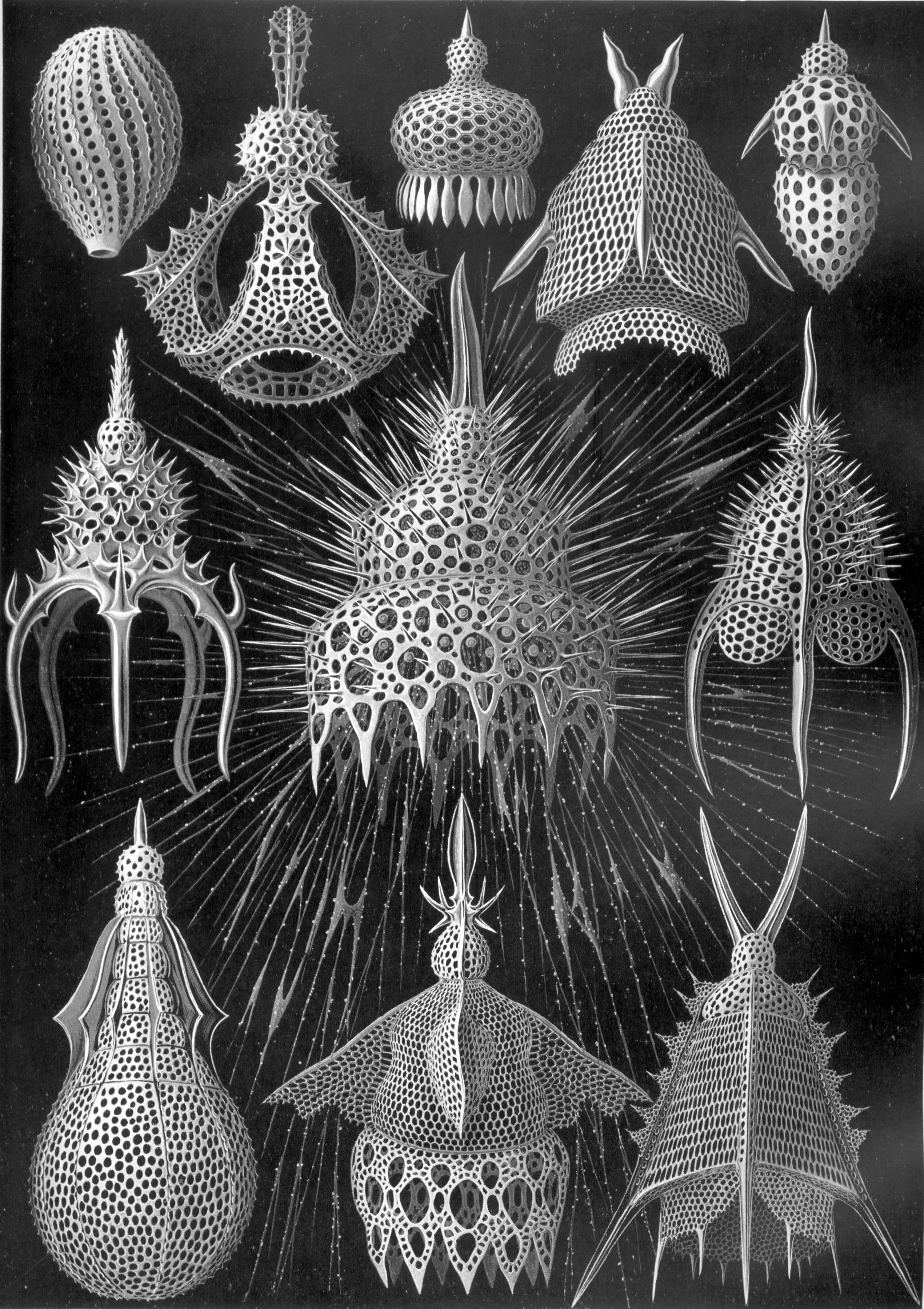
31. Cyrtoidea
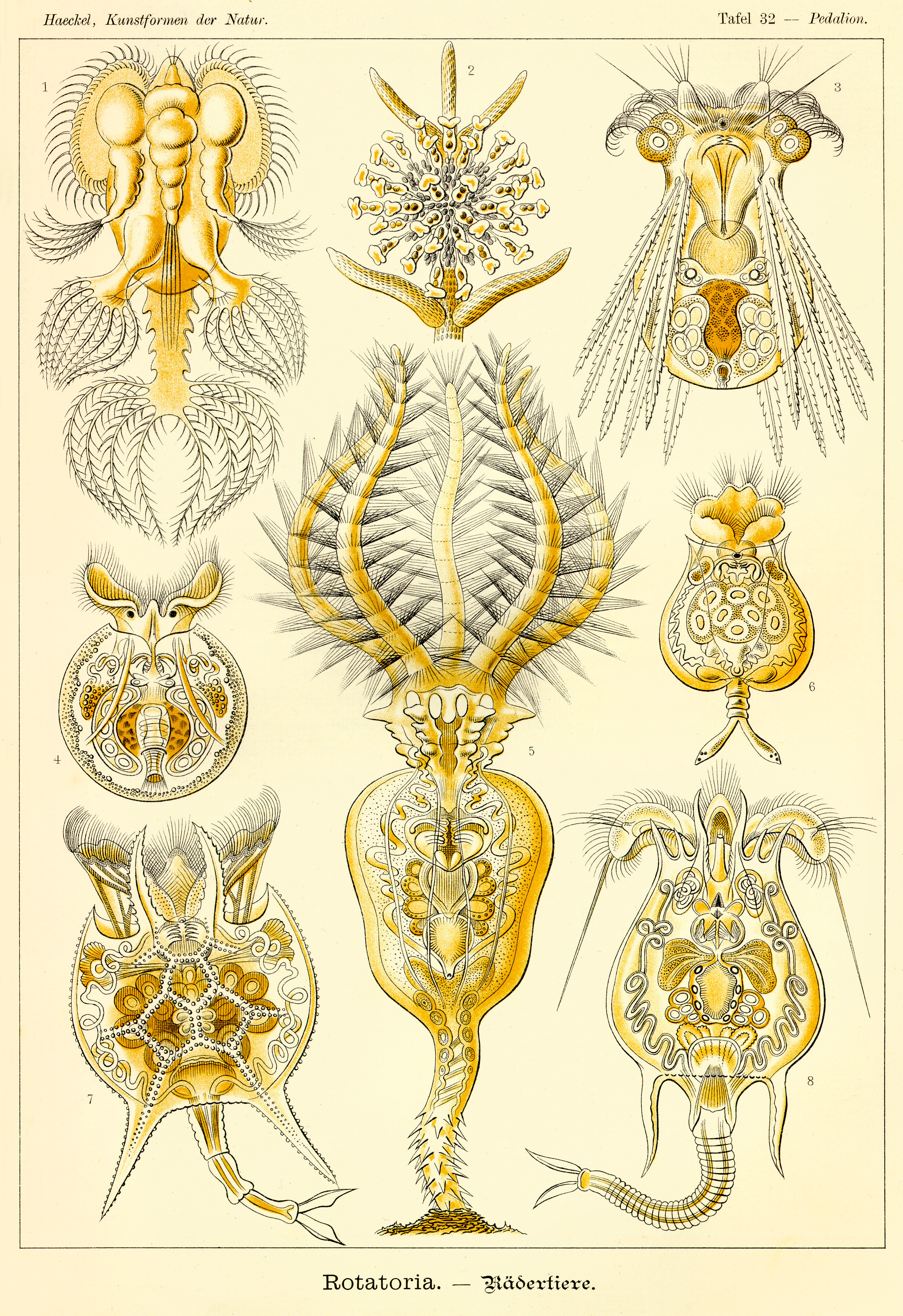
32. Rotatoria
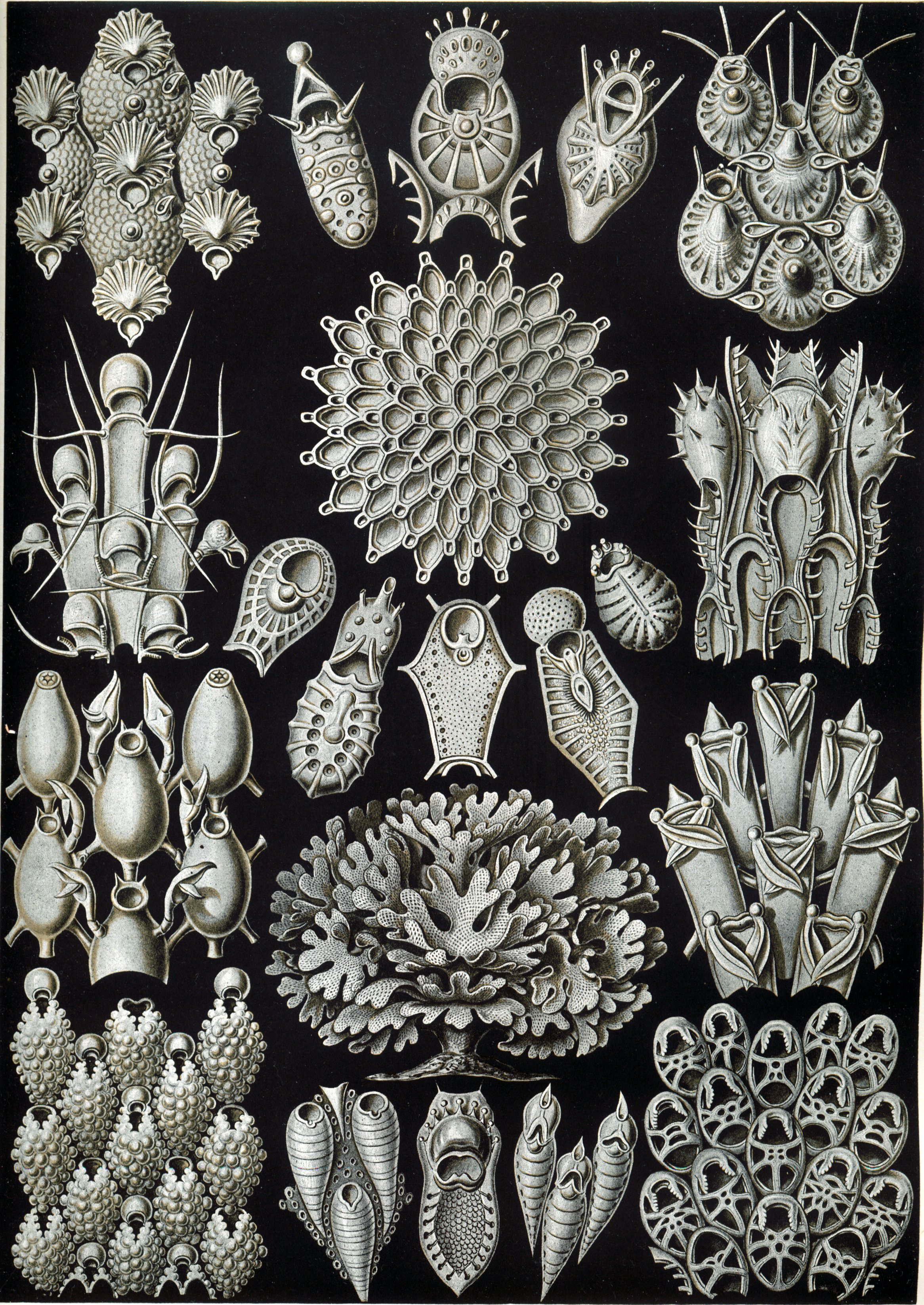
33. Bryozoa
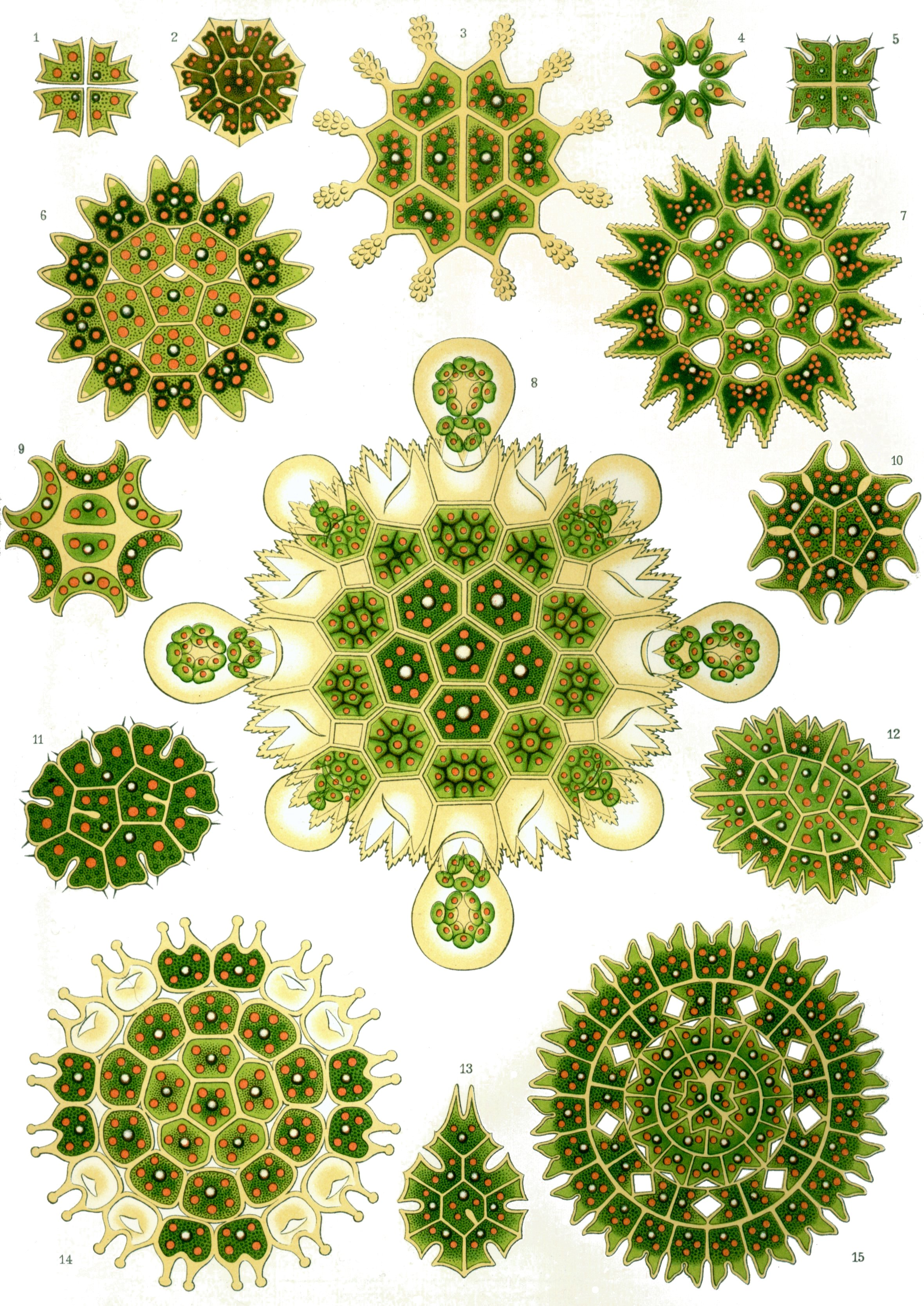
34. Melethallia
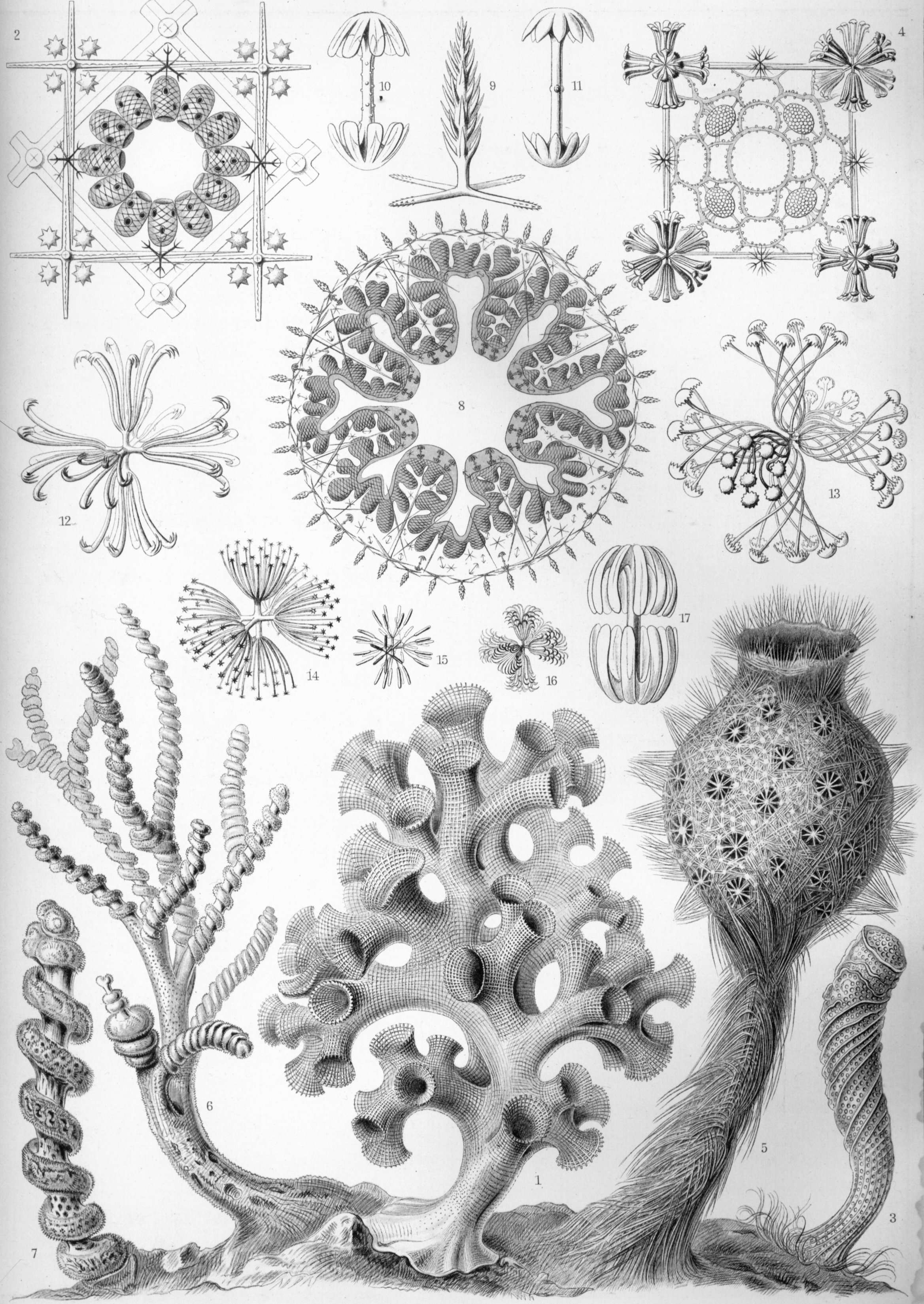
35. Hexactinellae
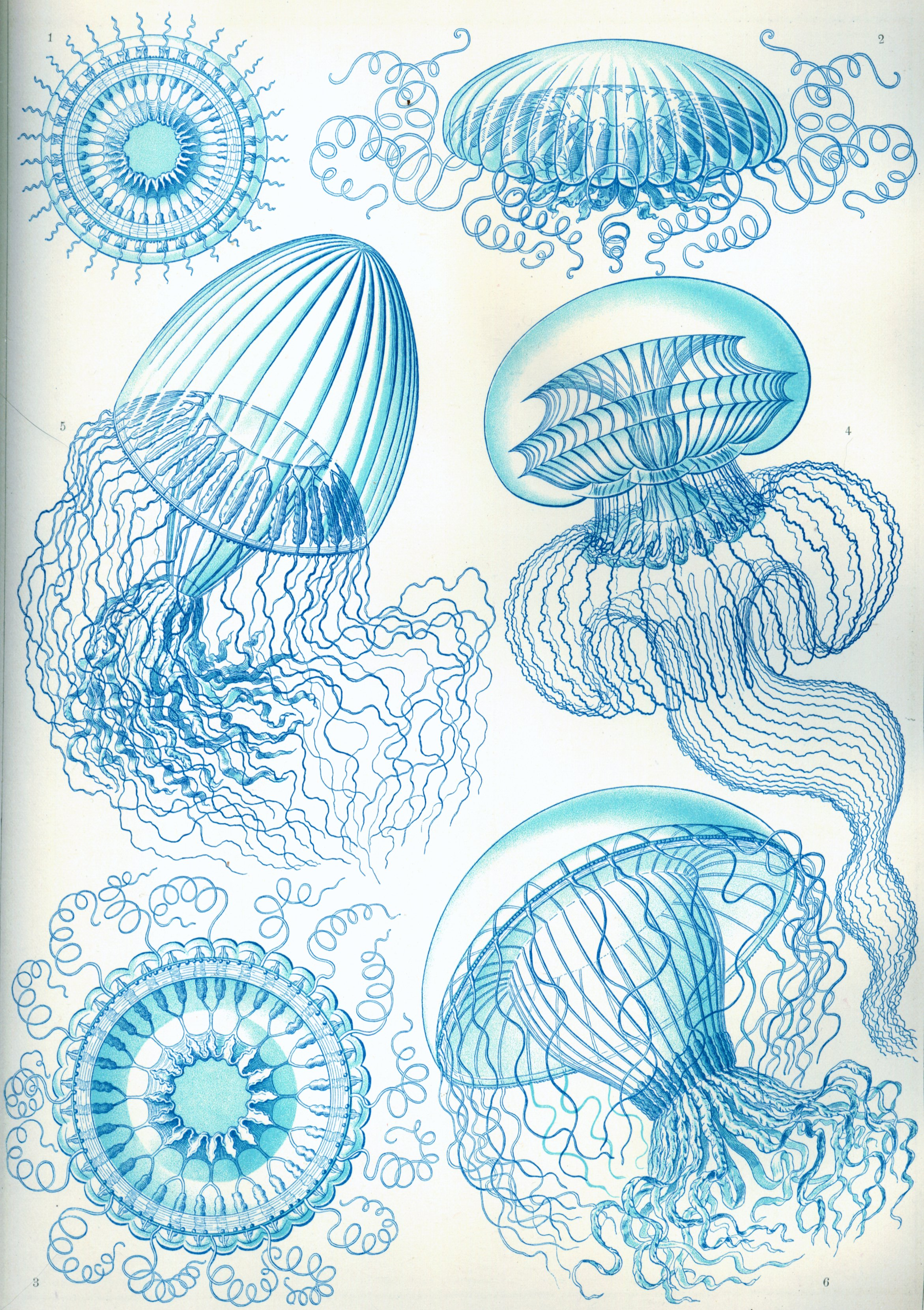
36. Leptomedusae
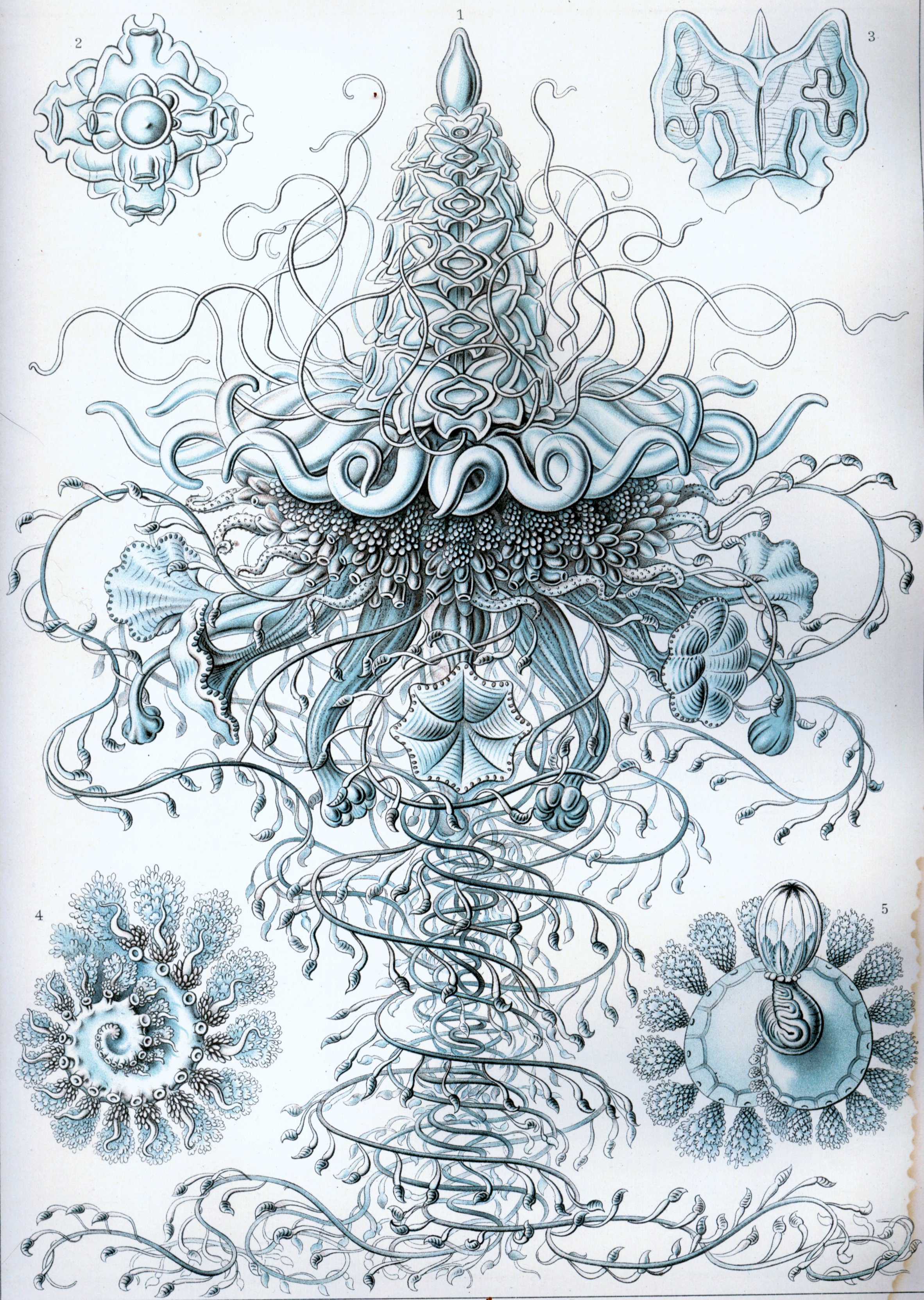
37. Siphonophorae
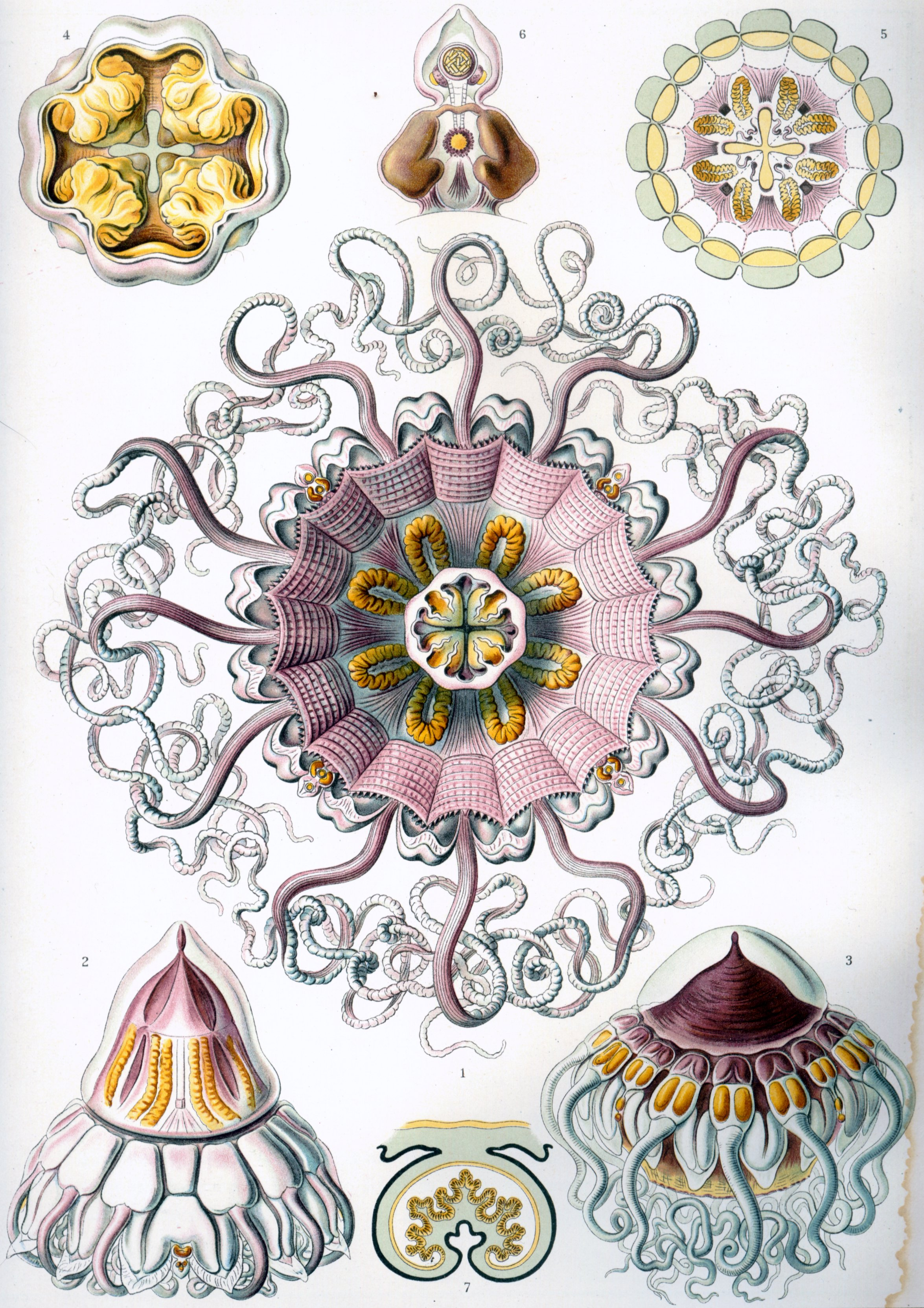
38. Peromedusae
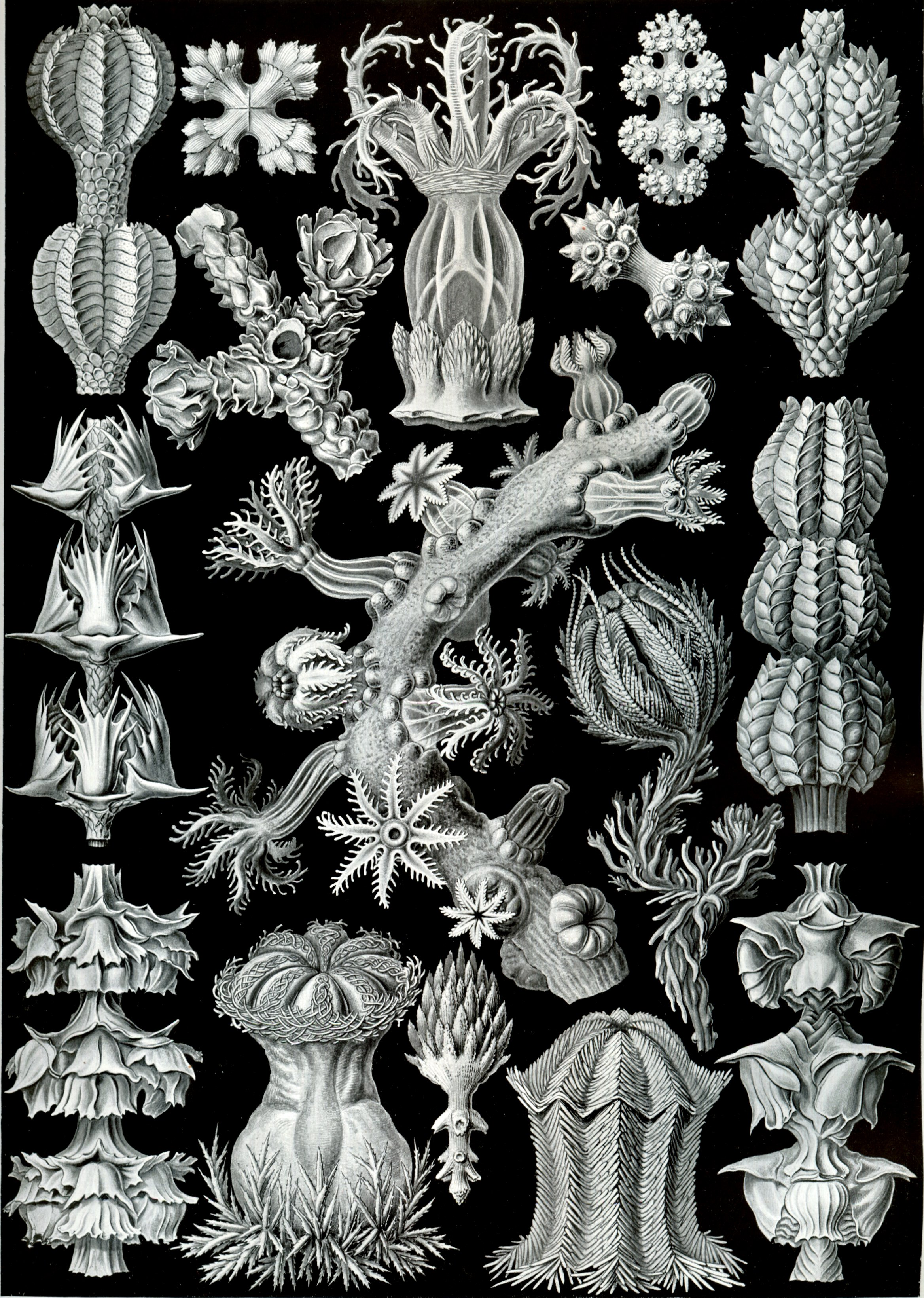
39. Gorgonida
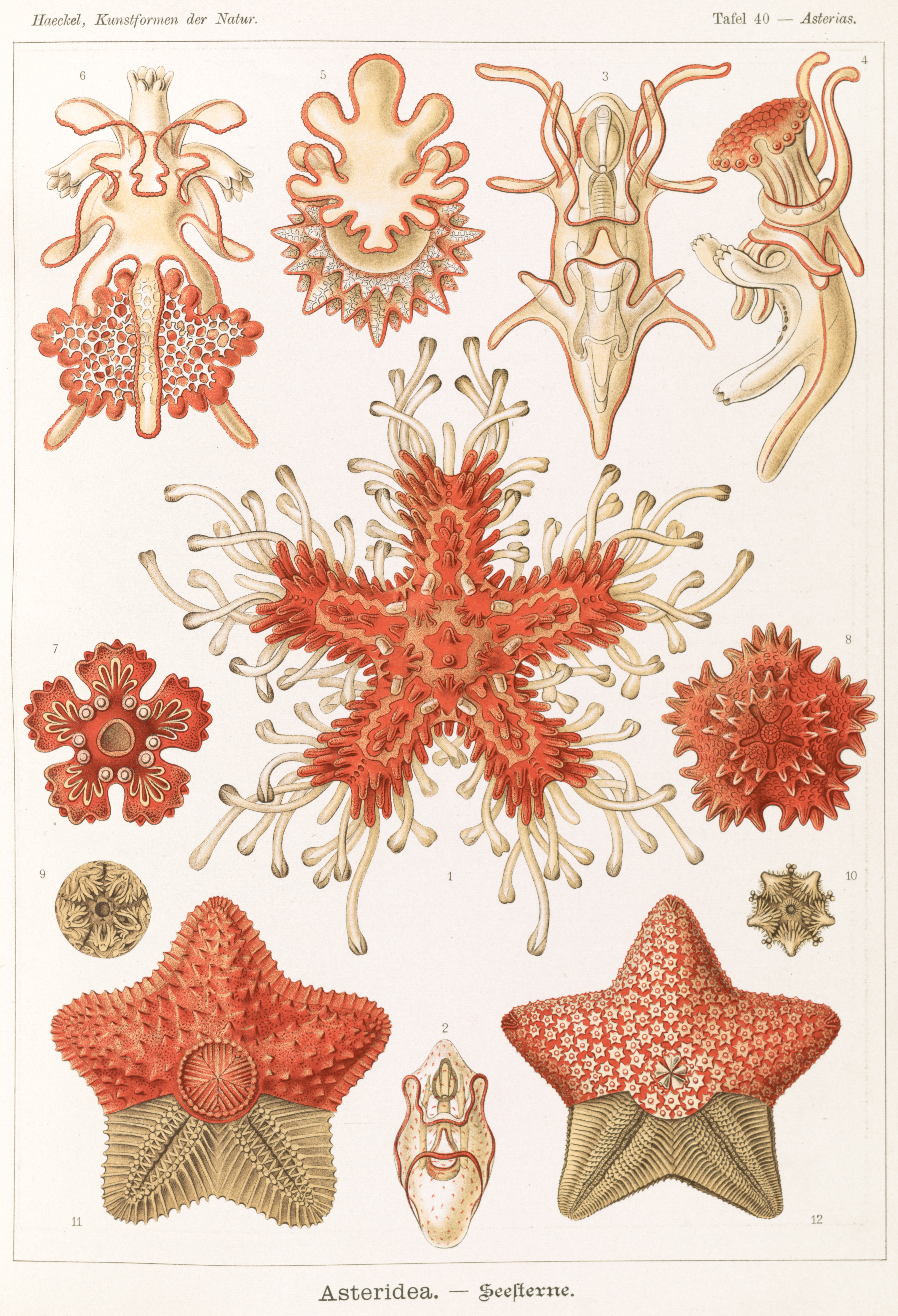
40. Asteroidea
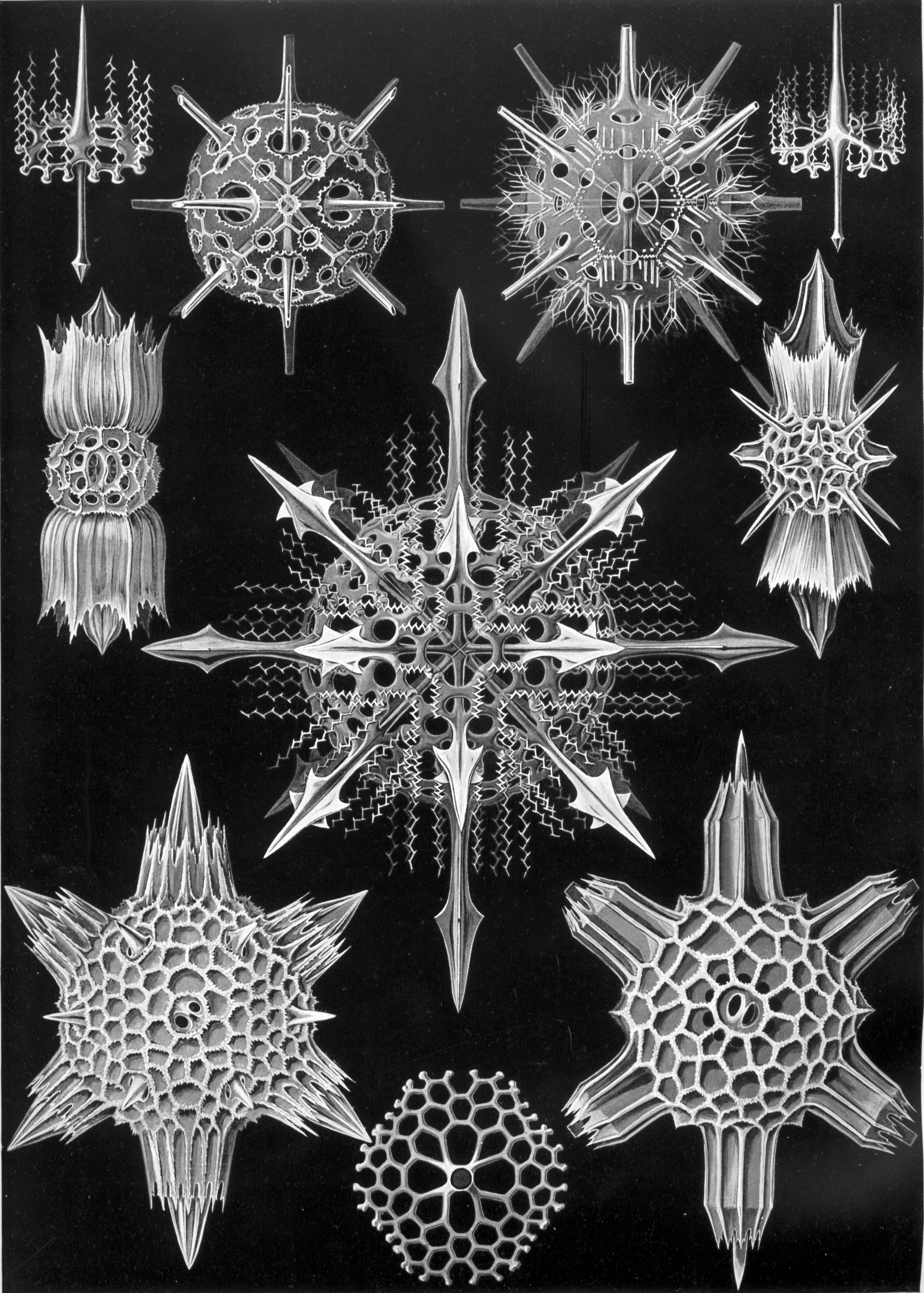
41. Acanthophracta
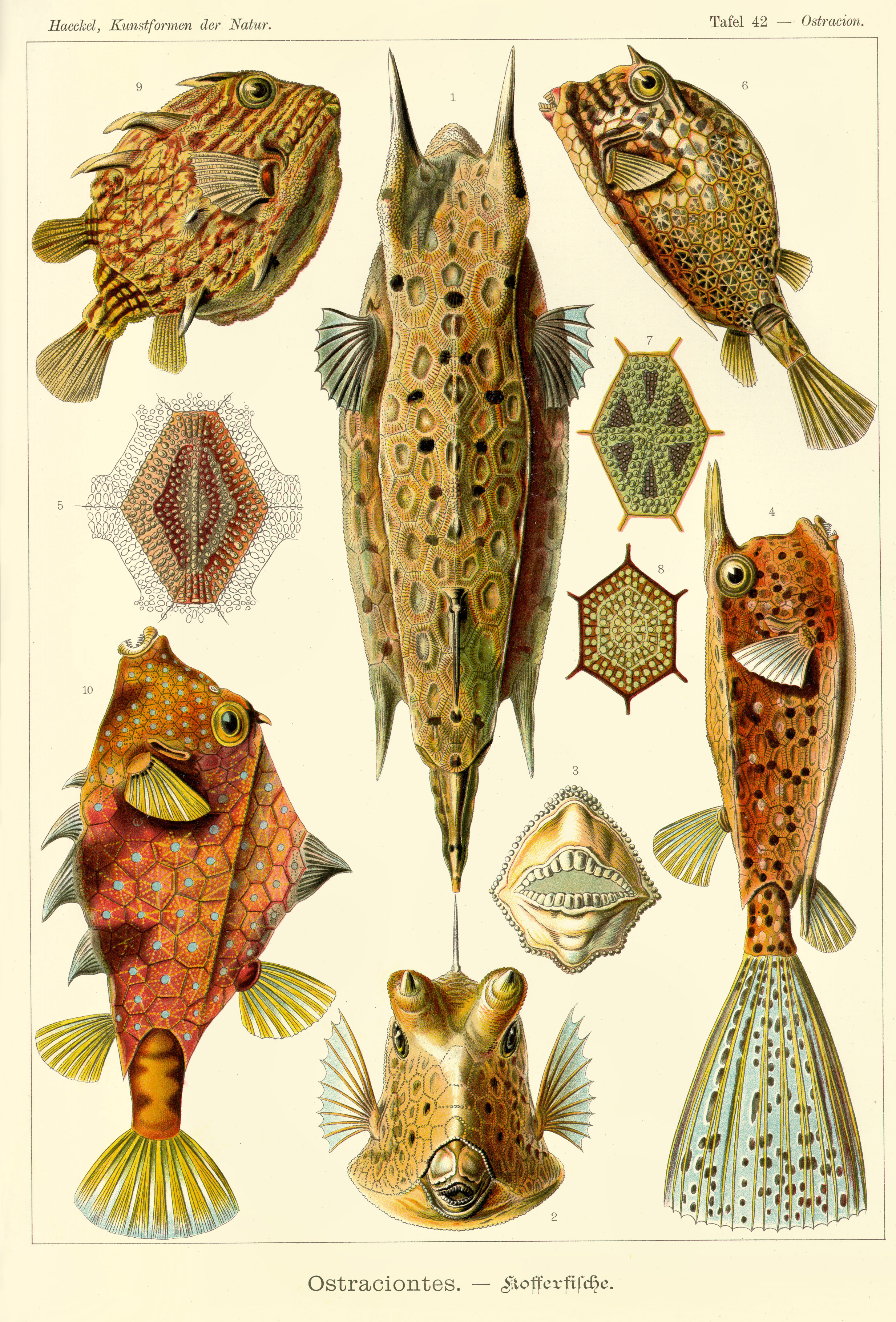
42. Ostraciontes
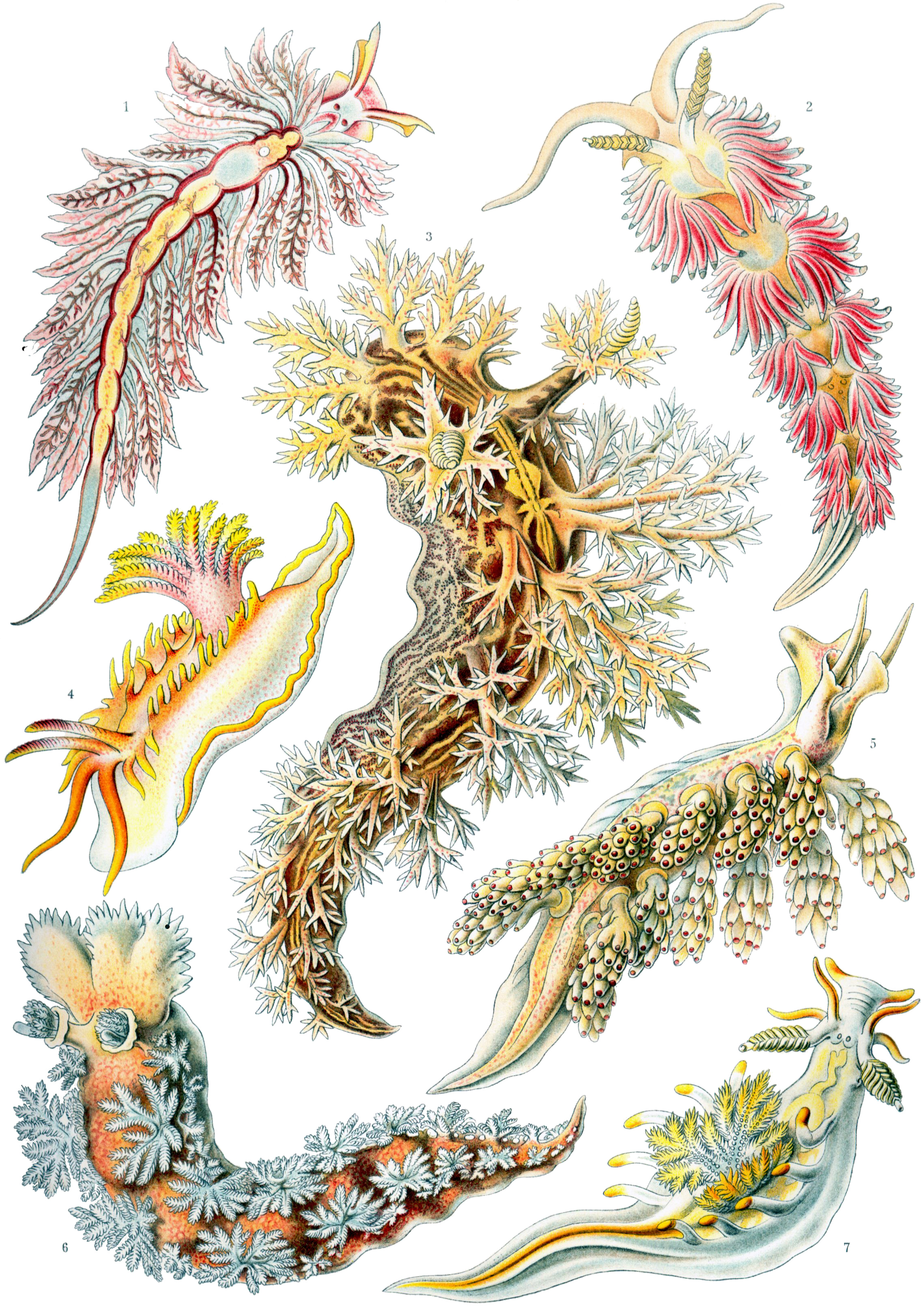
43. Nudibranchia
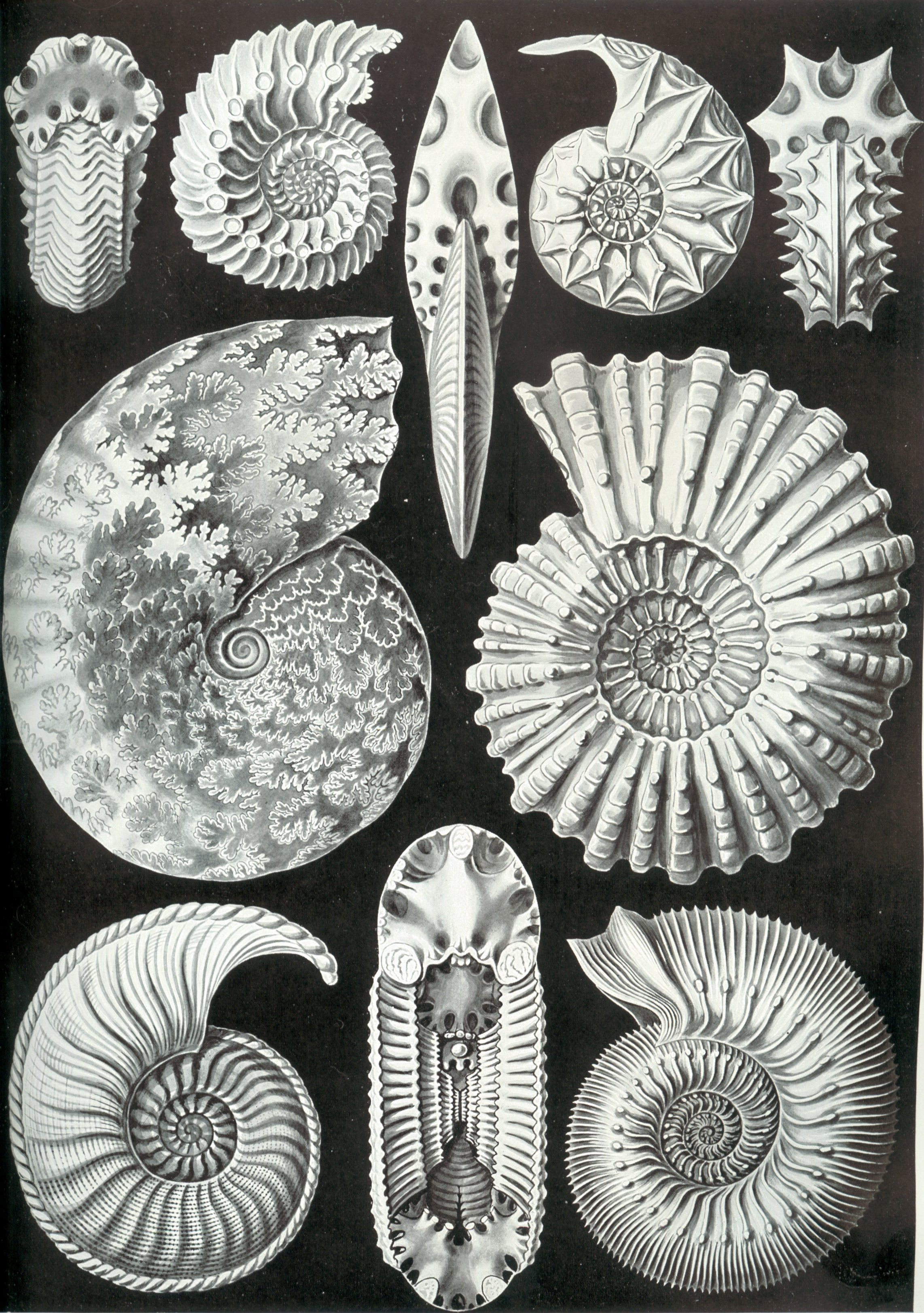
44. Ammonoidea
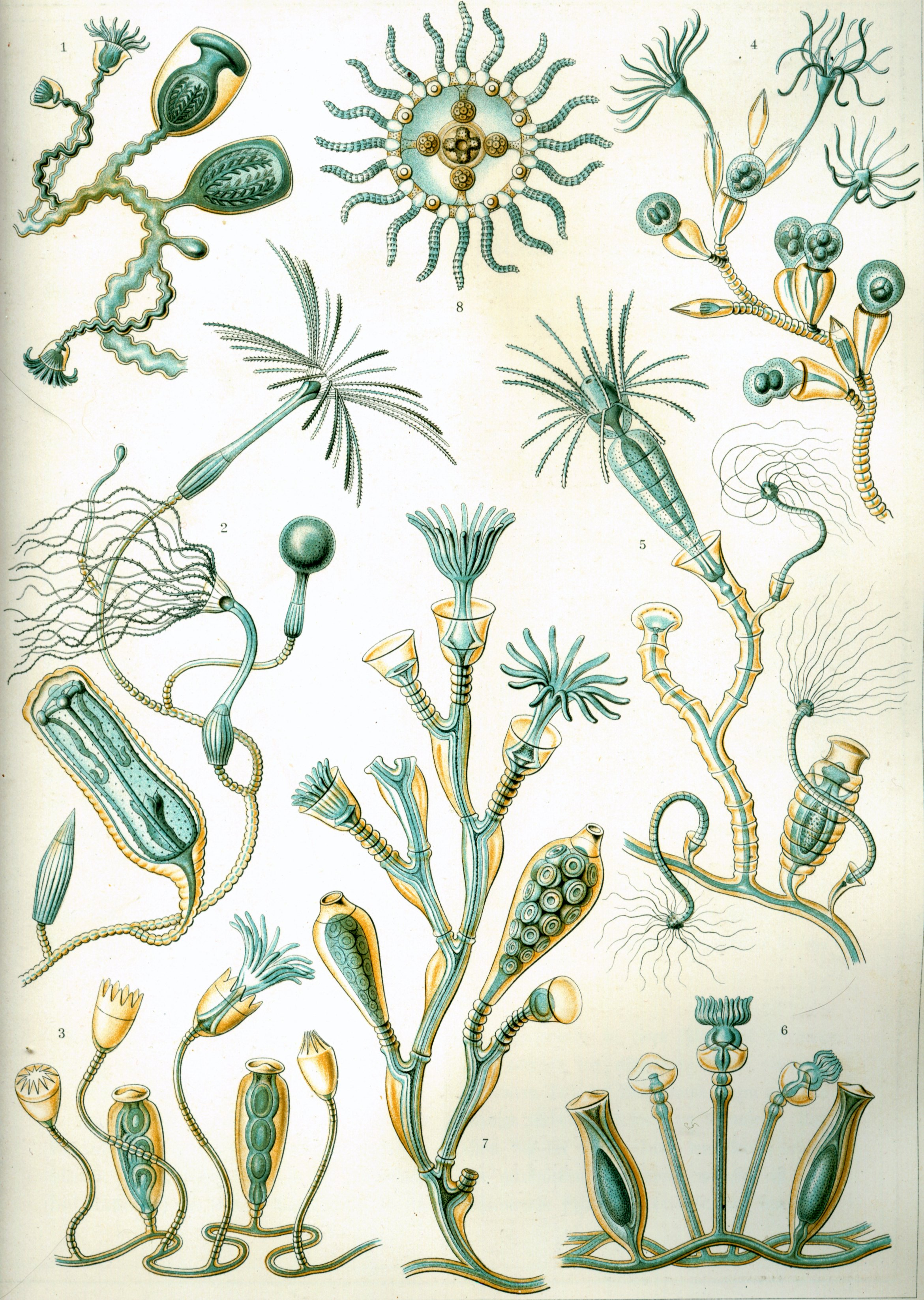
45. Campanariae
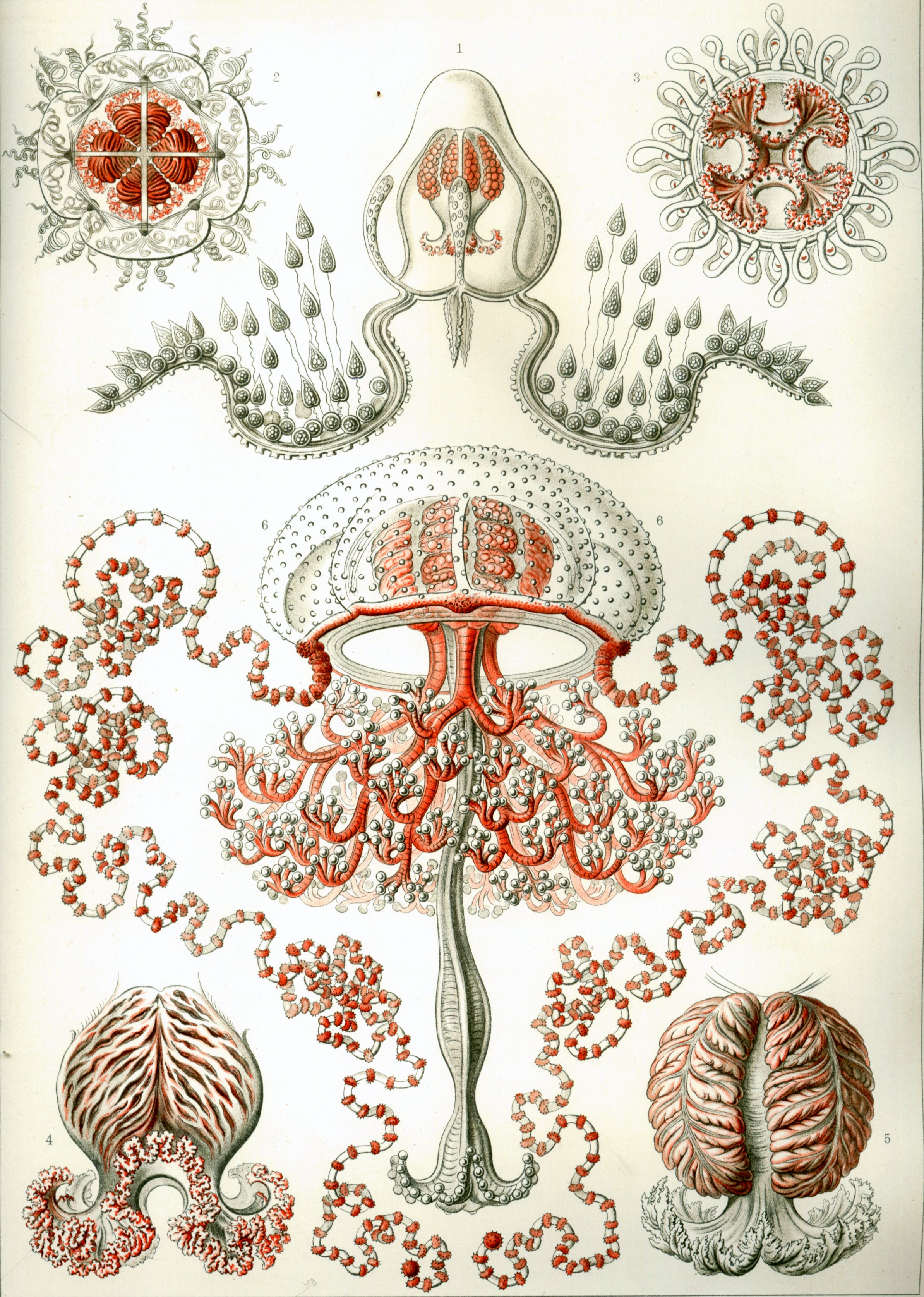
46. Anthomedusae
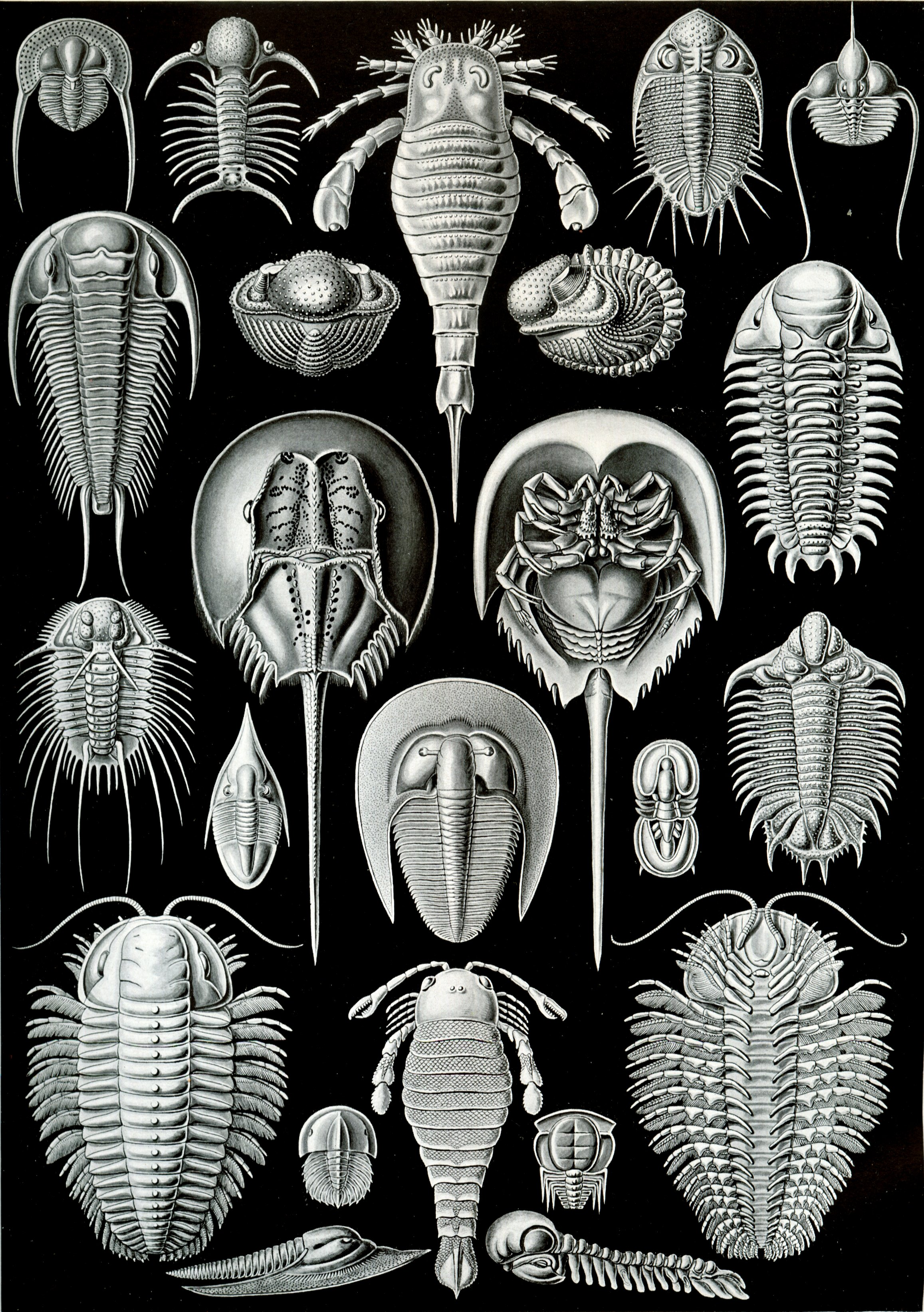
47. Aspidonia
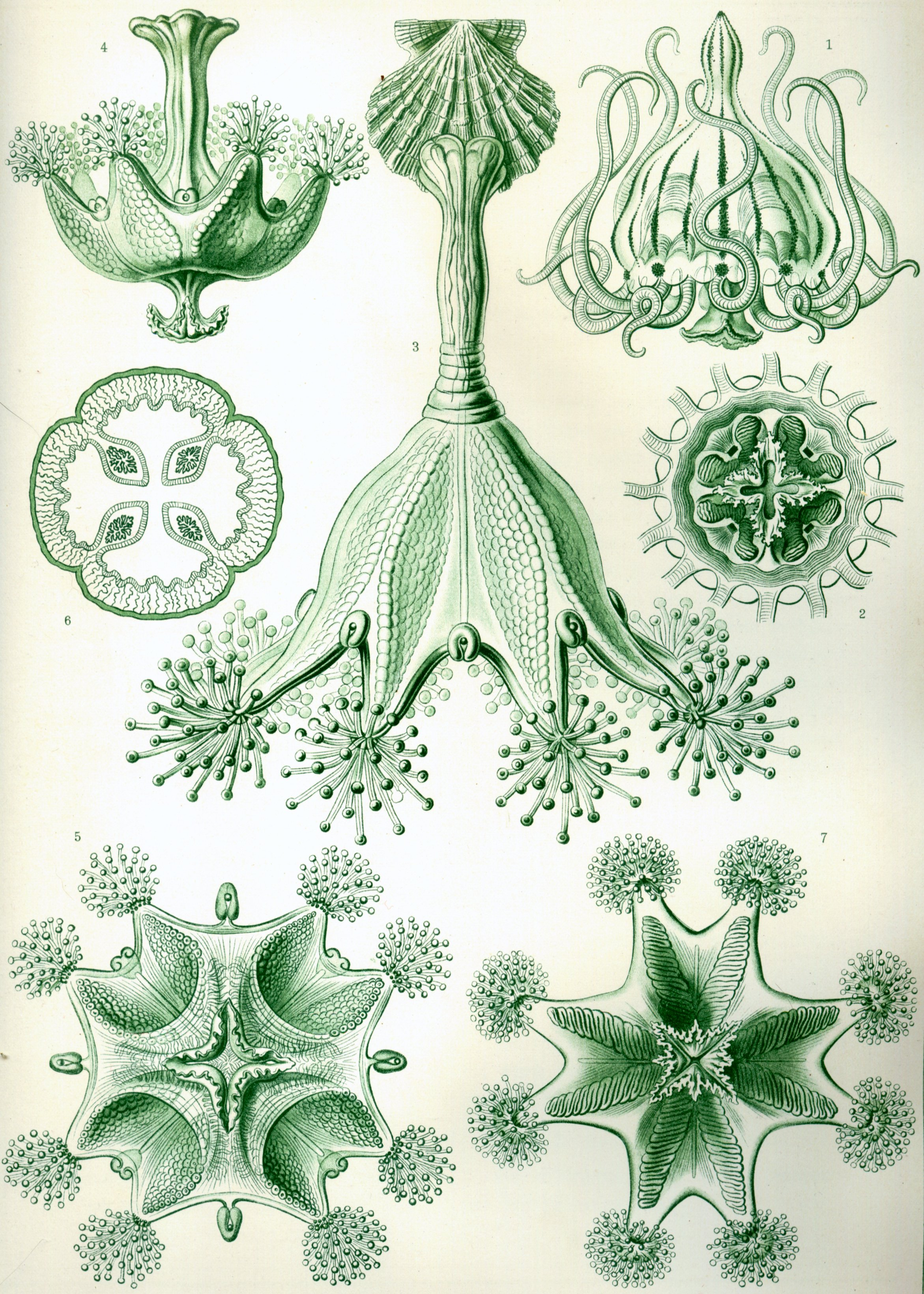
48. Stauromedusae
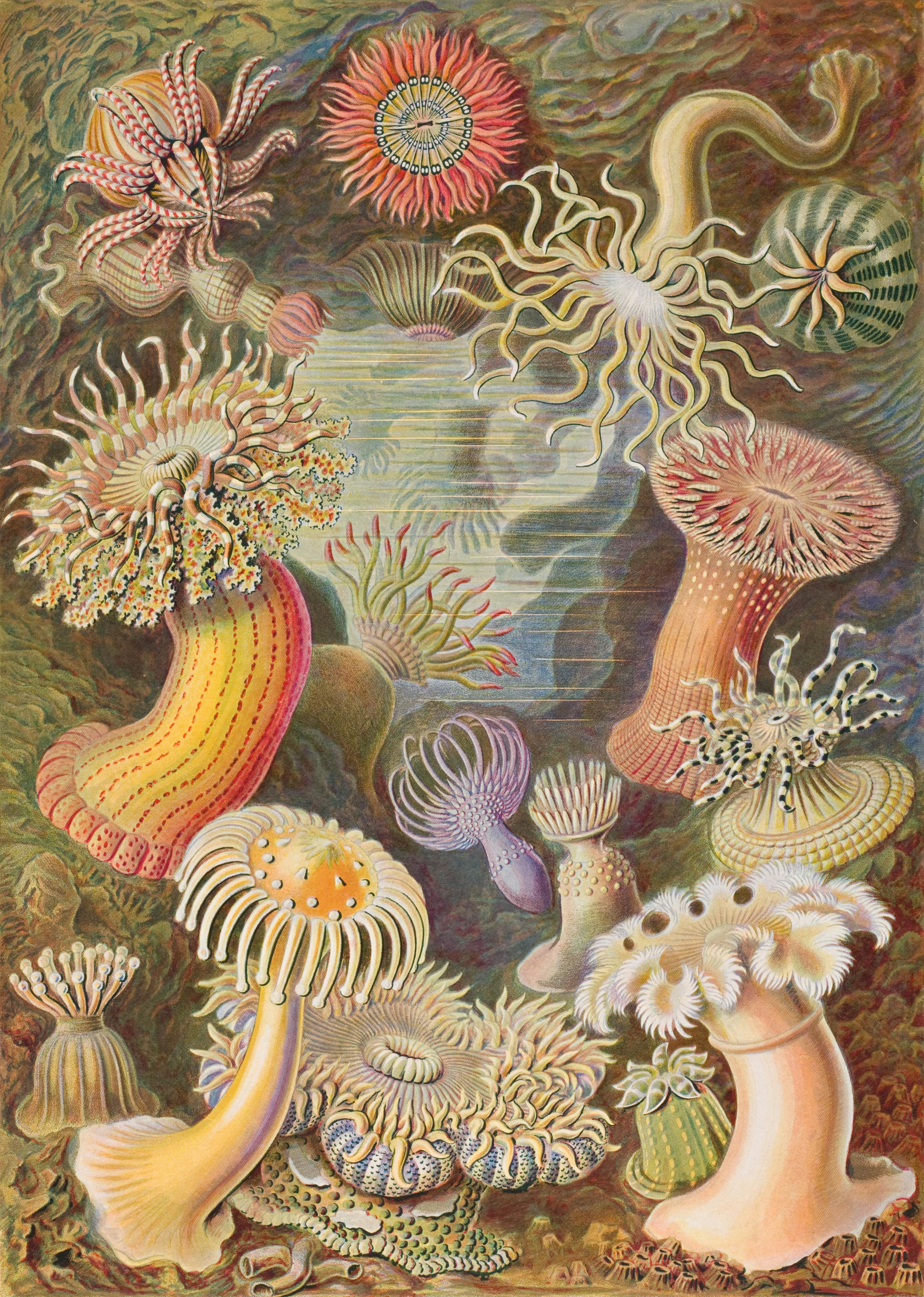
49. Actiniae
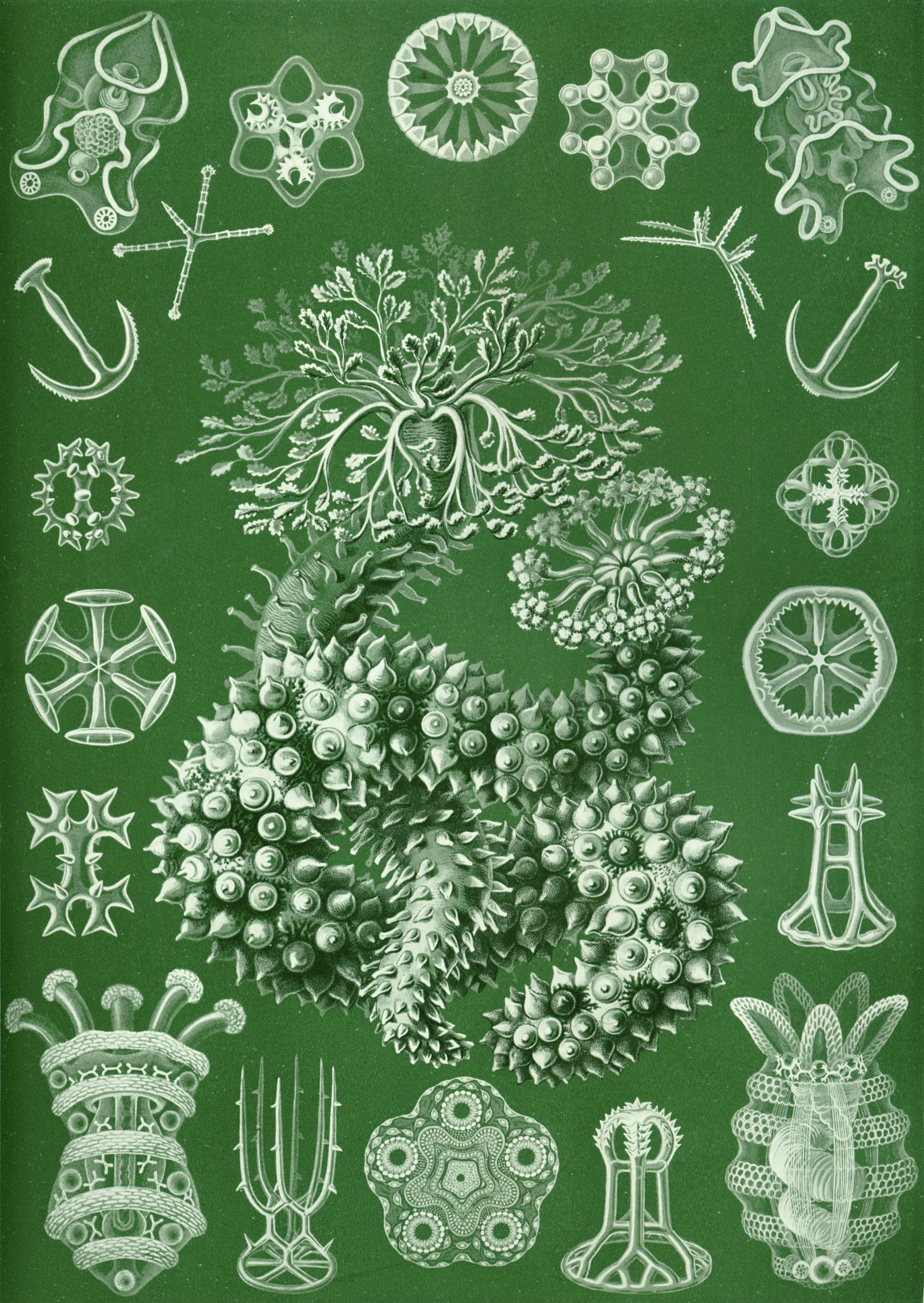
50. Thuroidea
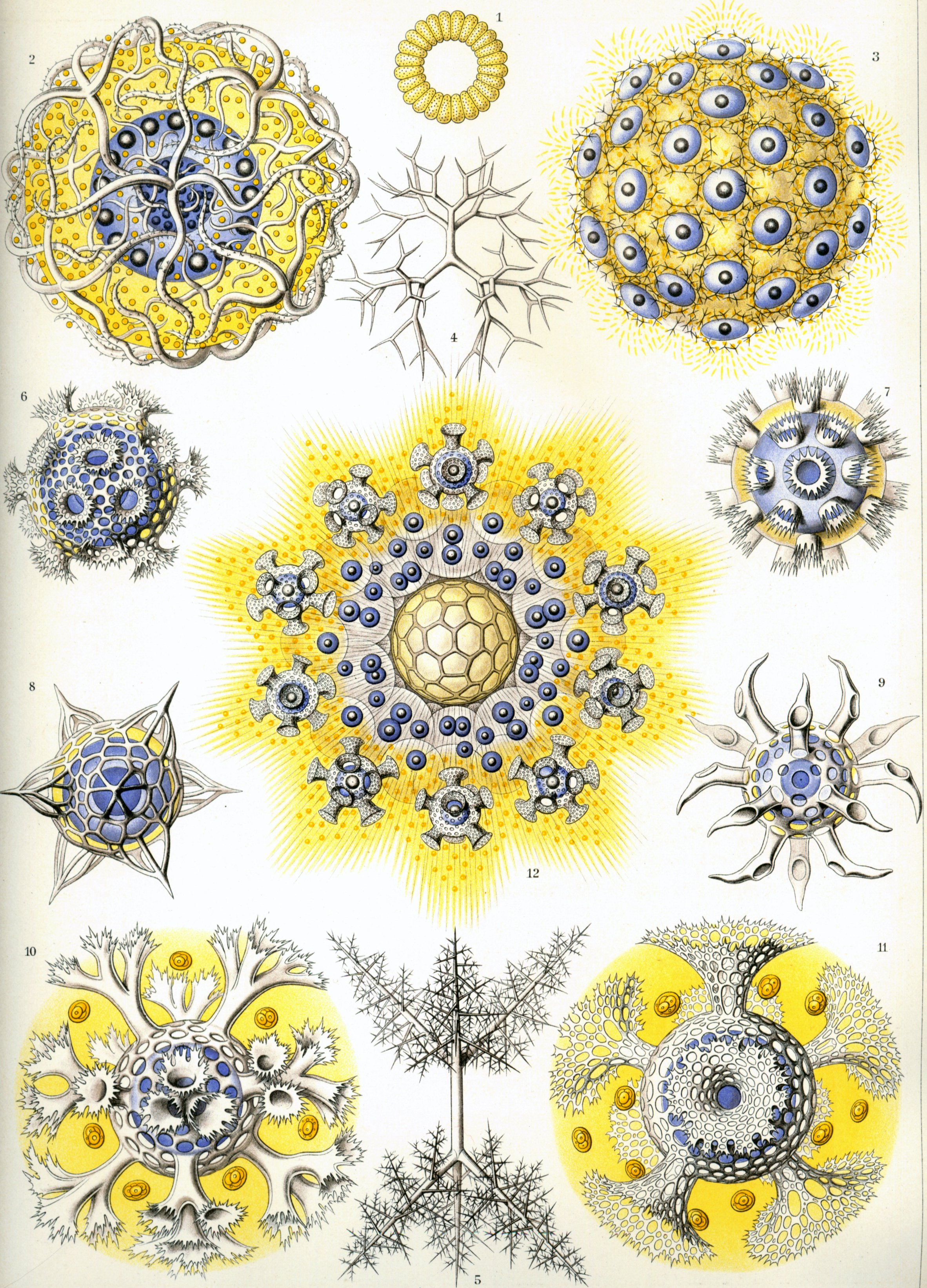
51. Polycyttaria
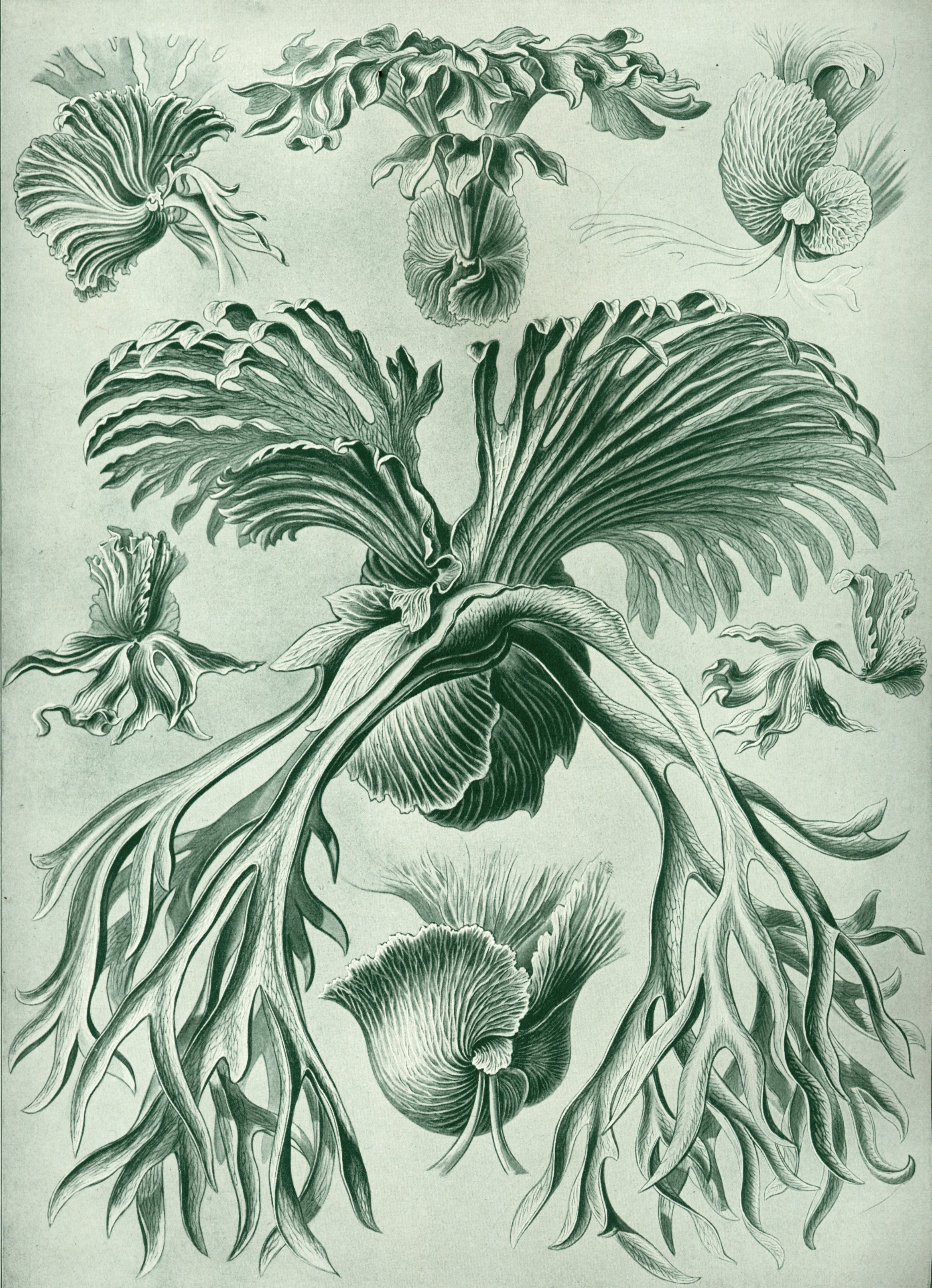
52. Filicinae
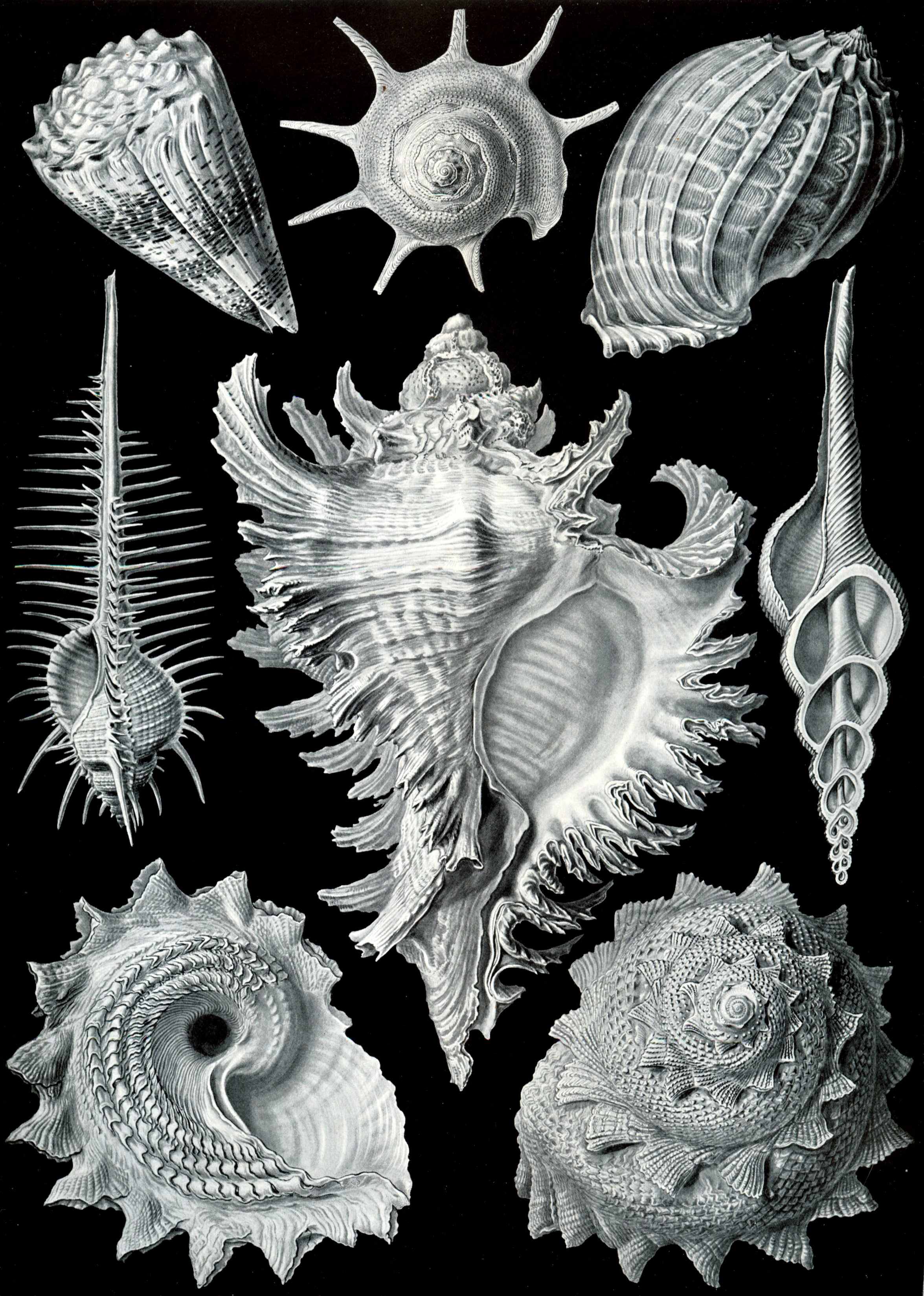
53. Prosobranchia
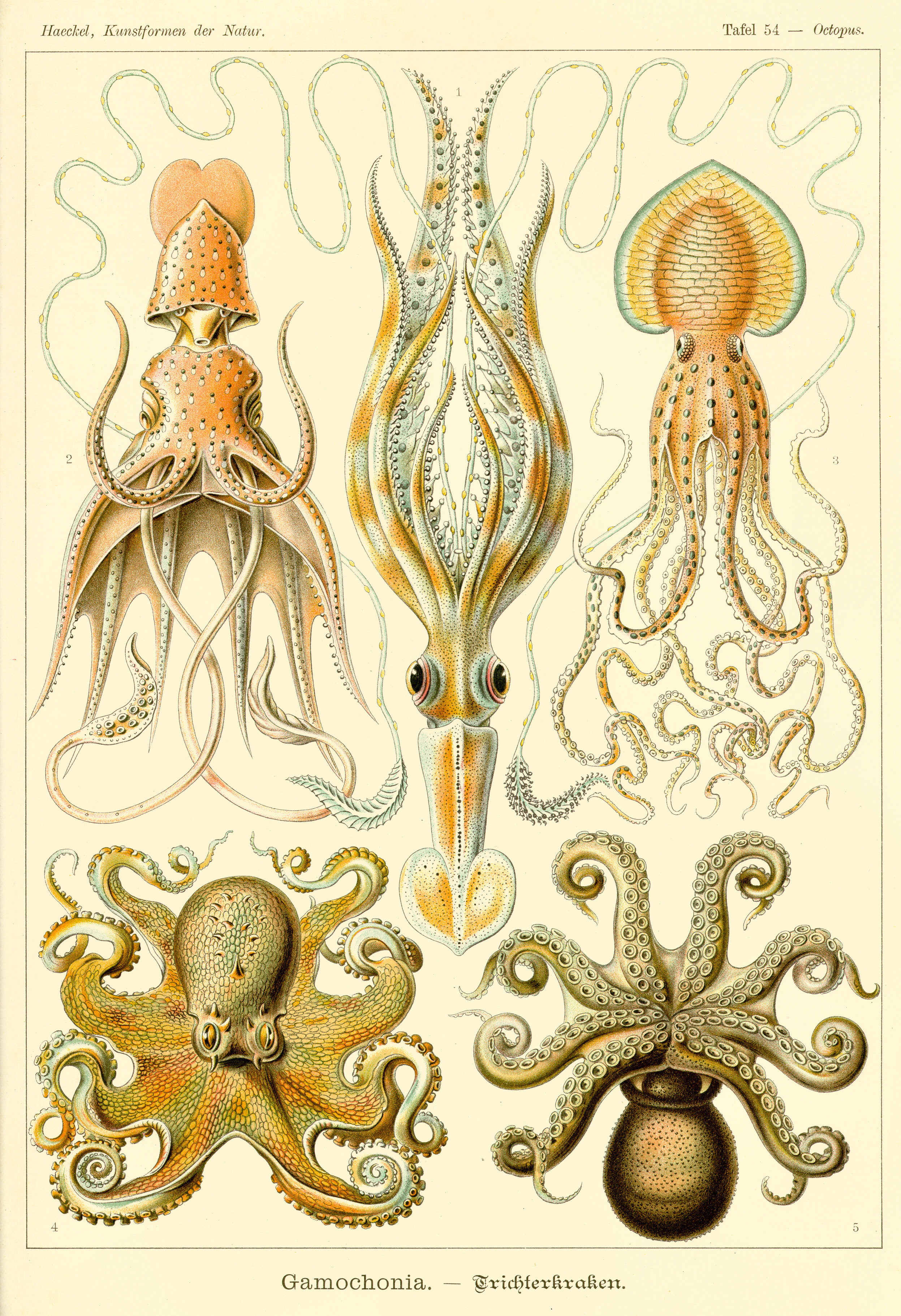
54. Gamochonia
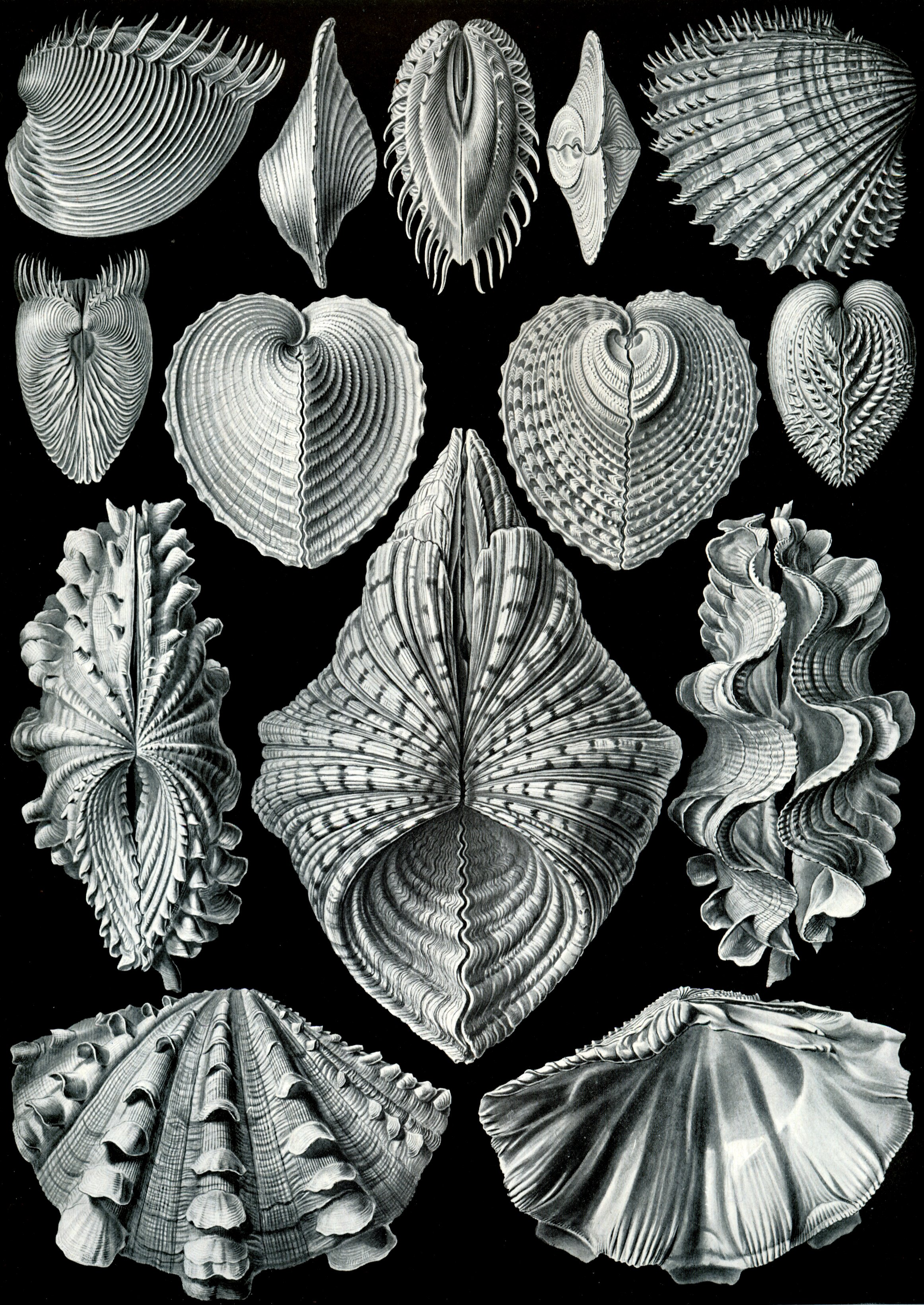
55. Acephala
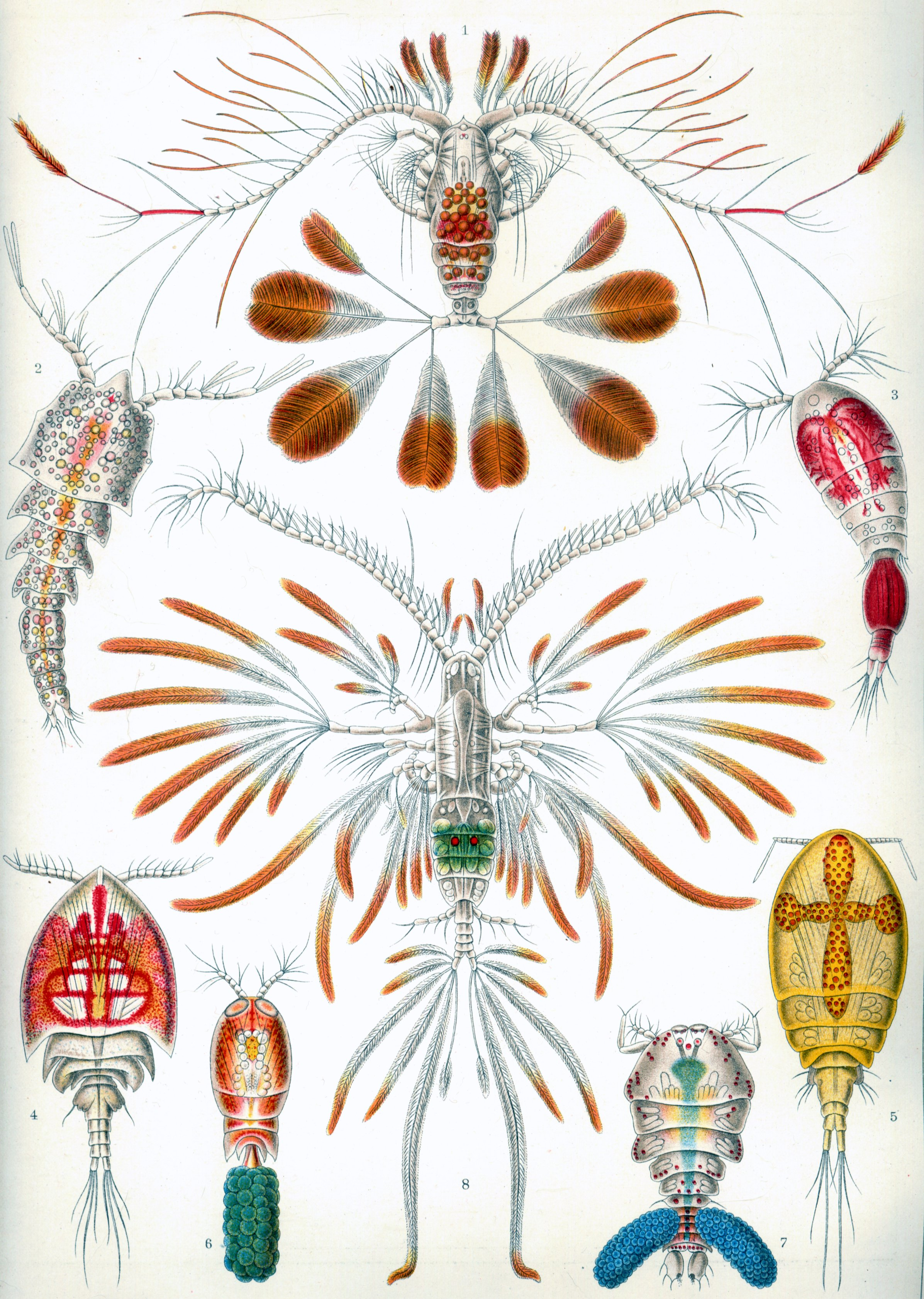
56. Copepoda
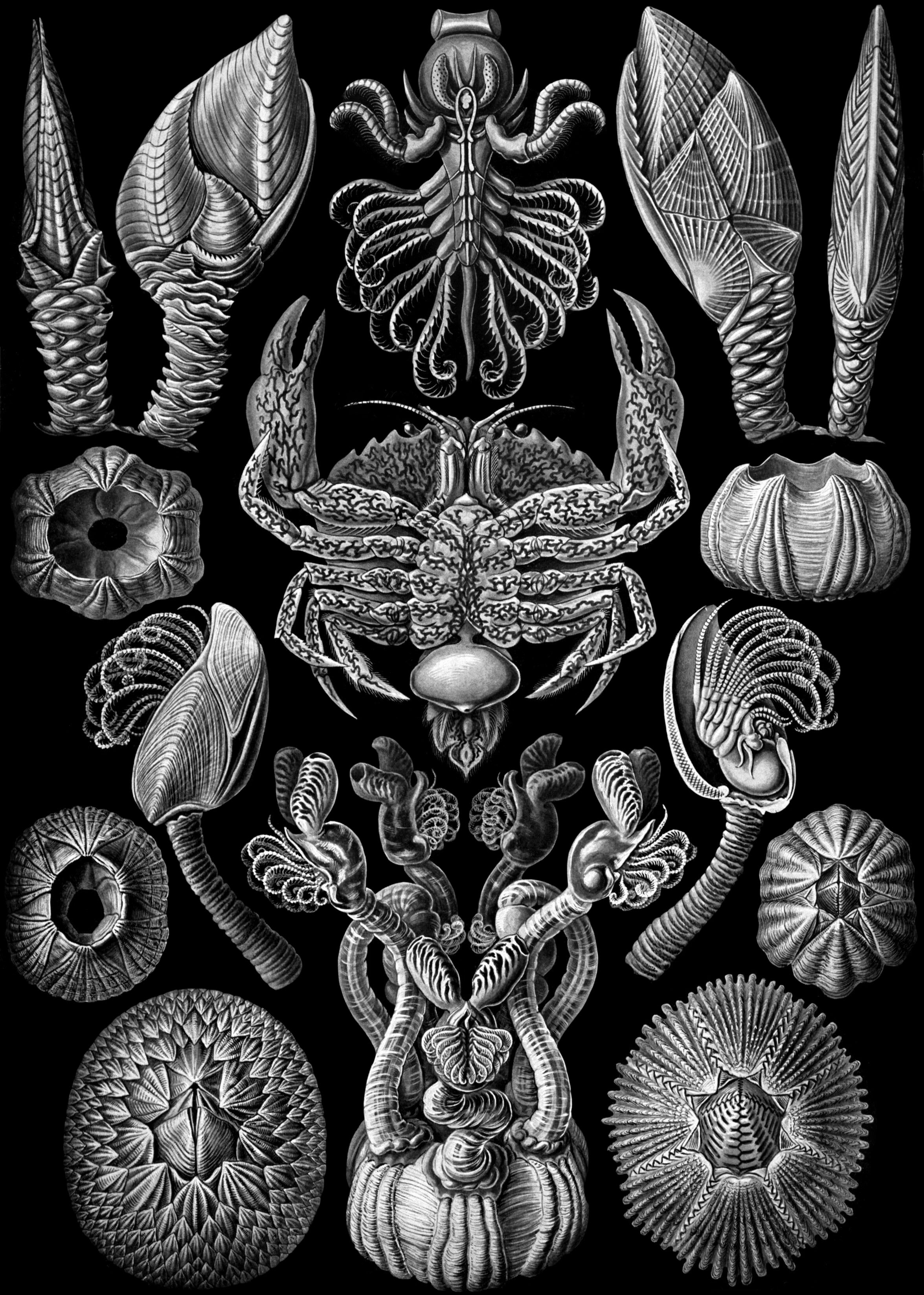
57. Cirripedia
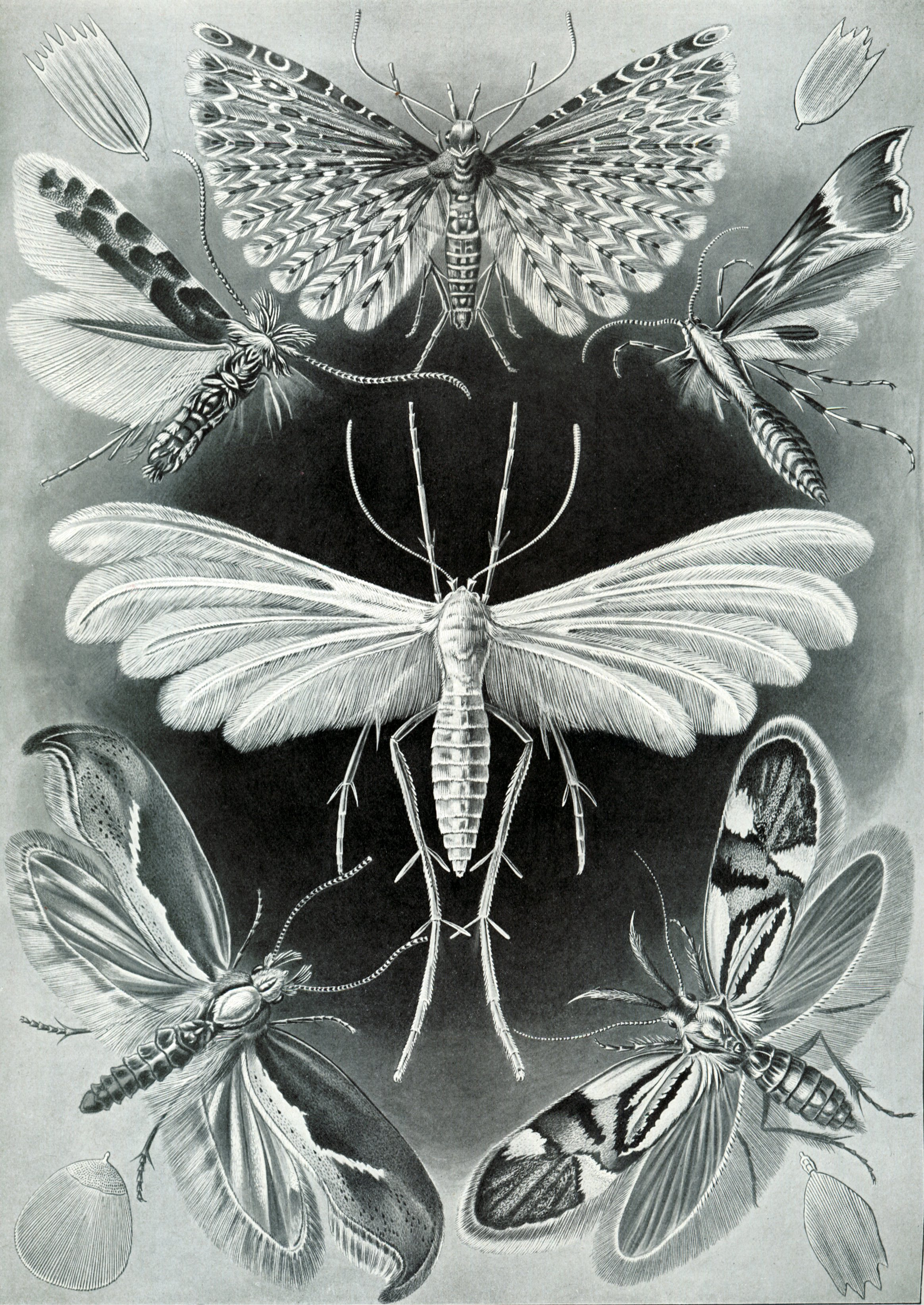
58. Tineida
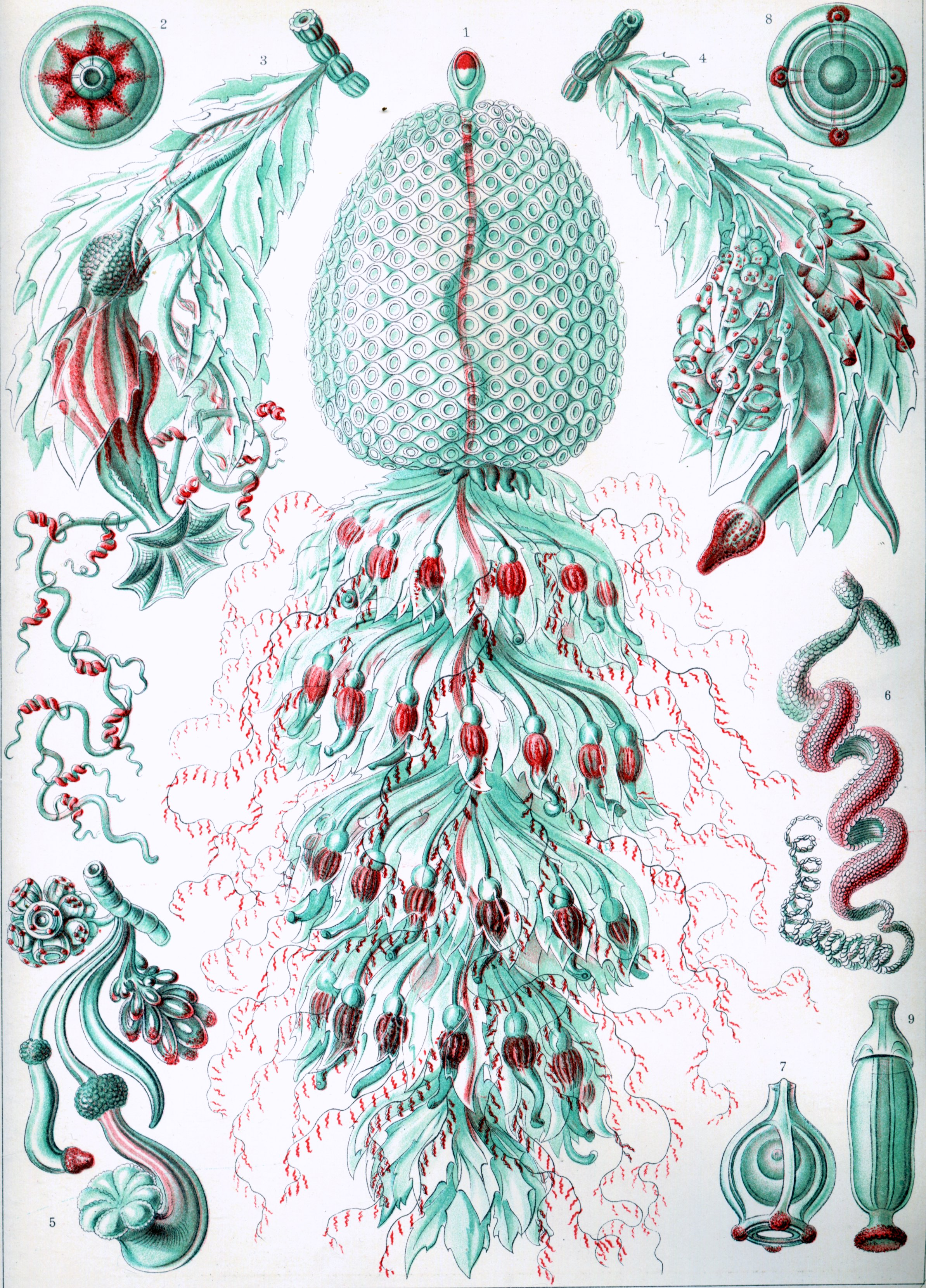
59. Siphonophorae
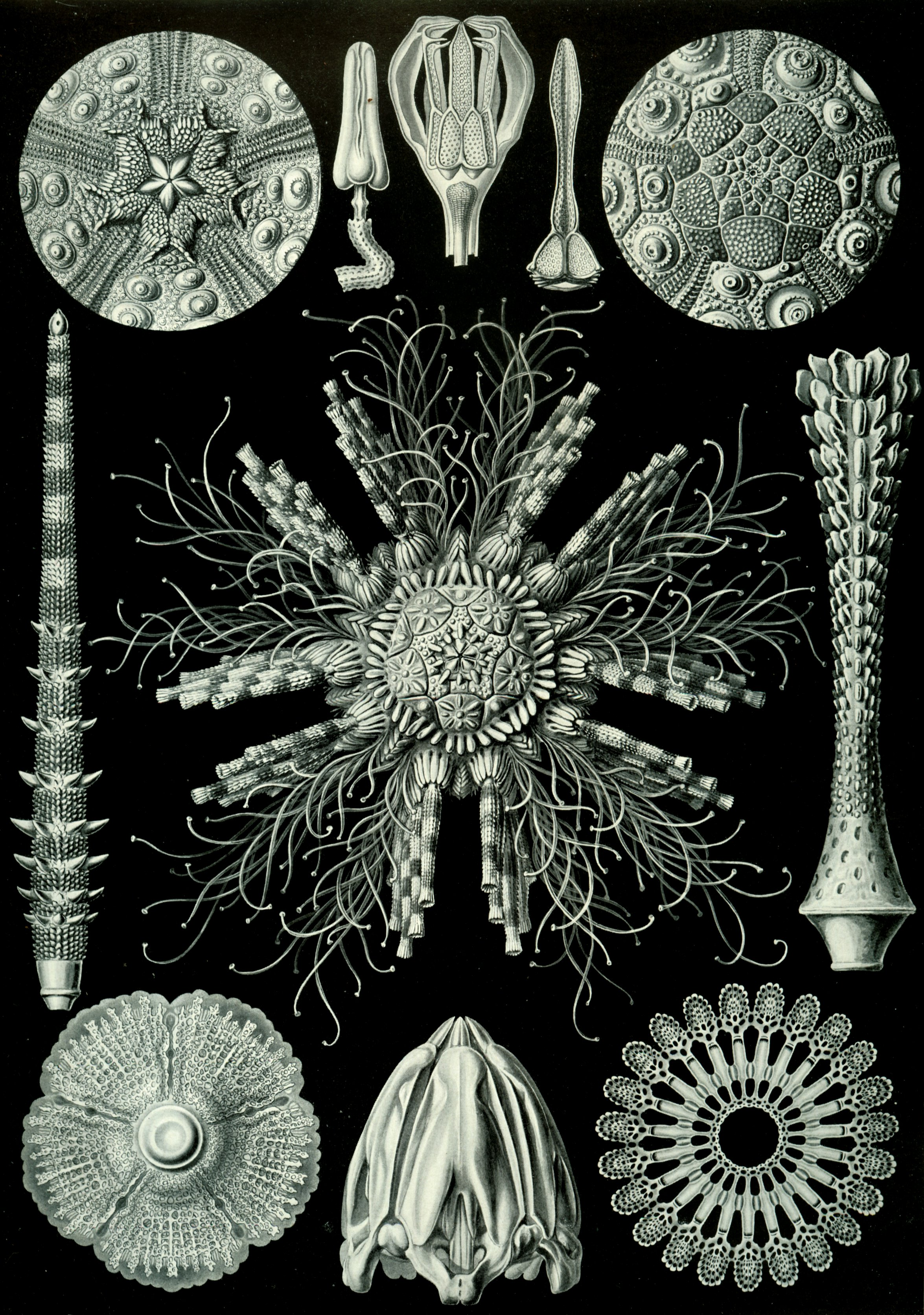
60. Echinoidea
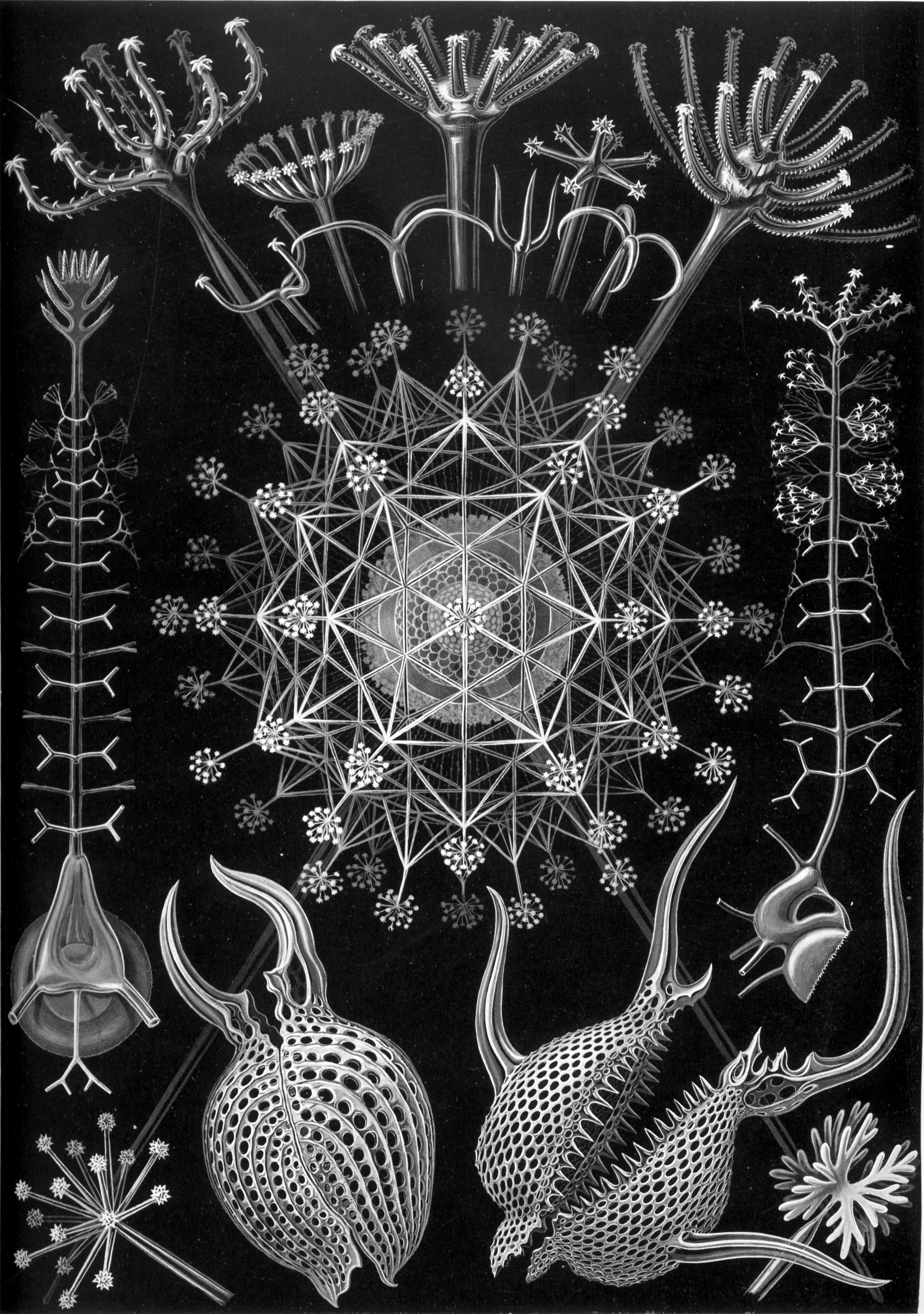
61. Phaeodaria
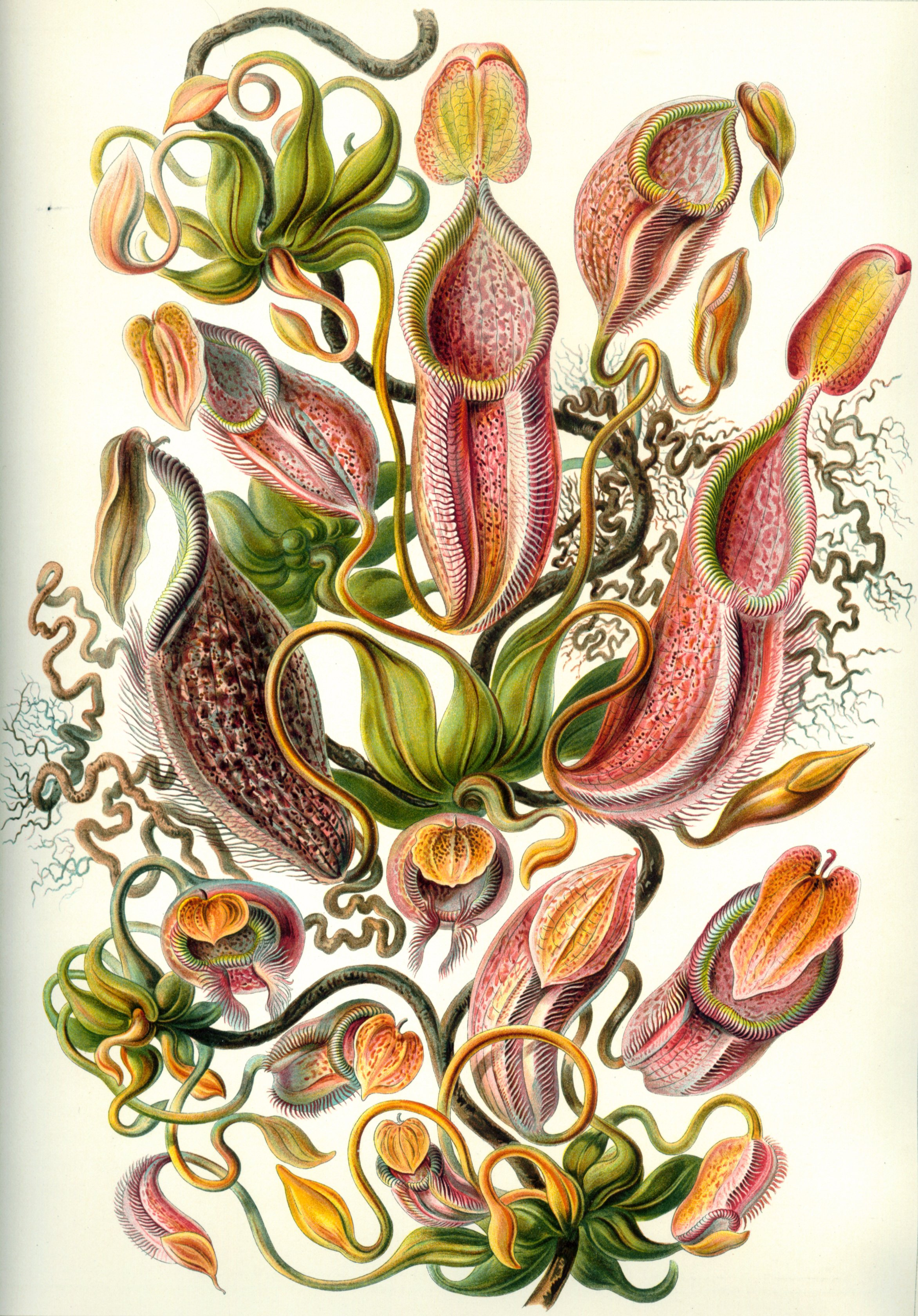
62. Nepenthaceae
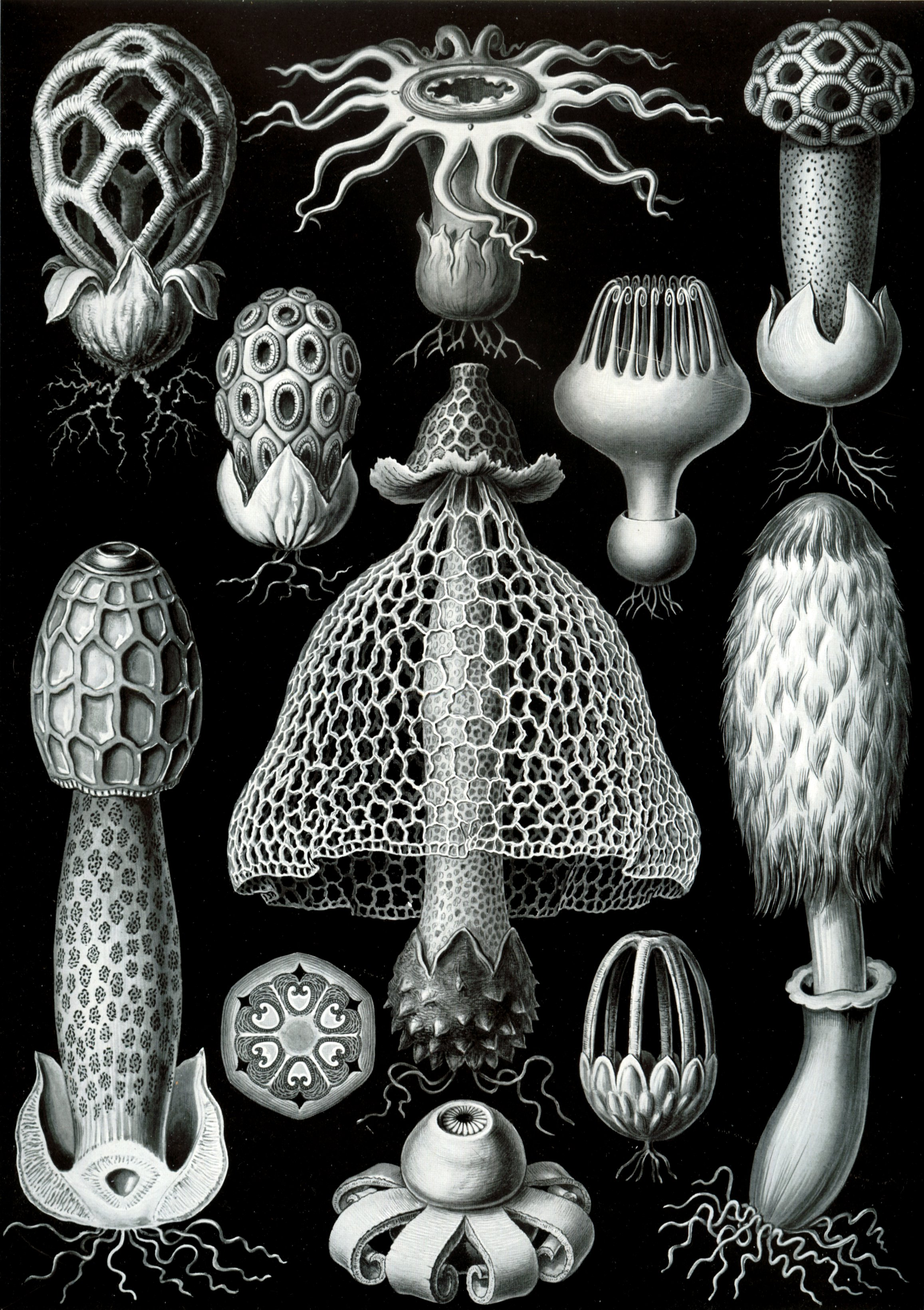
63. Basimycetes
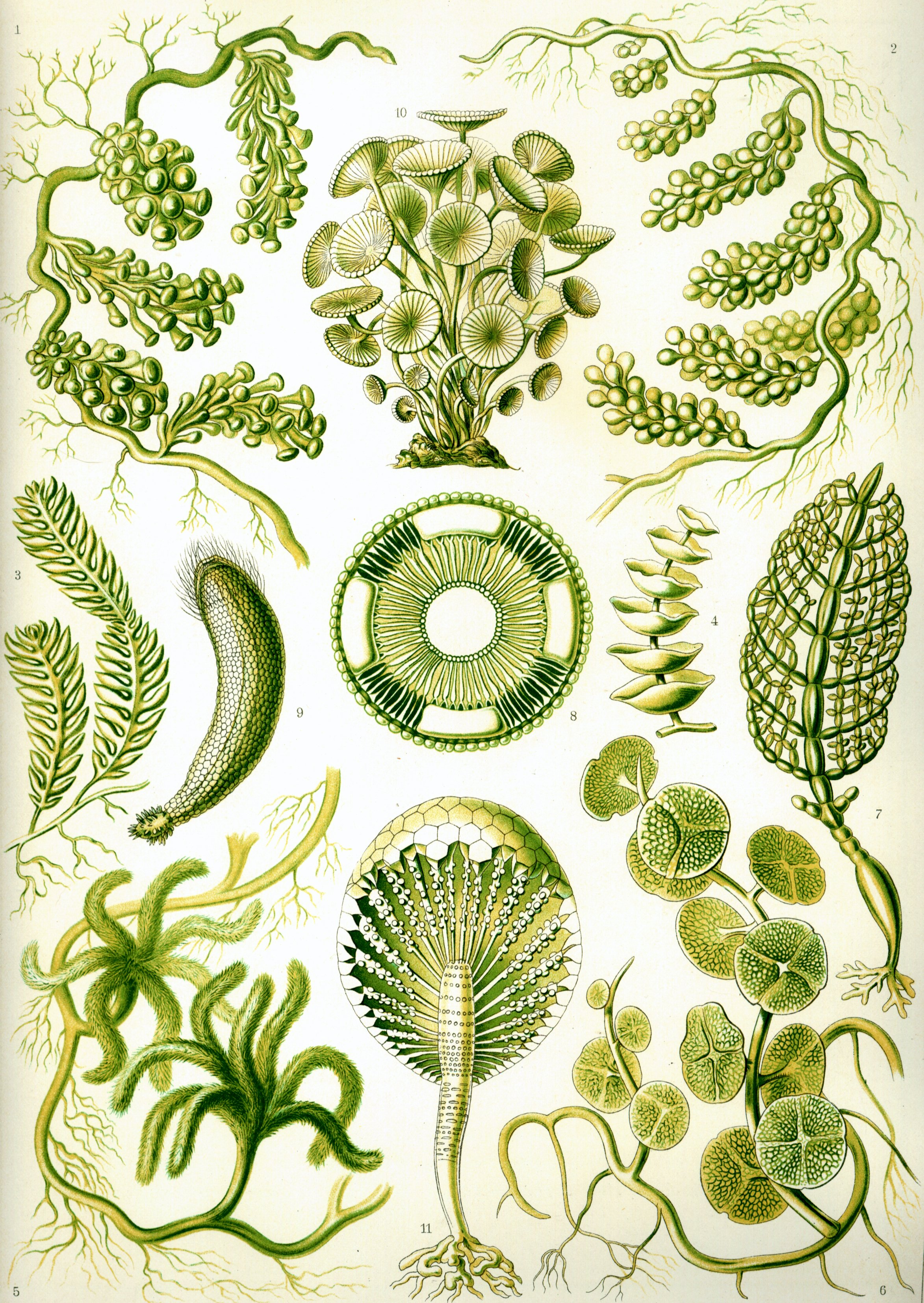
64. Siphoneae
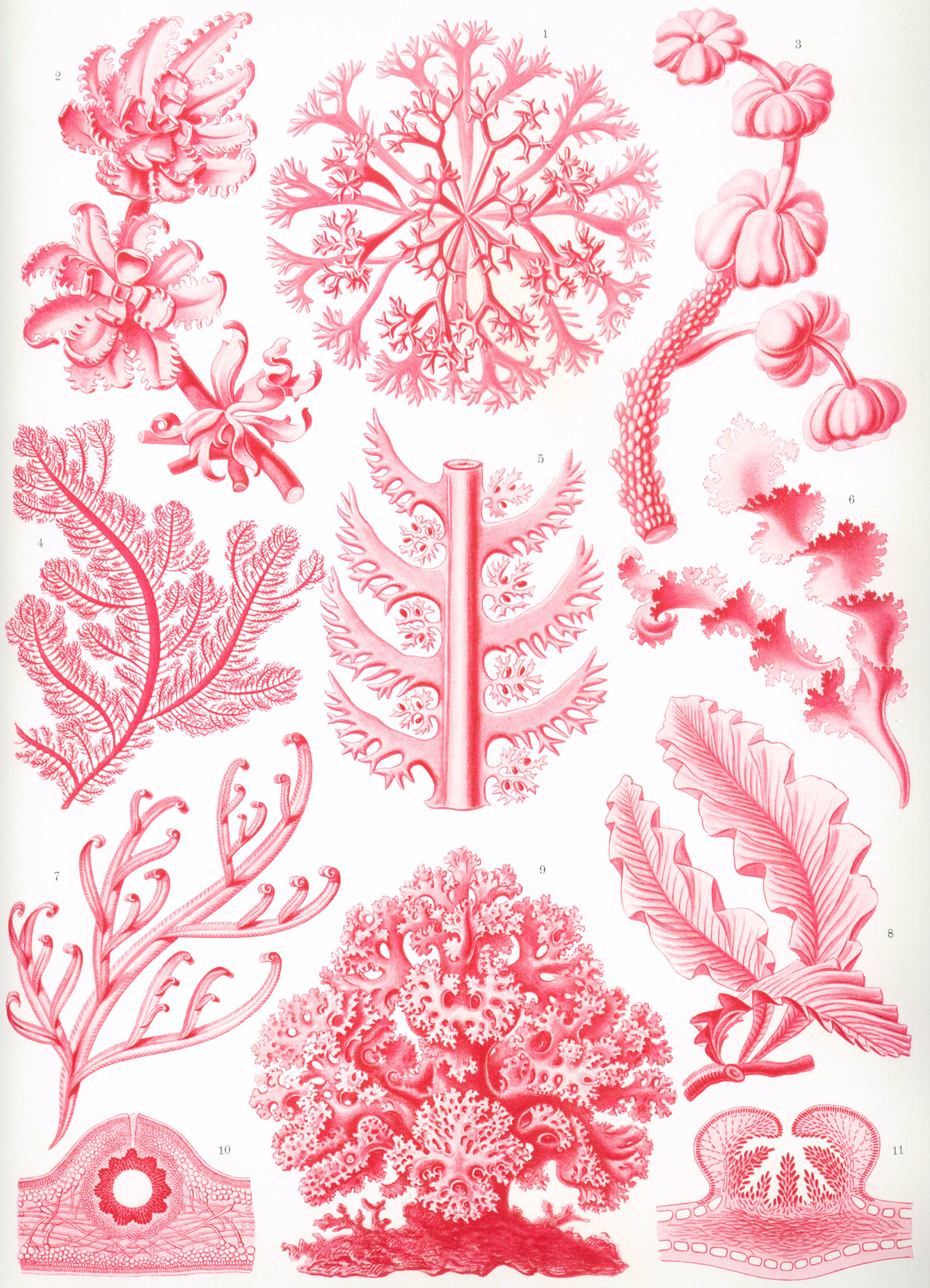
65. Florideae
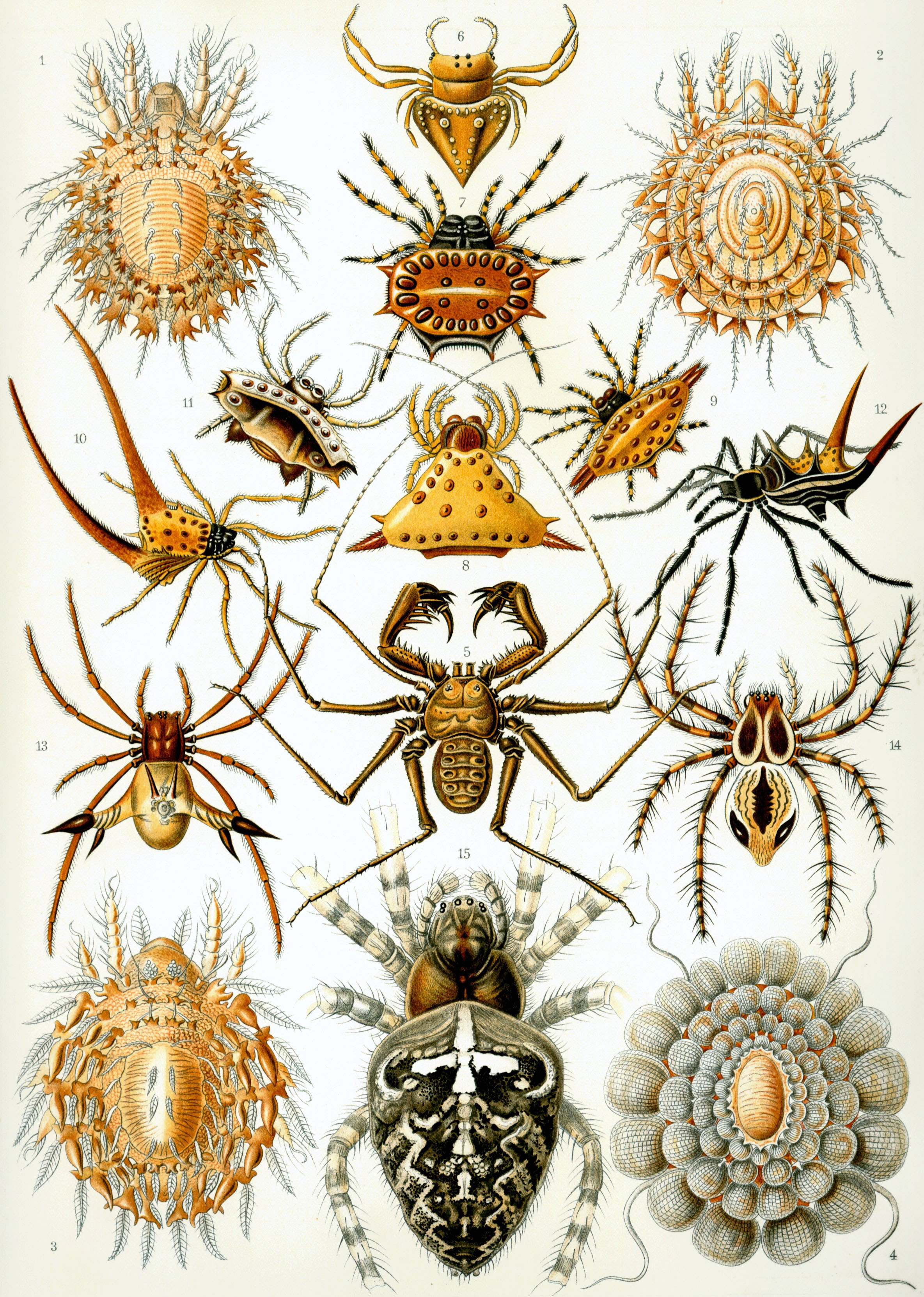
66. Arachnida
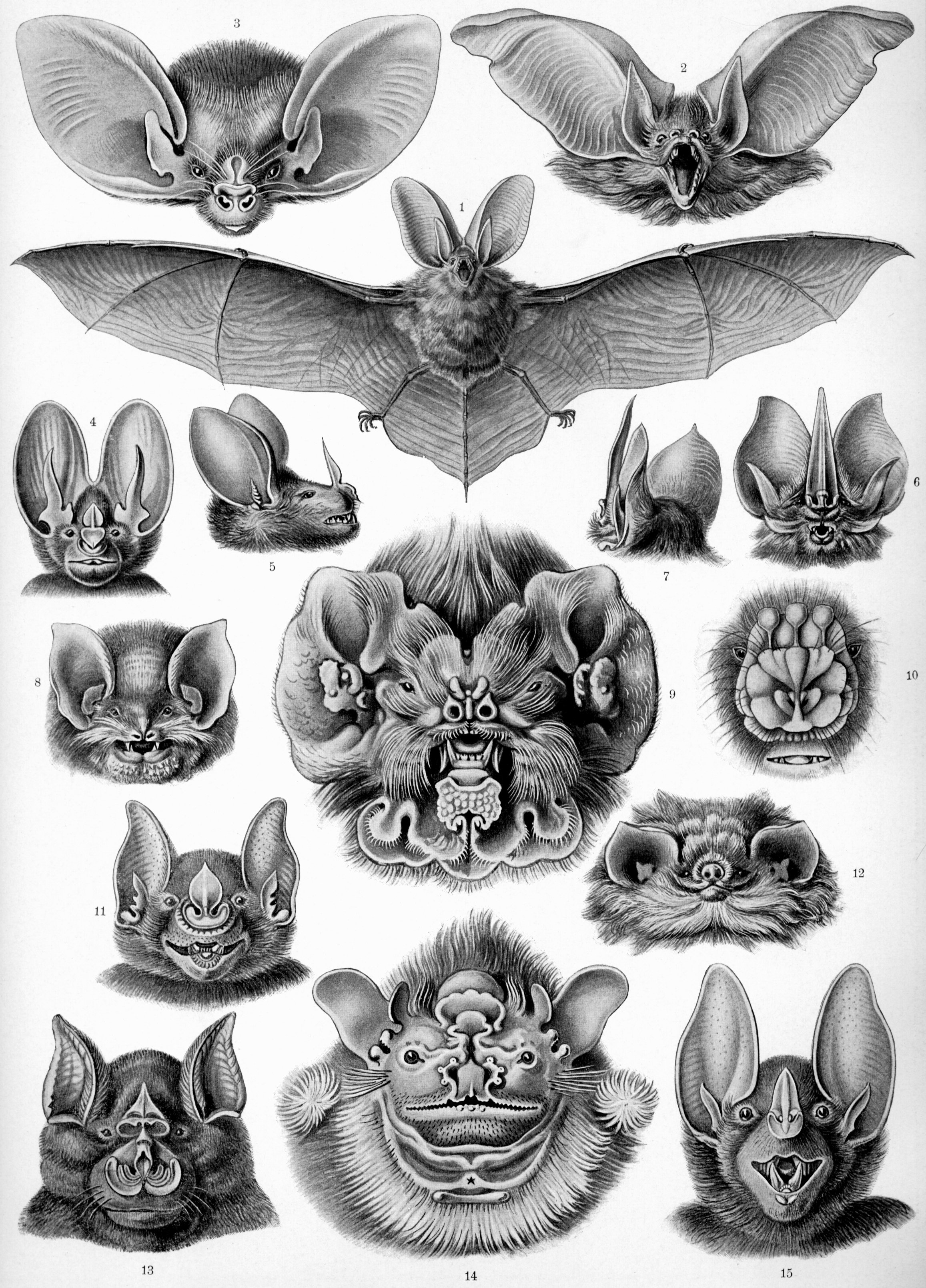
67. Chiroptera
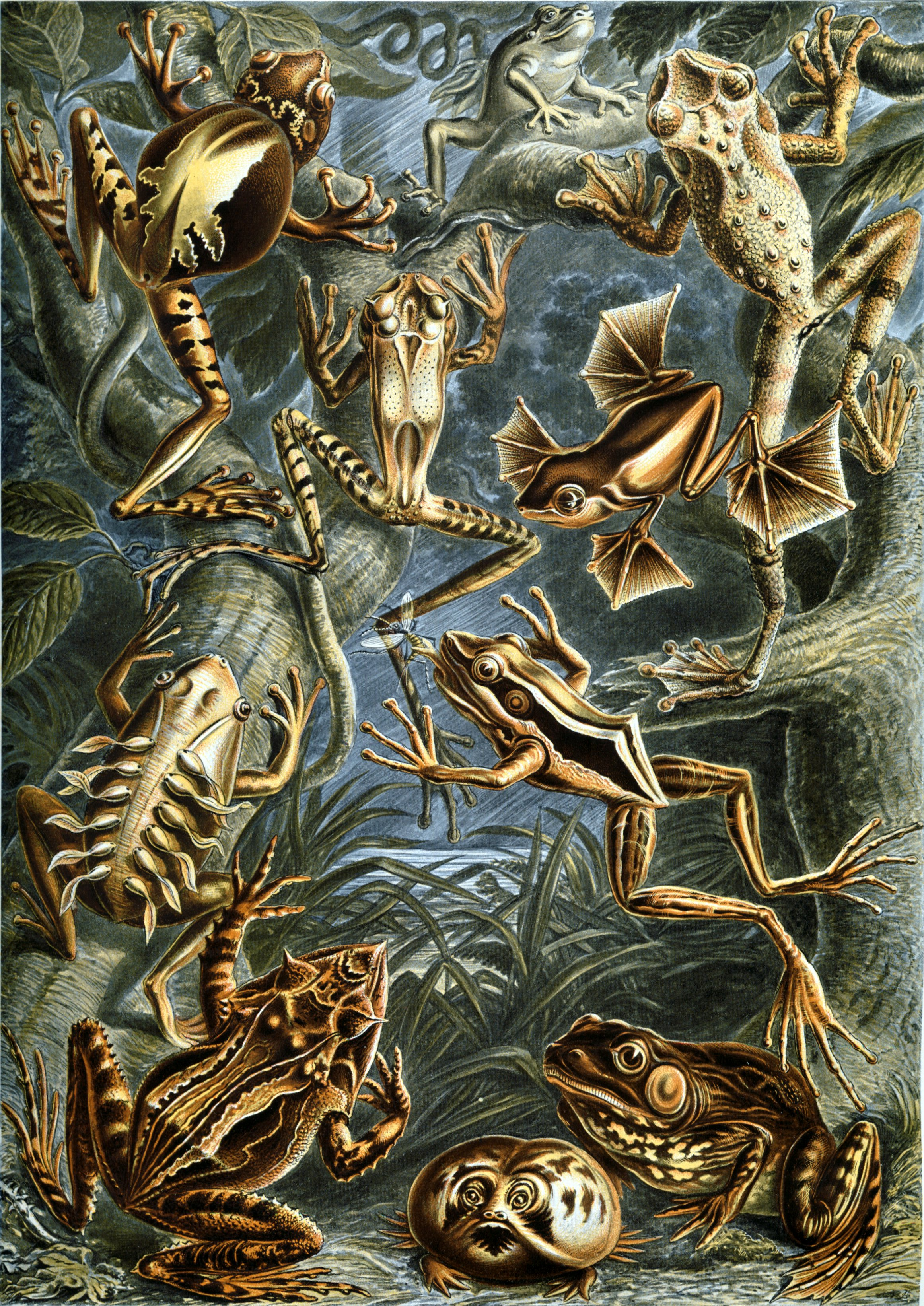
68. Batrachia
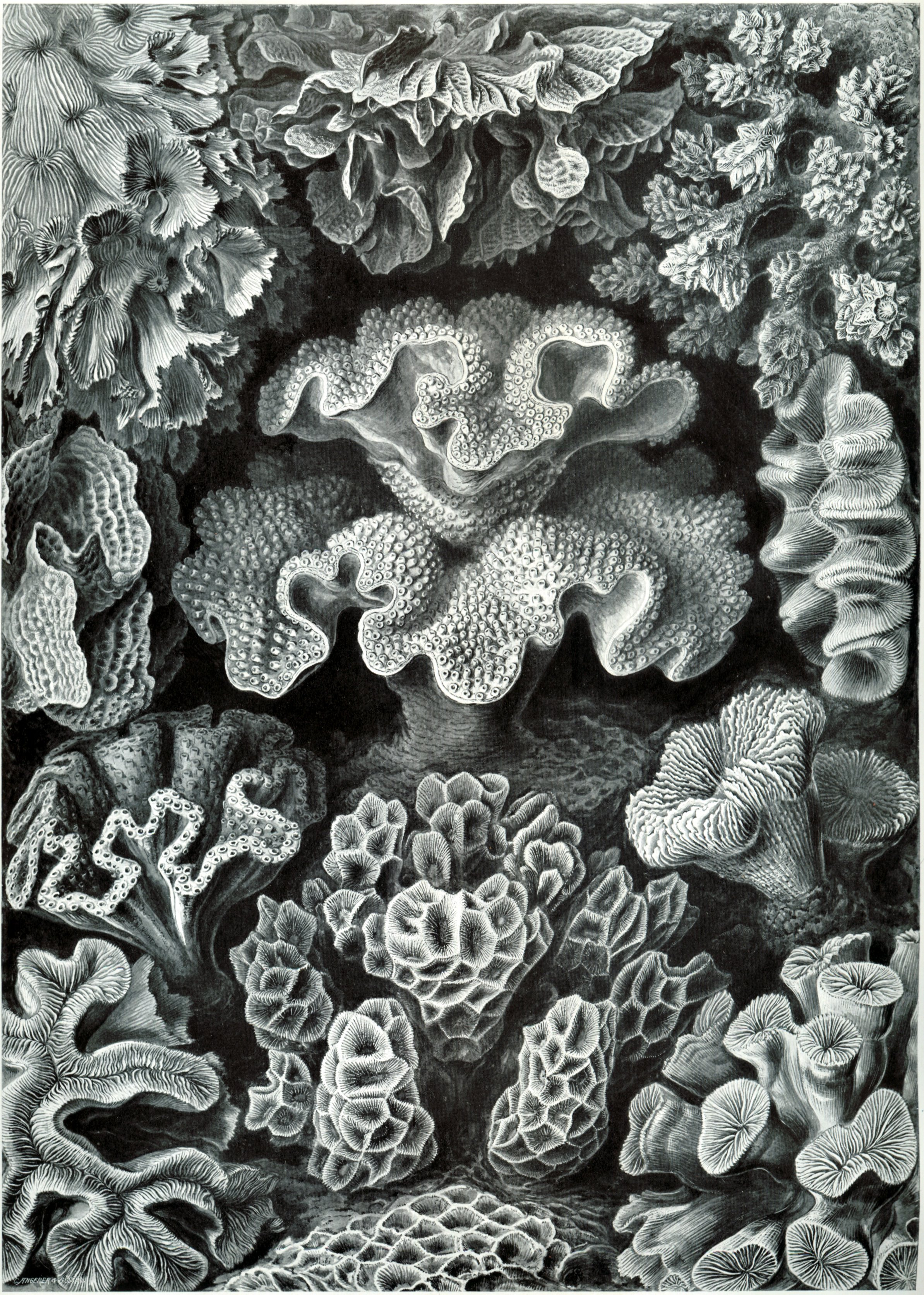
69. Hexacoralla
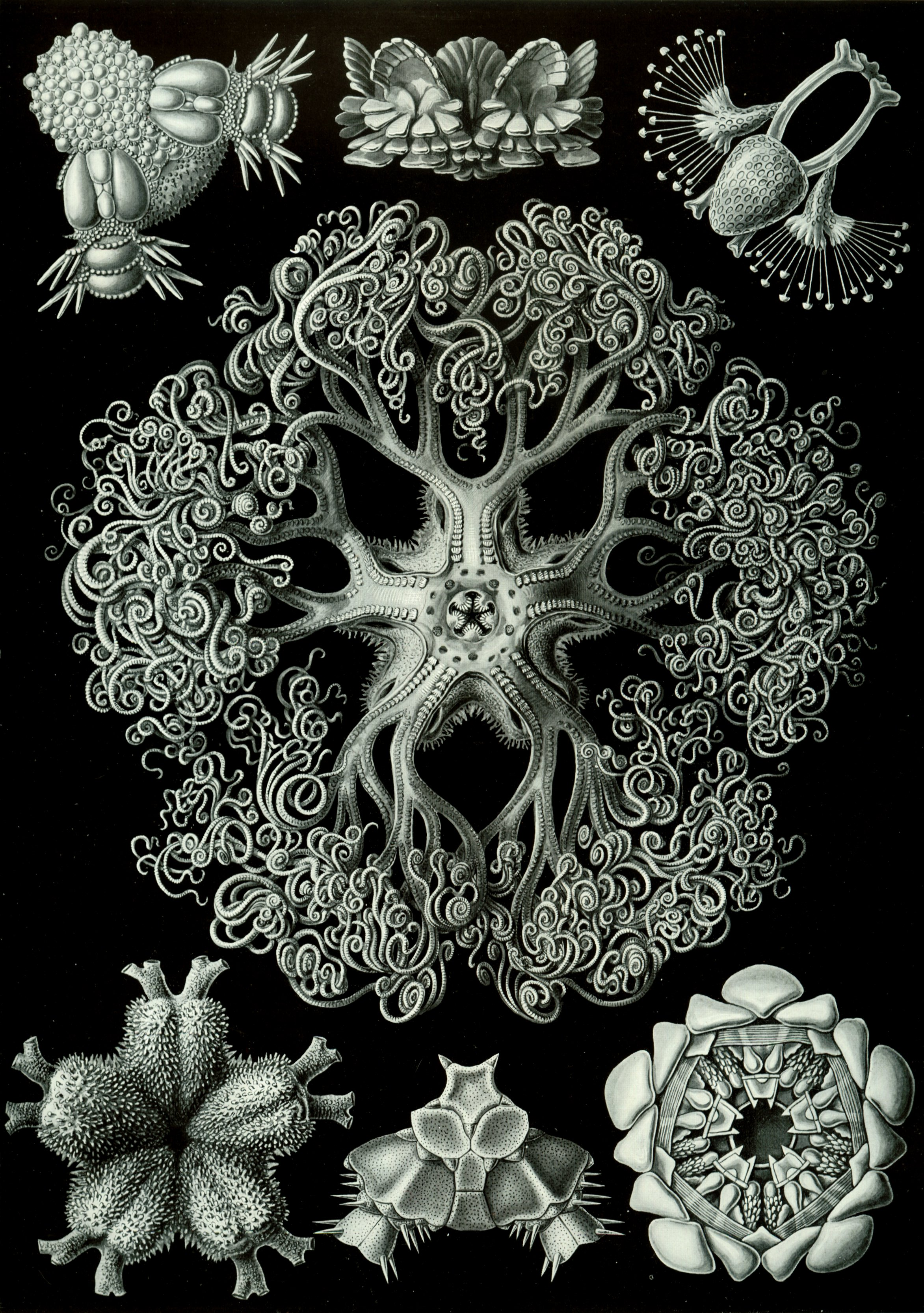
70. Ophiodea
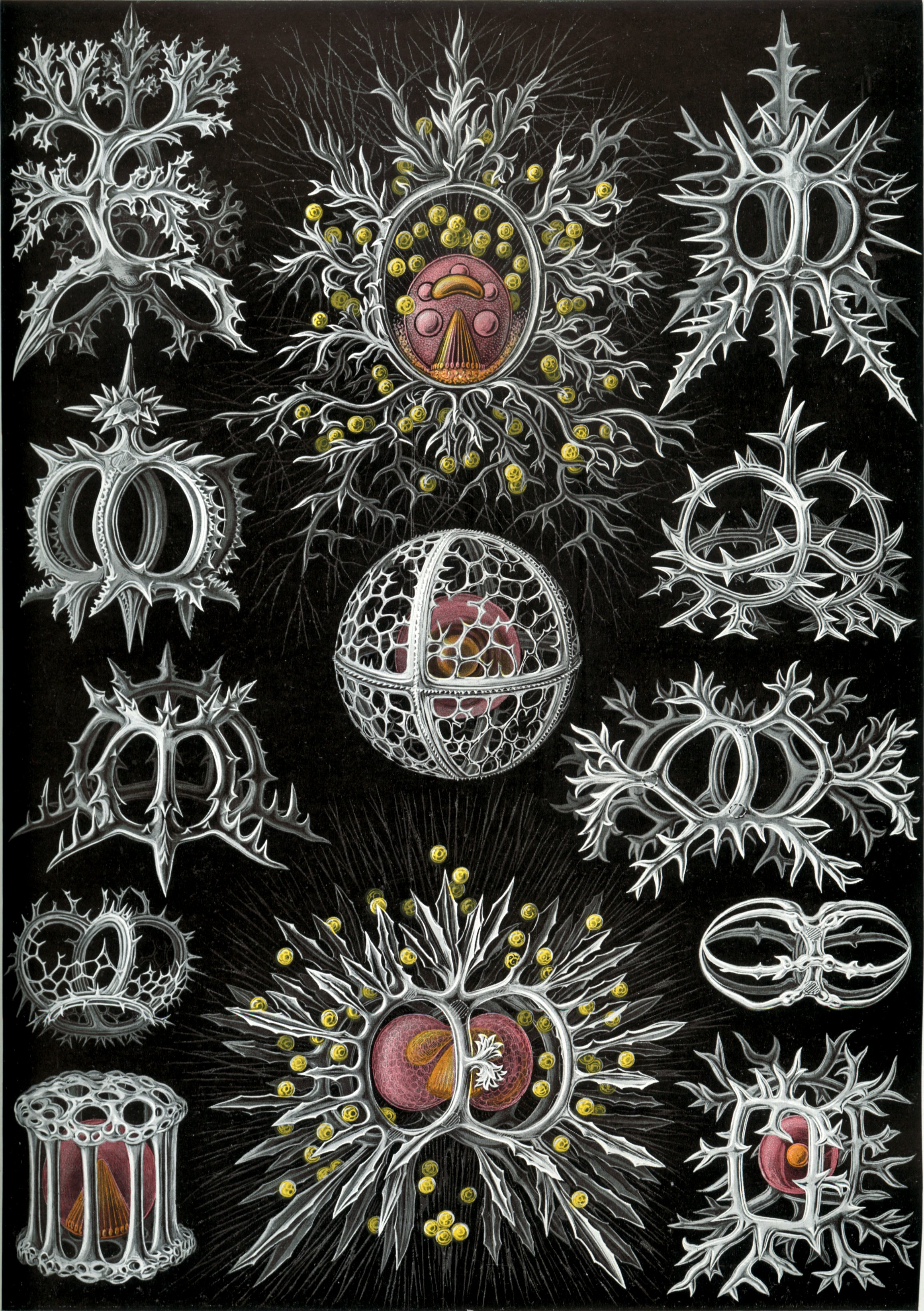
71. Stephoidea
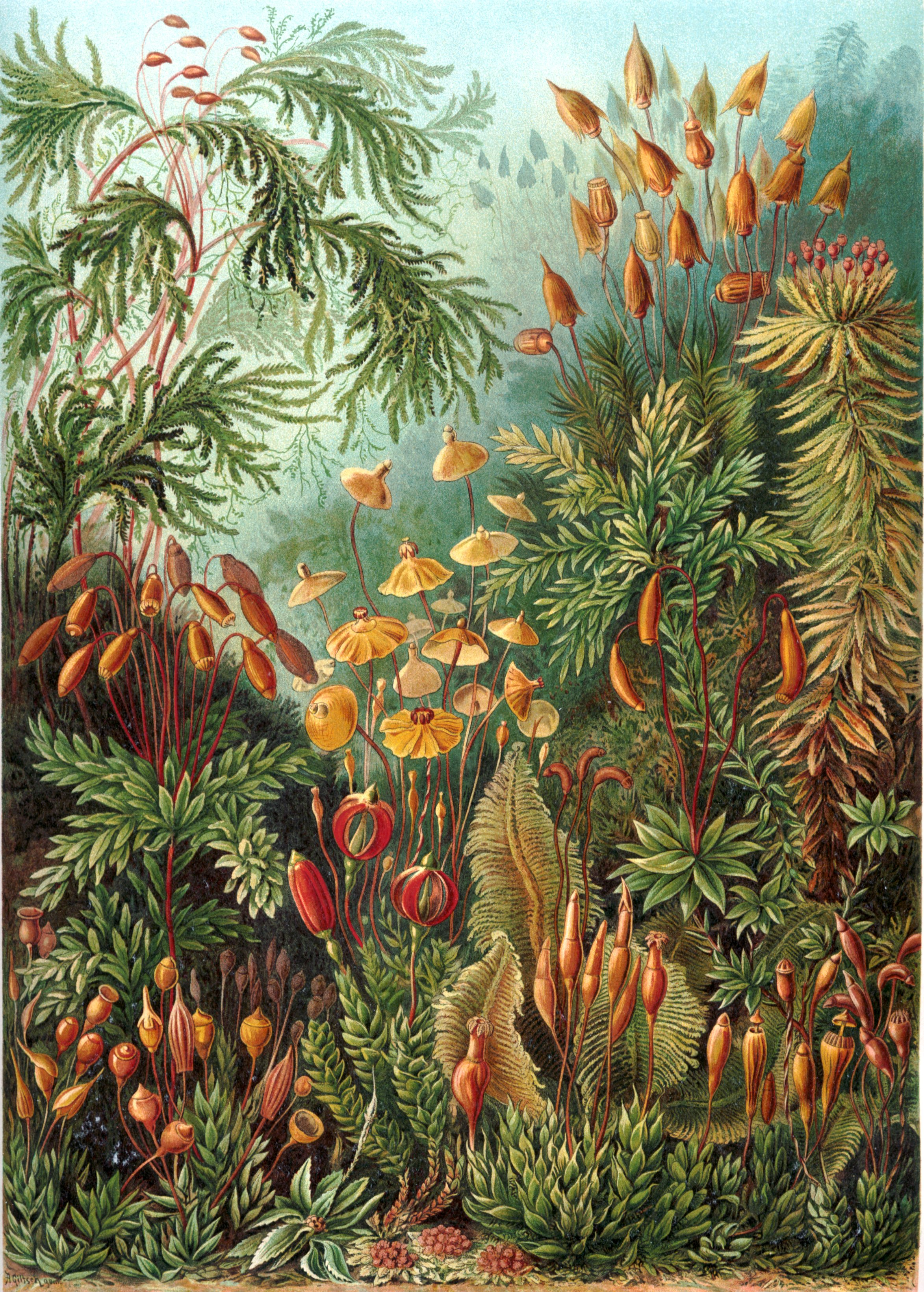
72. Muscinae
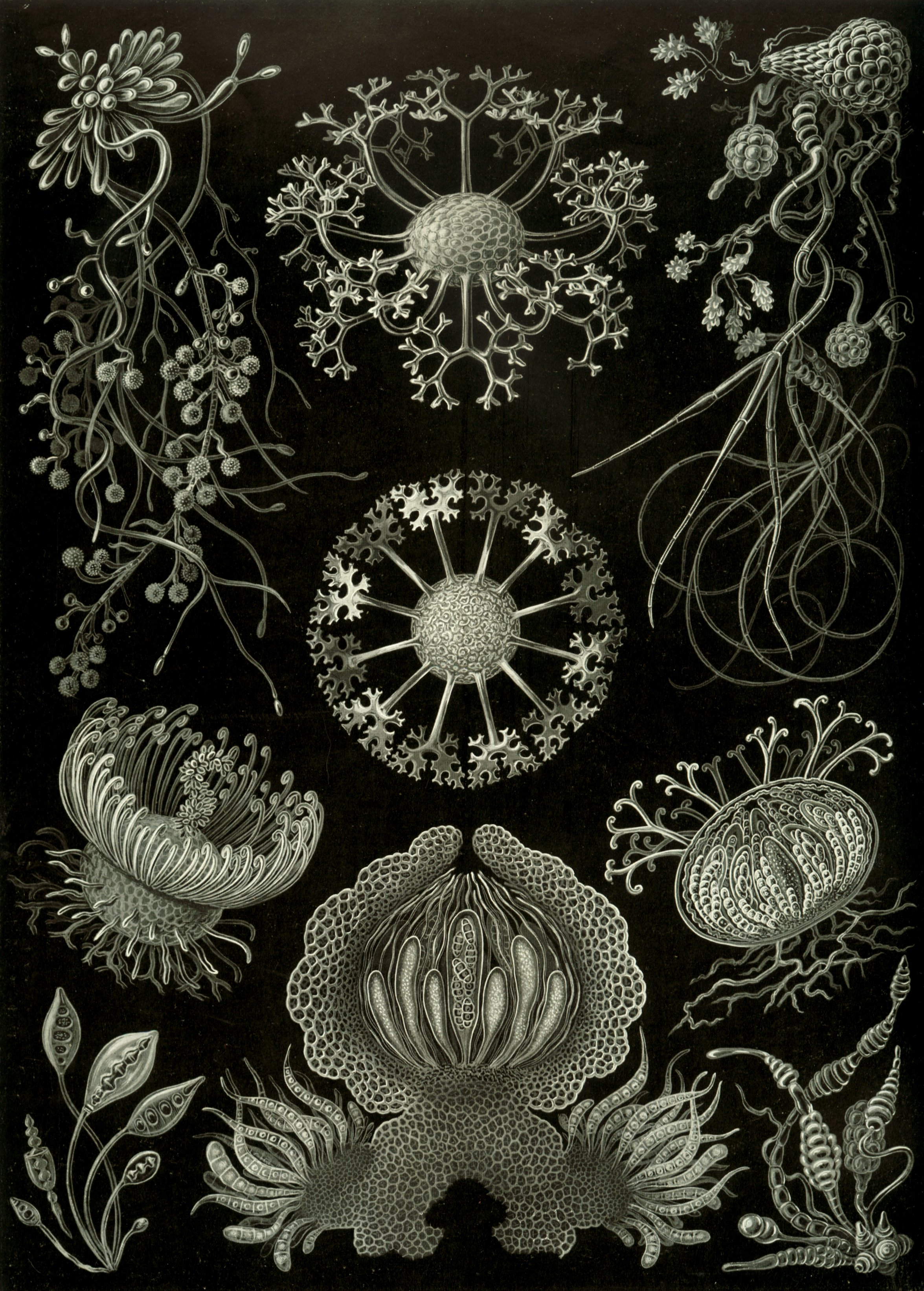
73. Ascomycetes
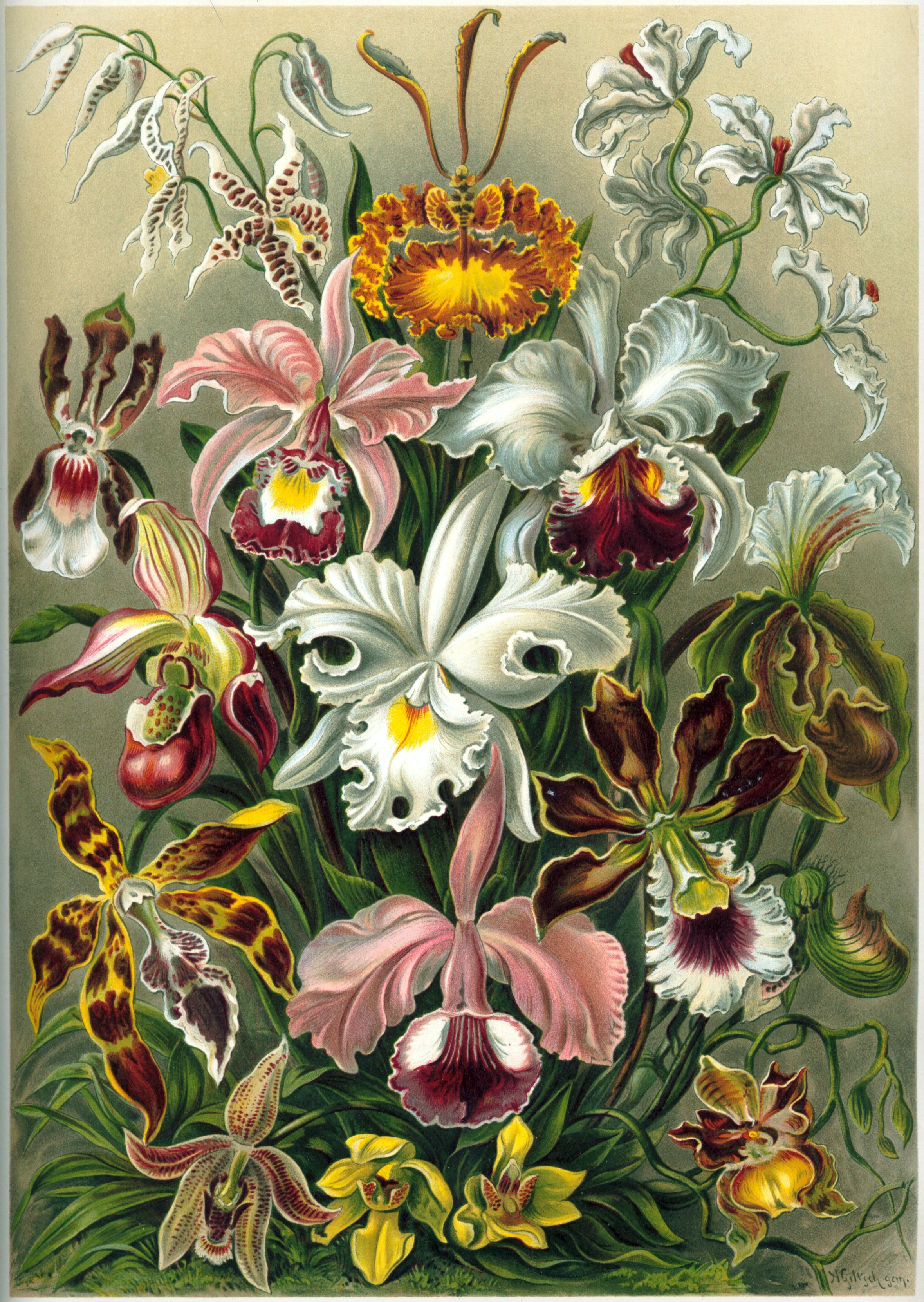
74. Orchidae
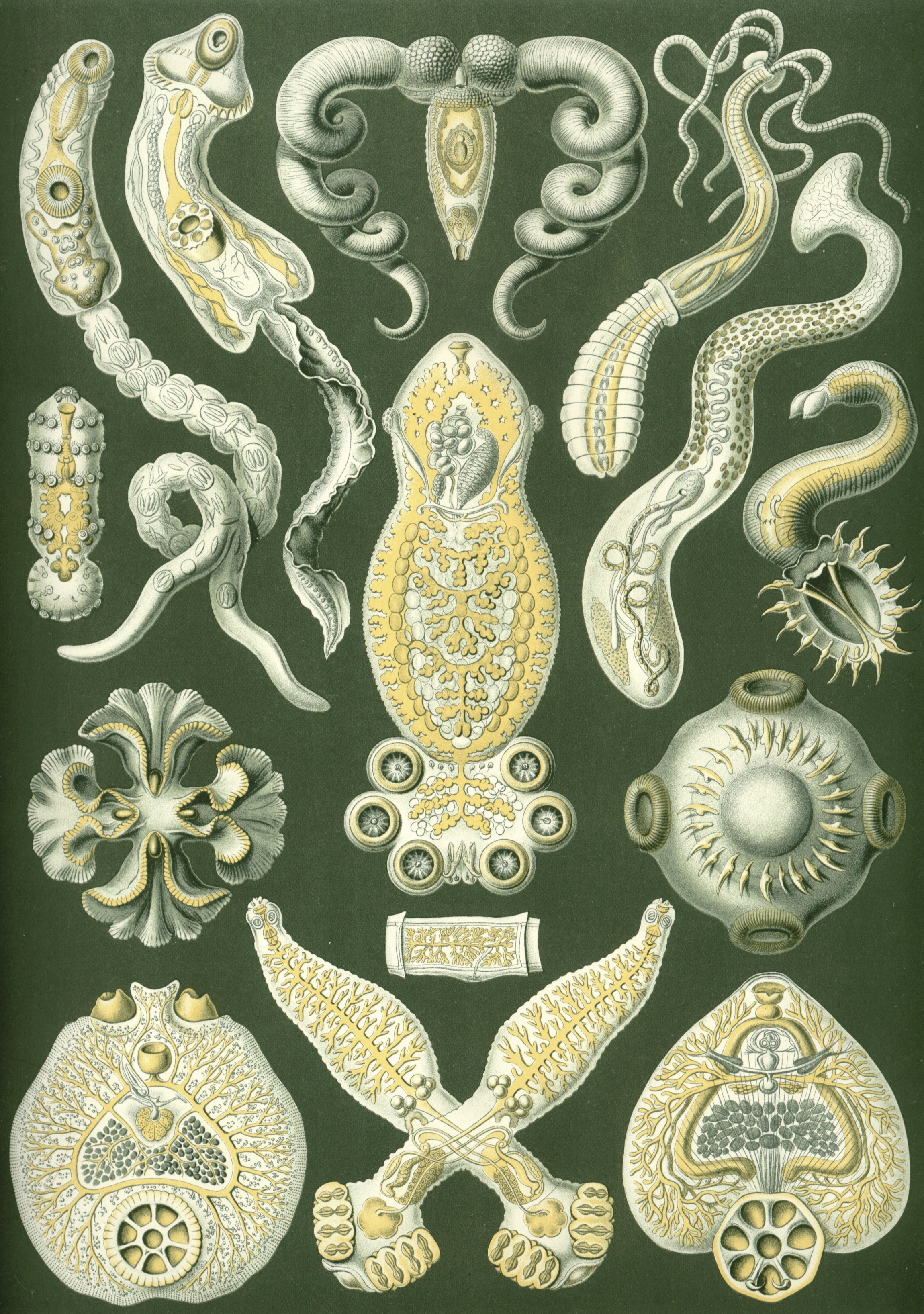
75. Platodes
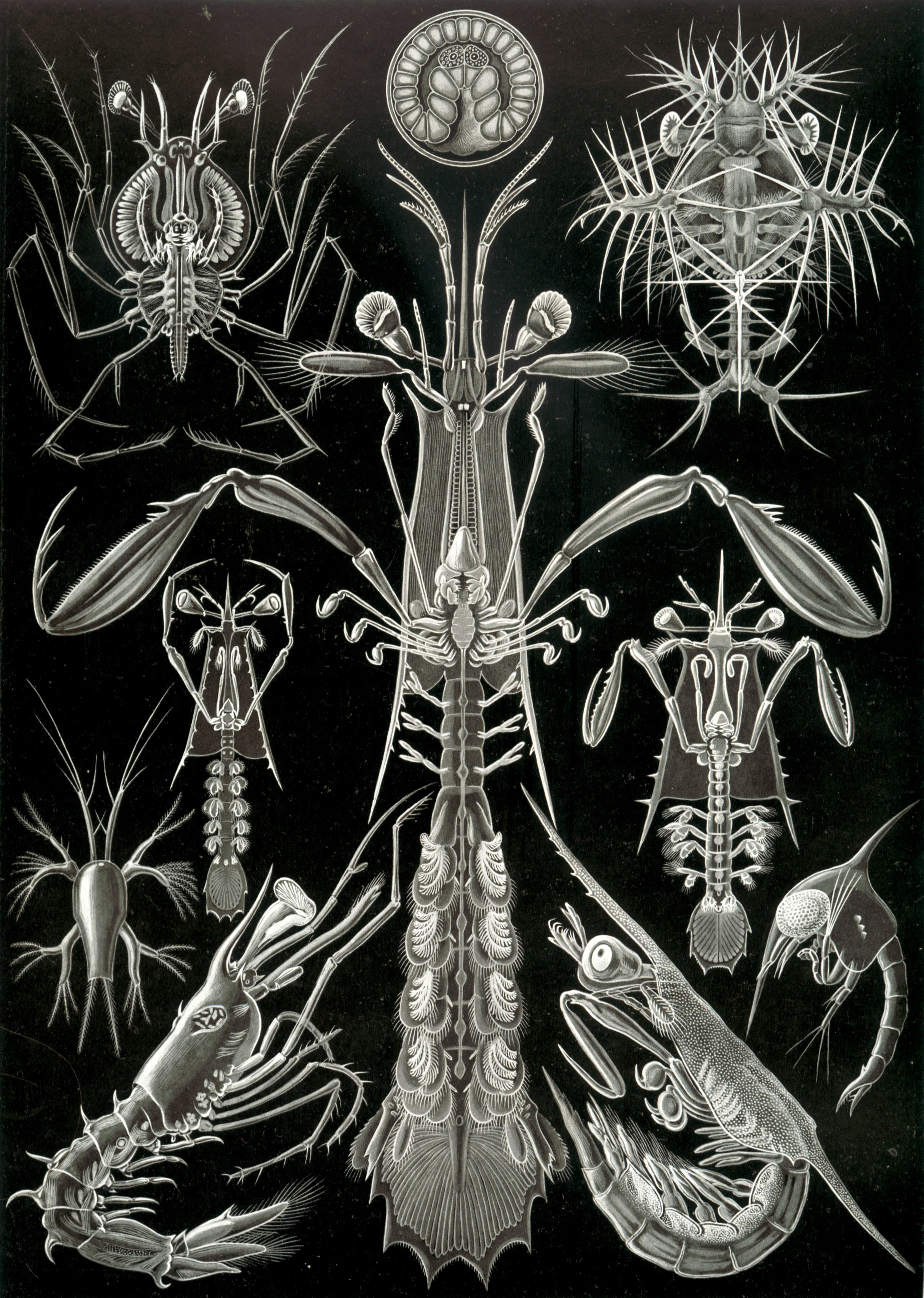
76. Thoracostraca
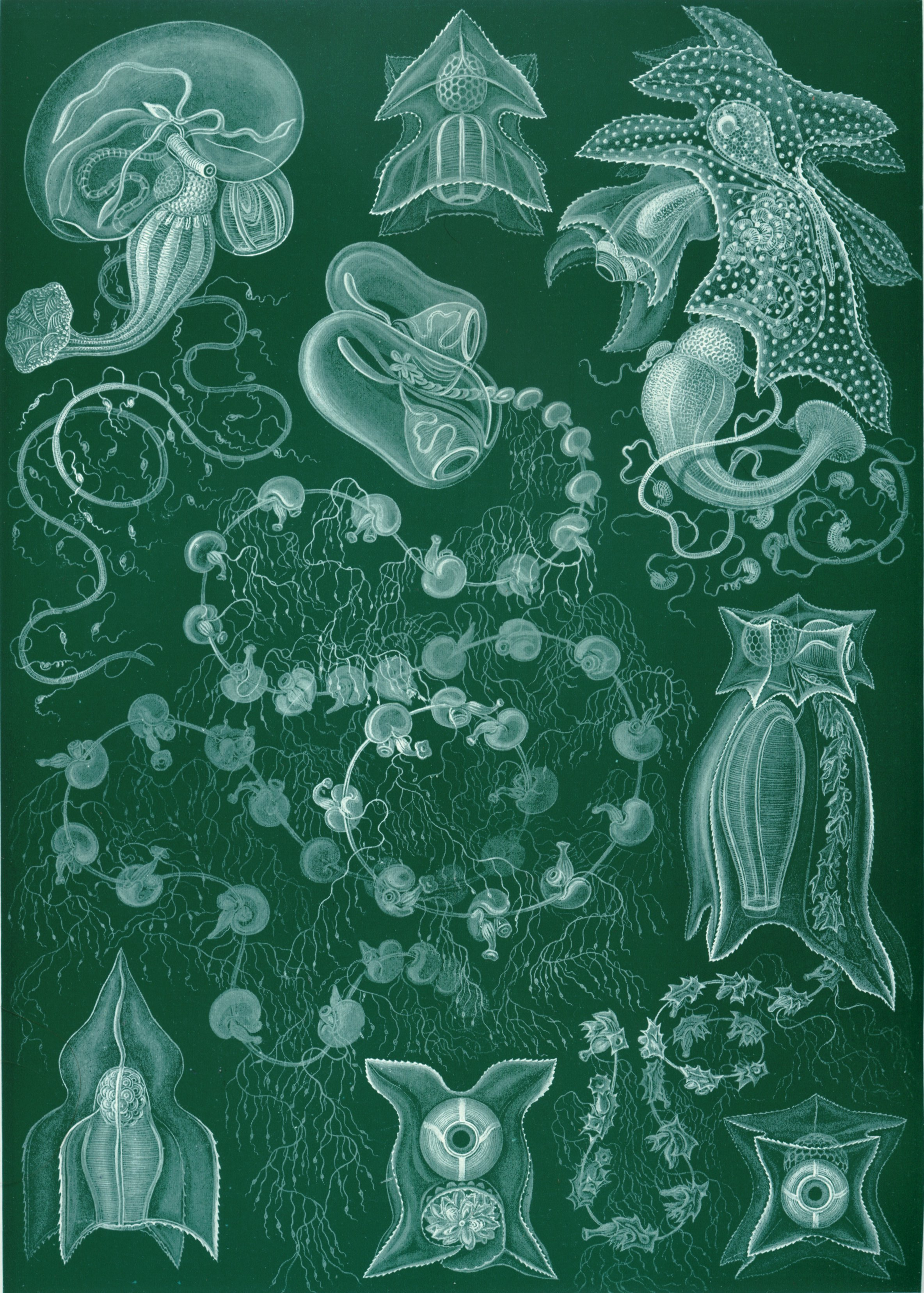
77. Siphonophorae
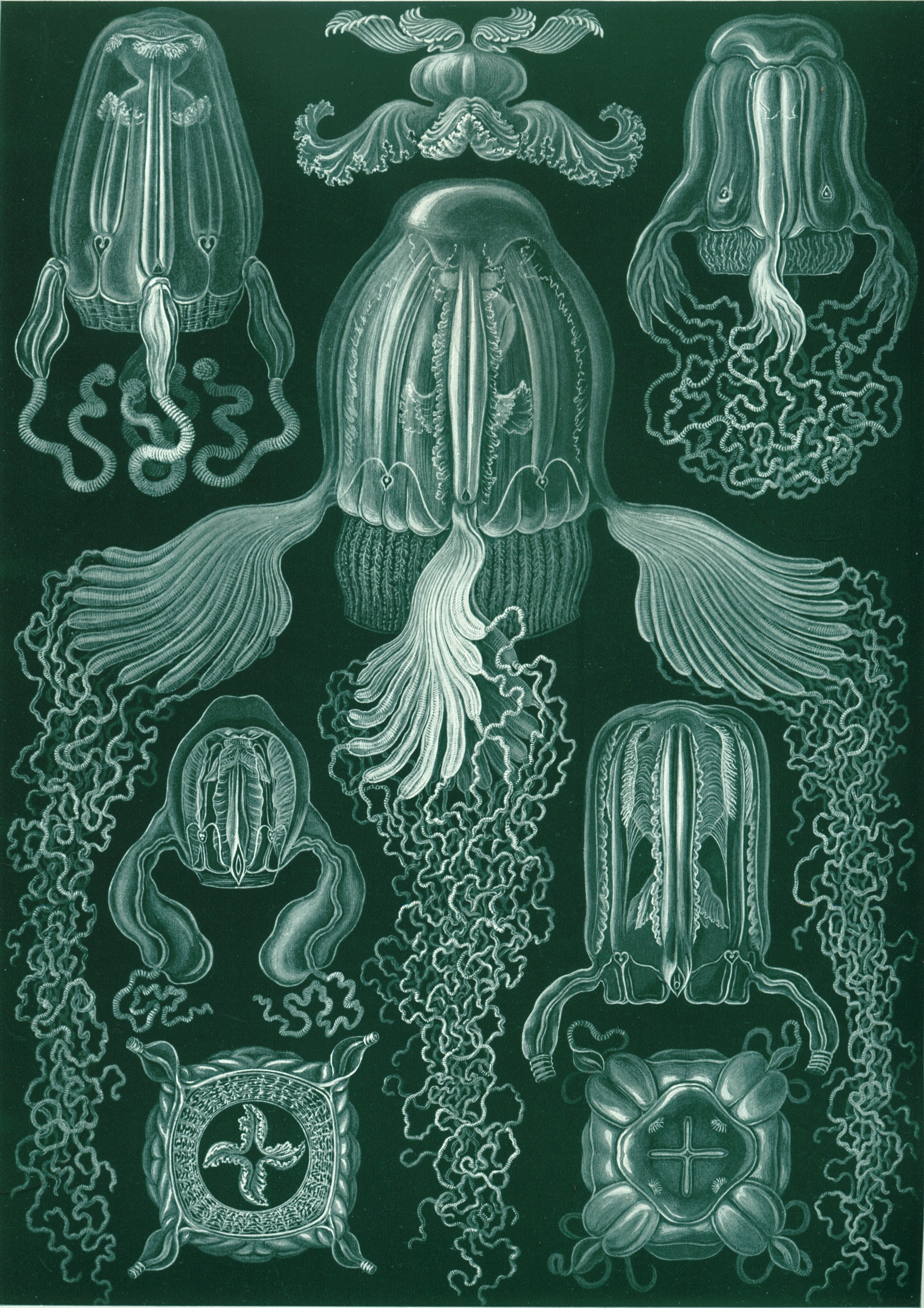
78. Cubomedusae
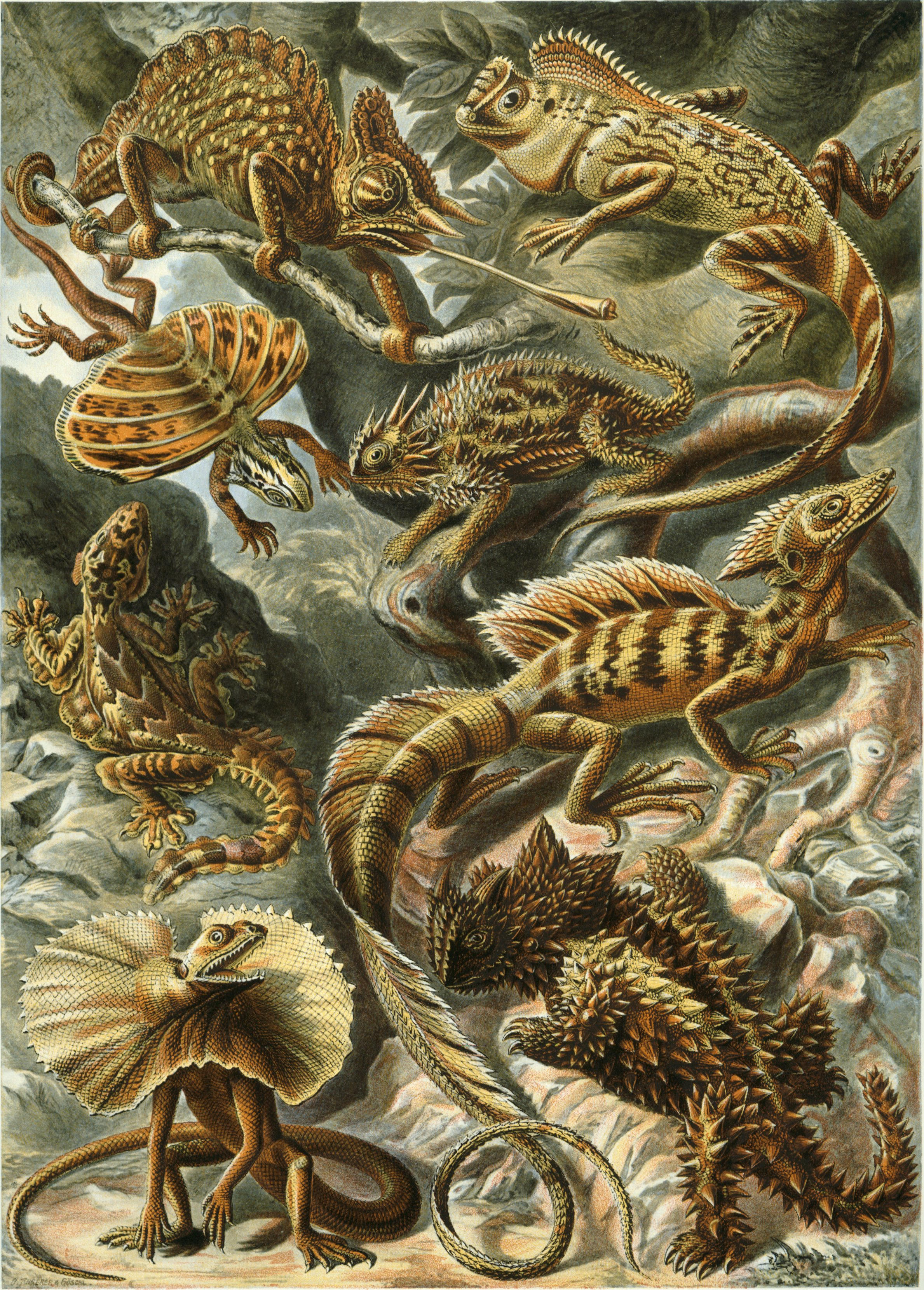
79. Lacertilia
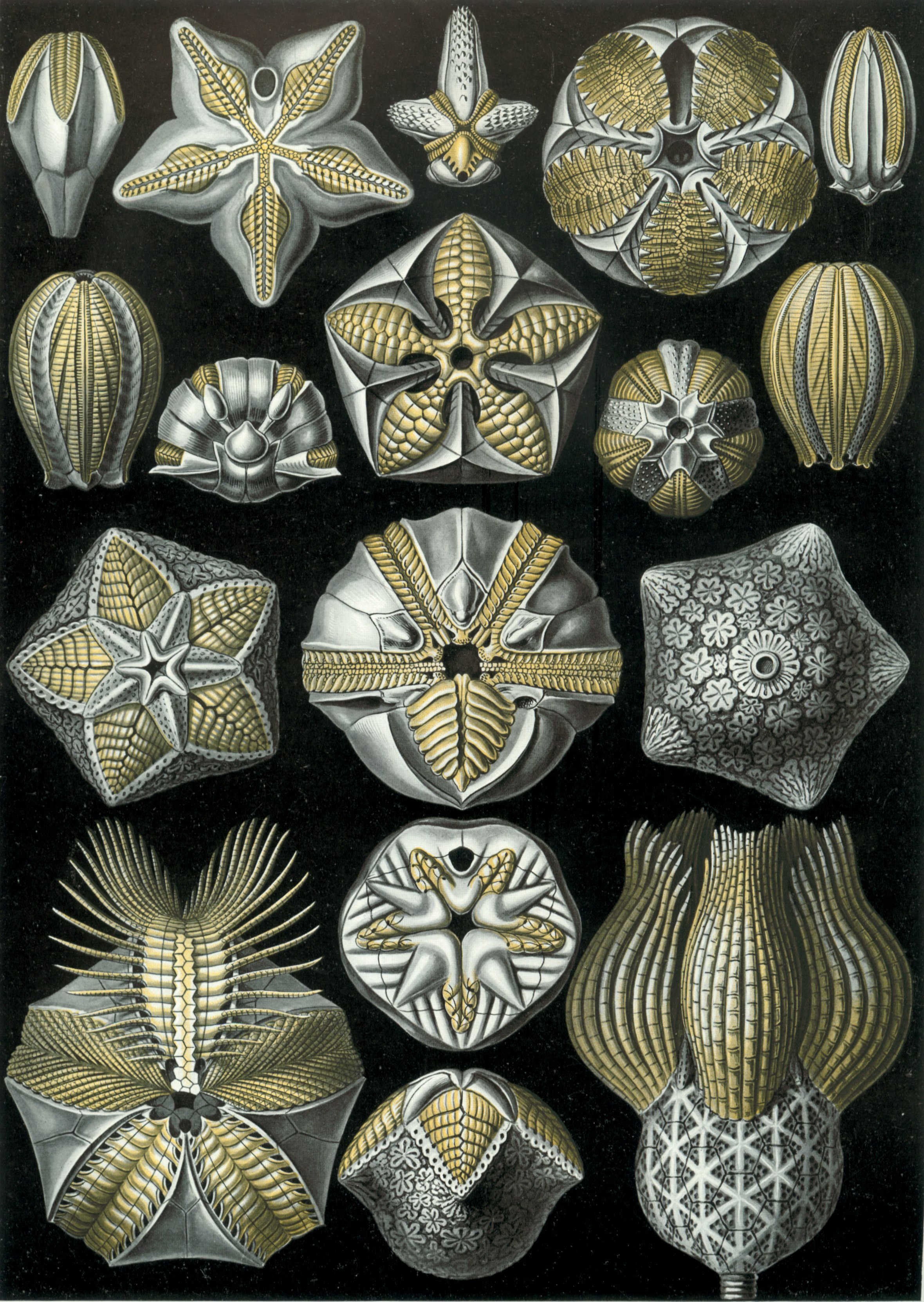
80. Blastoidea
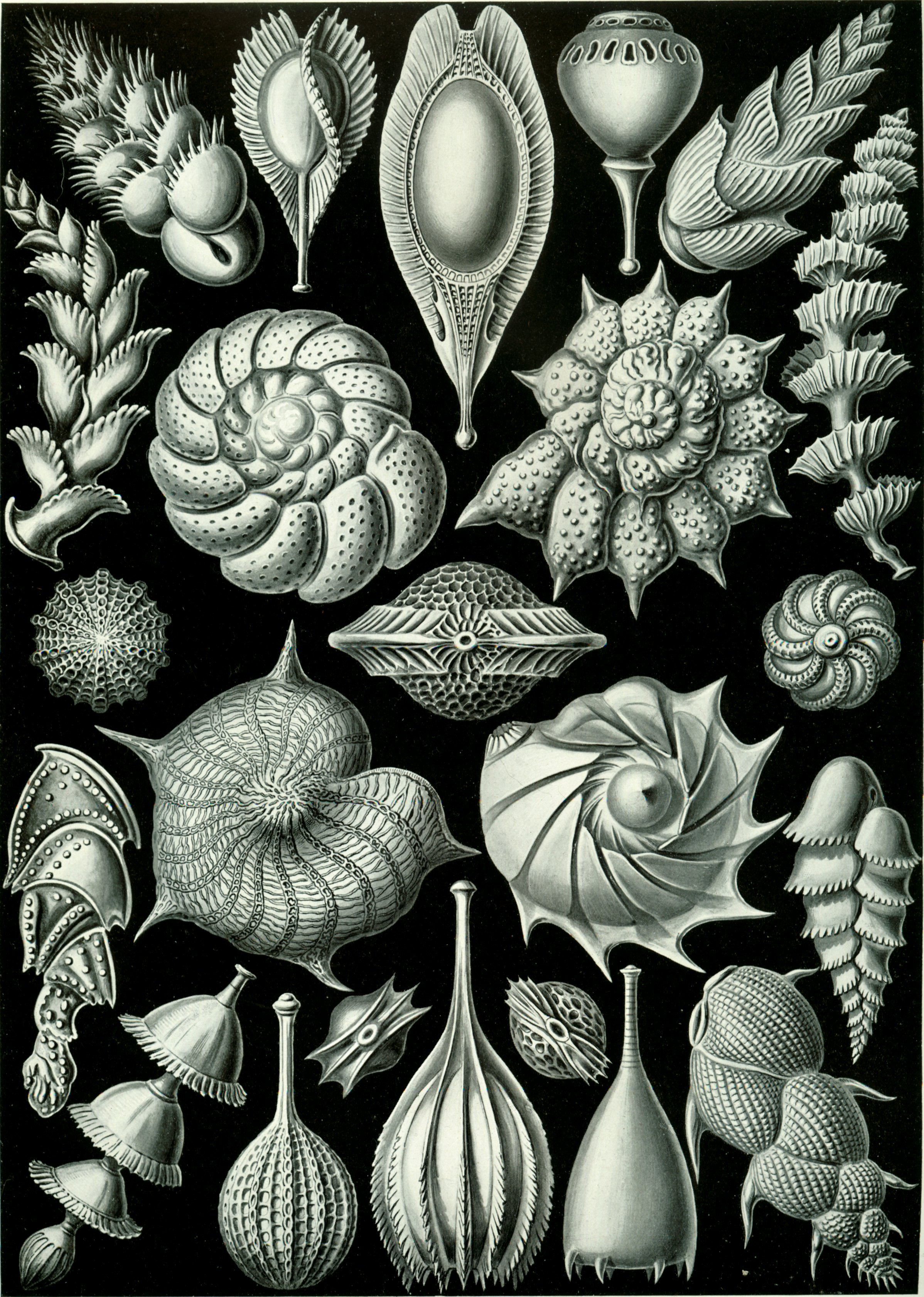
81. Thalamophora ; Lagena
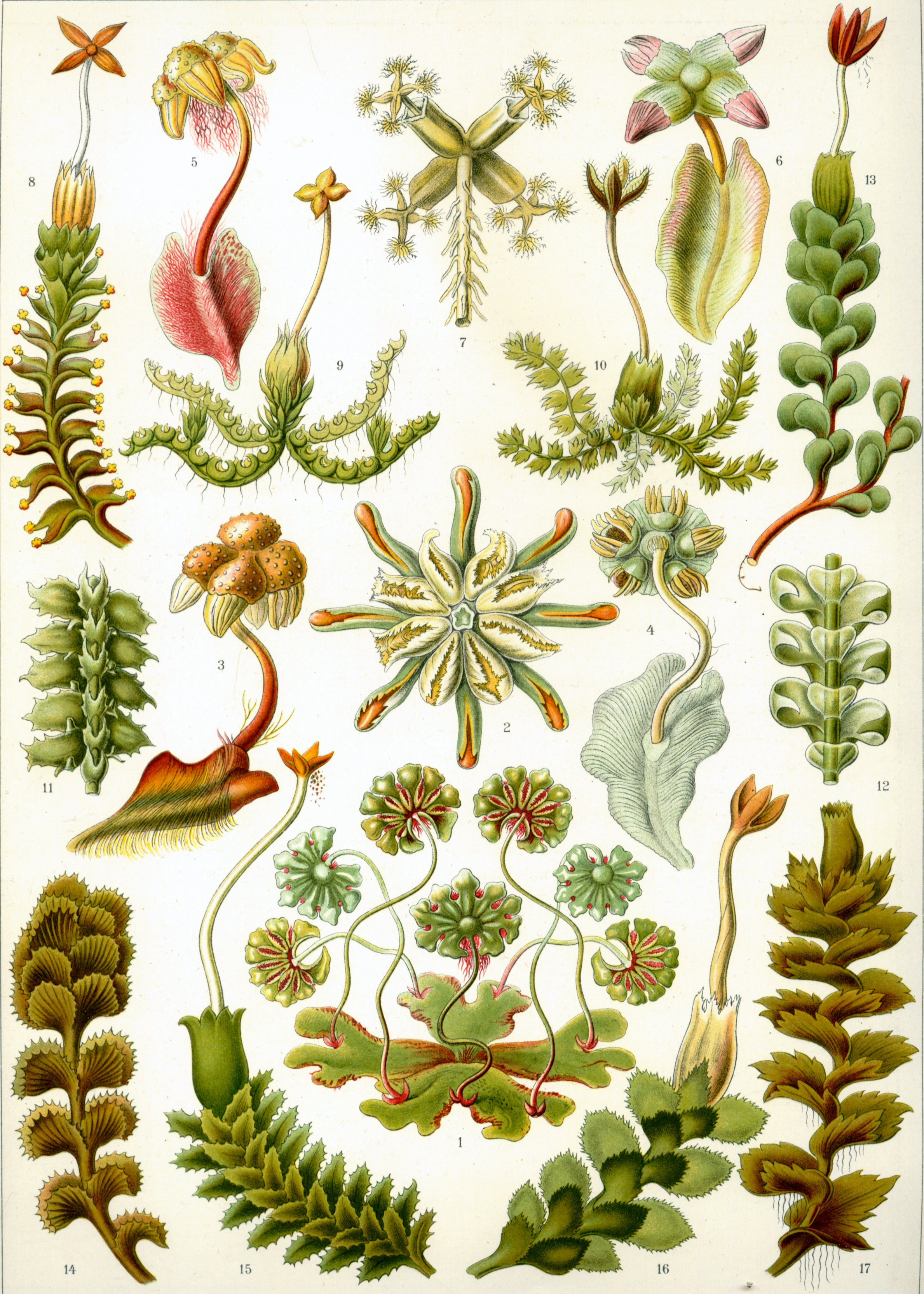
82. Hepaticae
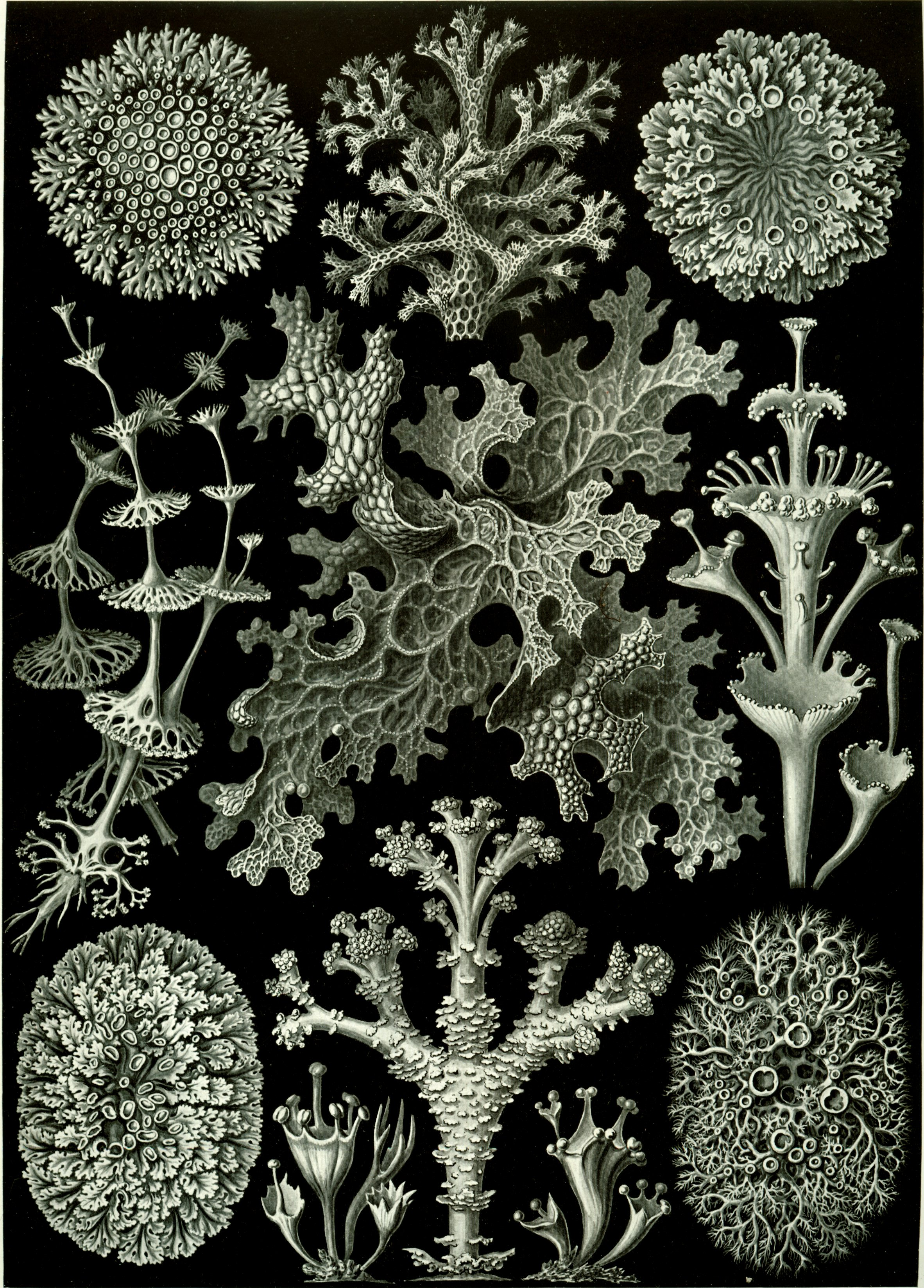
83. Lichenes ; Cladonia
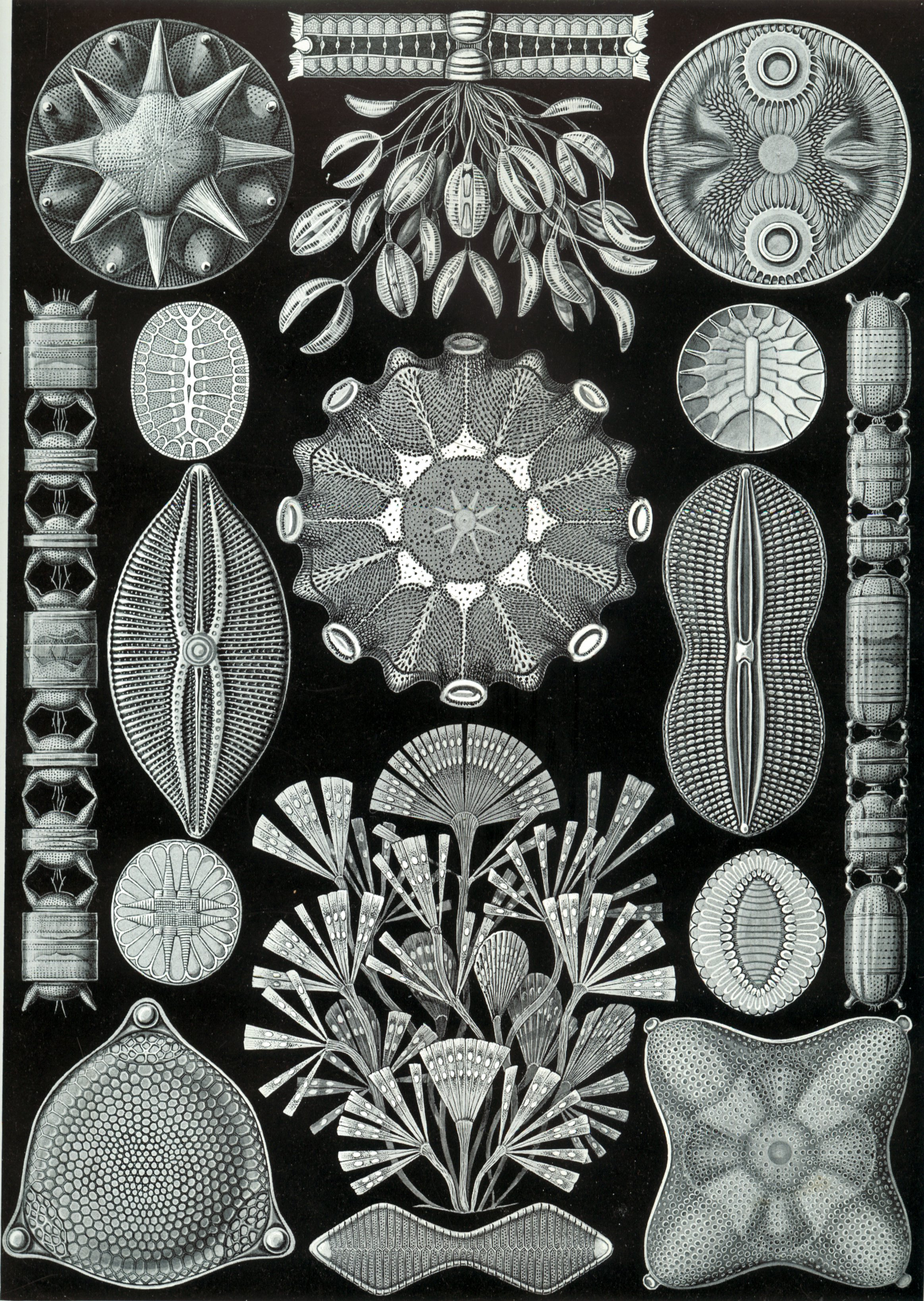
84. Diatomea
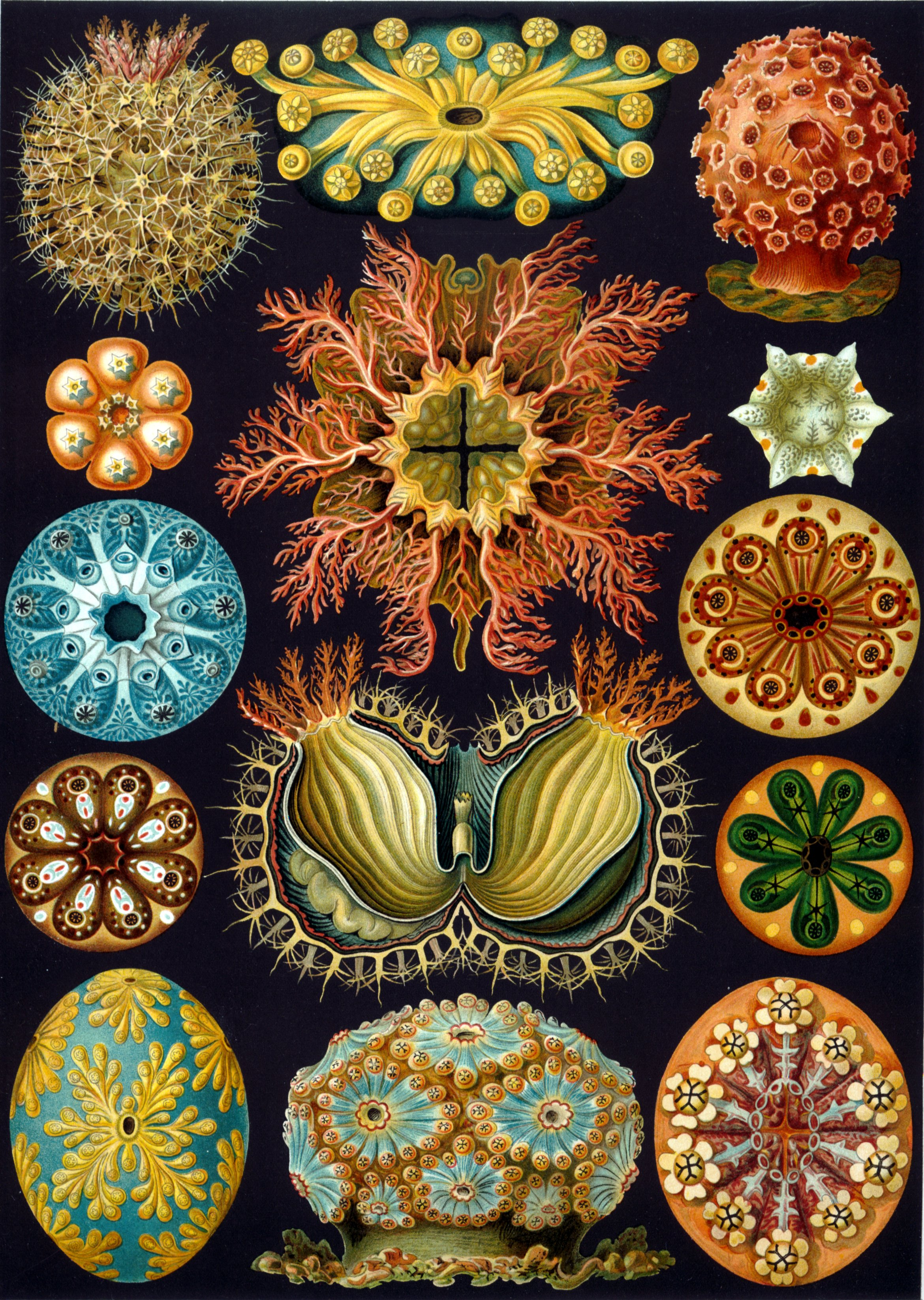
85. Ascidiae
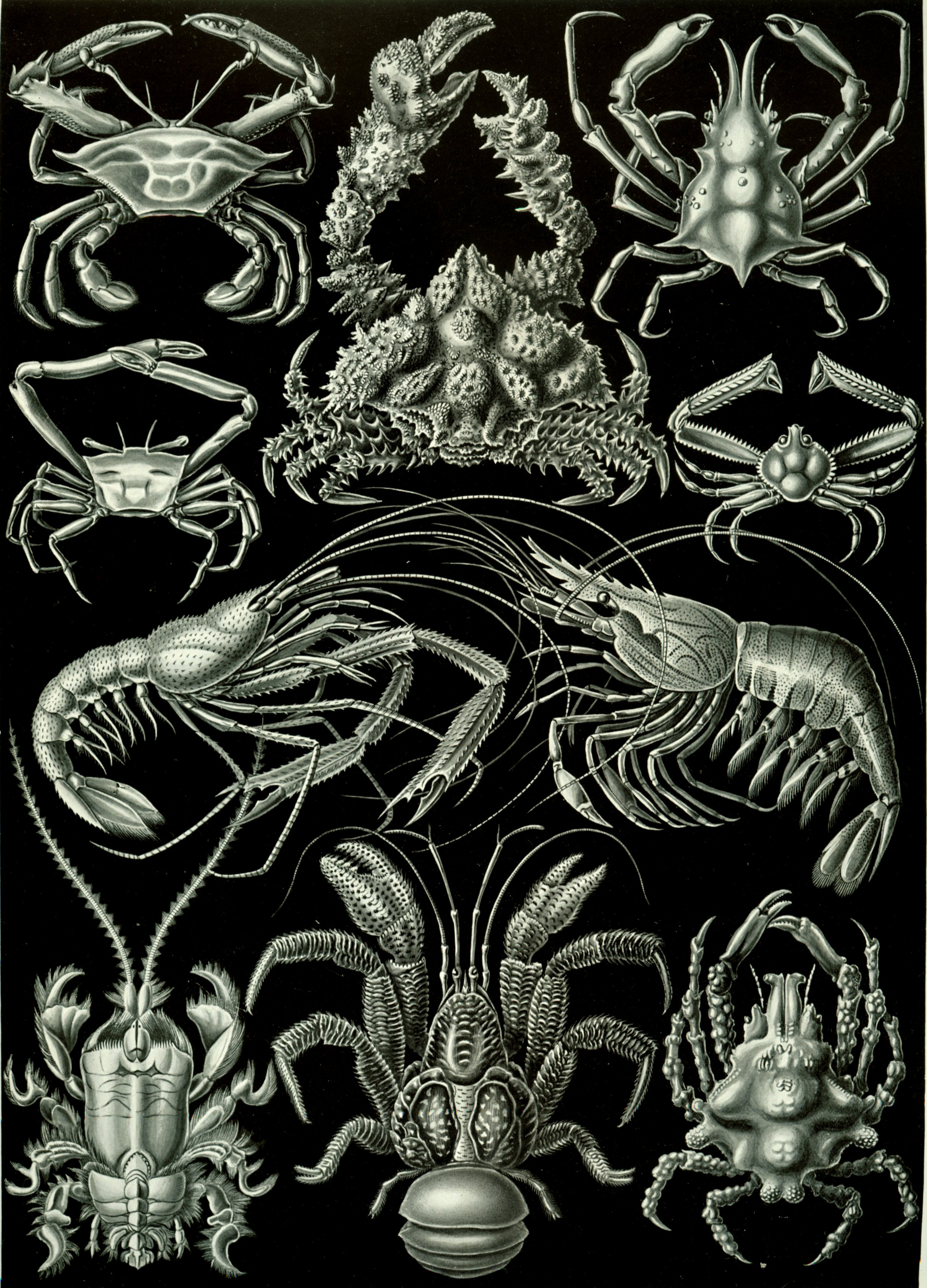
86. Decapoda ; Parthenope
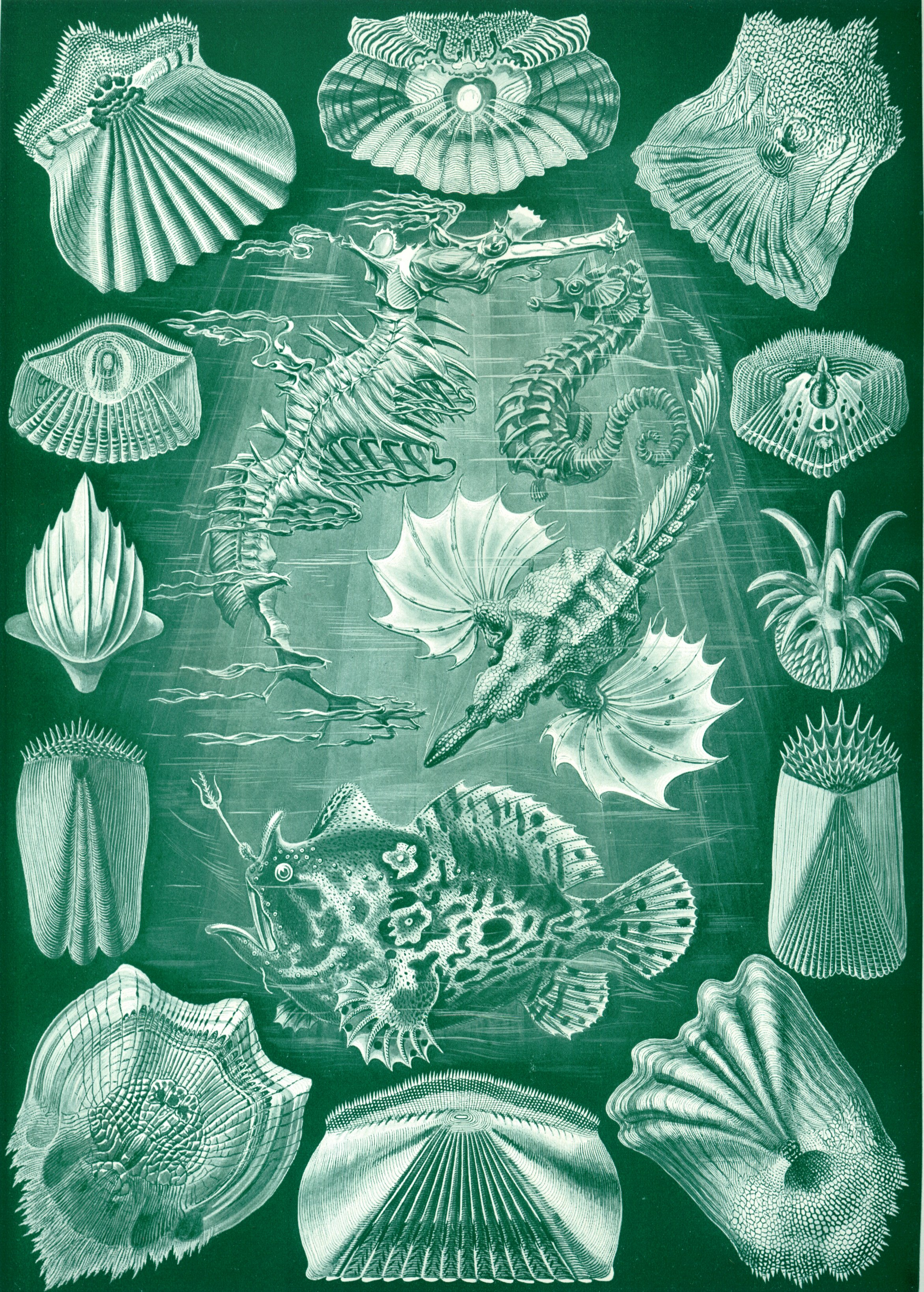
87. Teleostei ; Pegasus
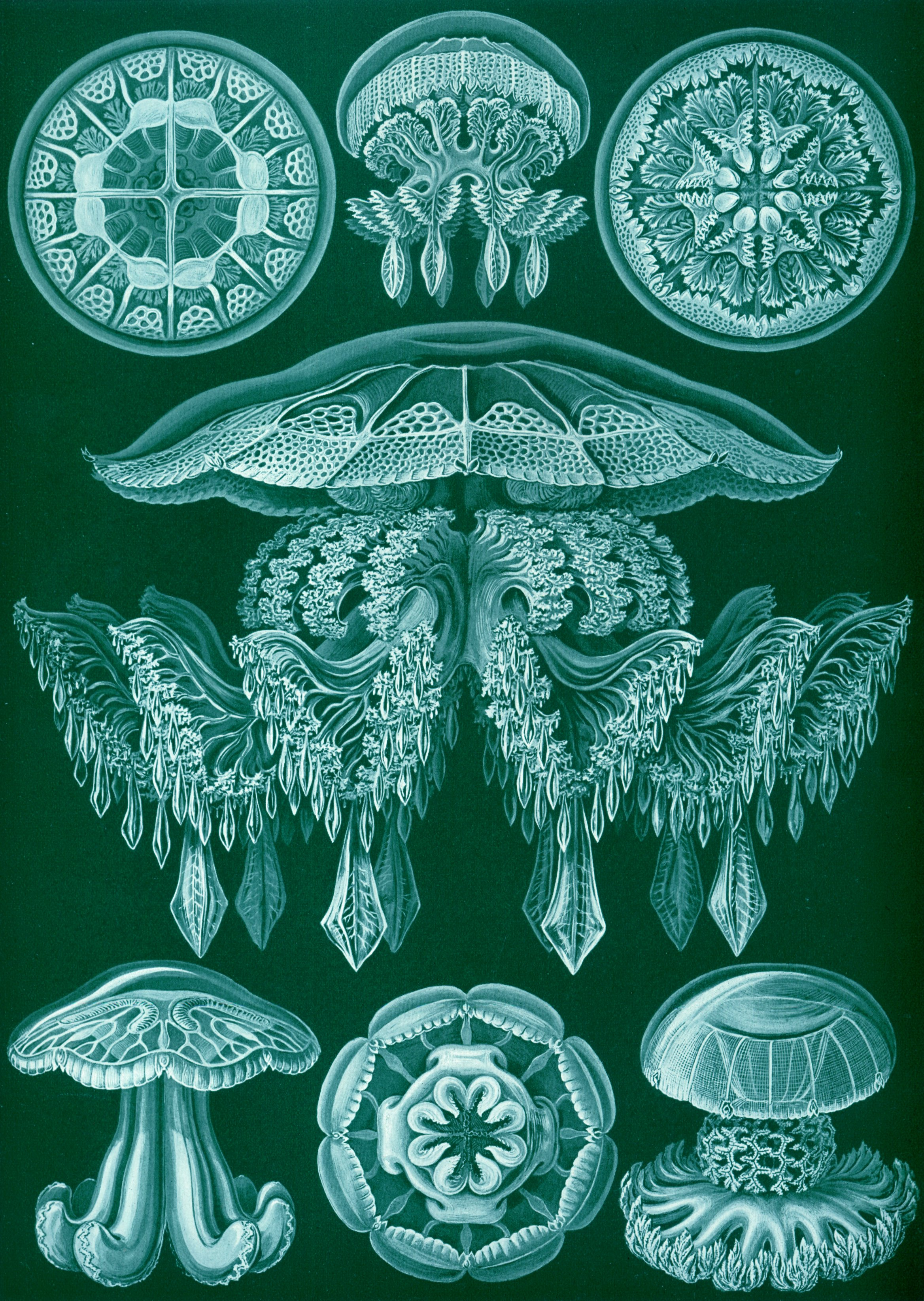
88. Discomedusae; Pilema
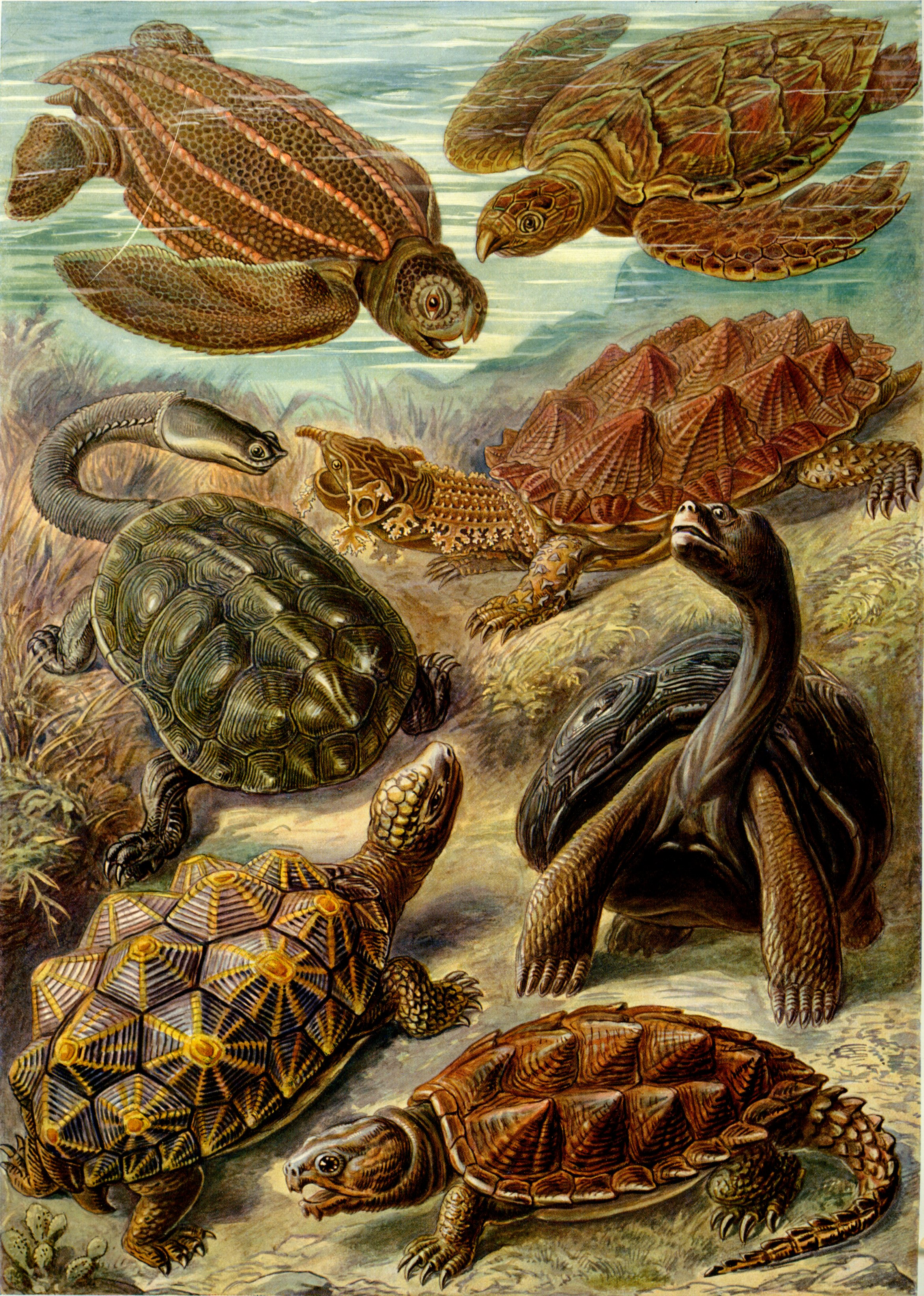
89. Chelonia ; Testudo
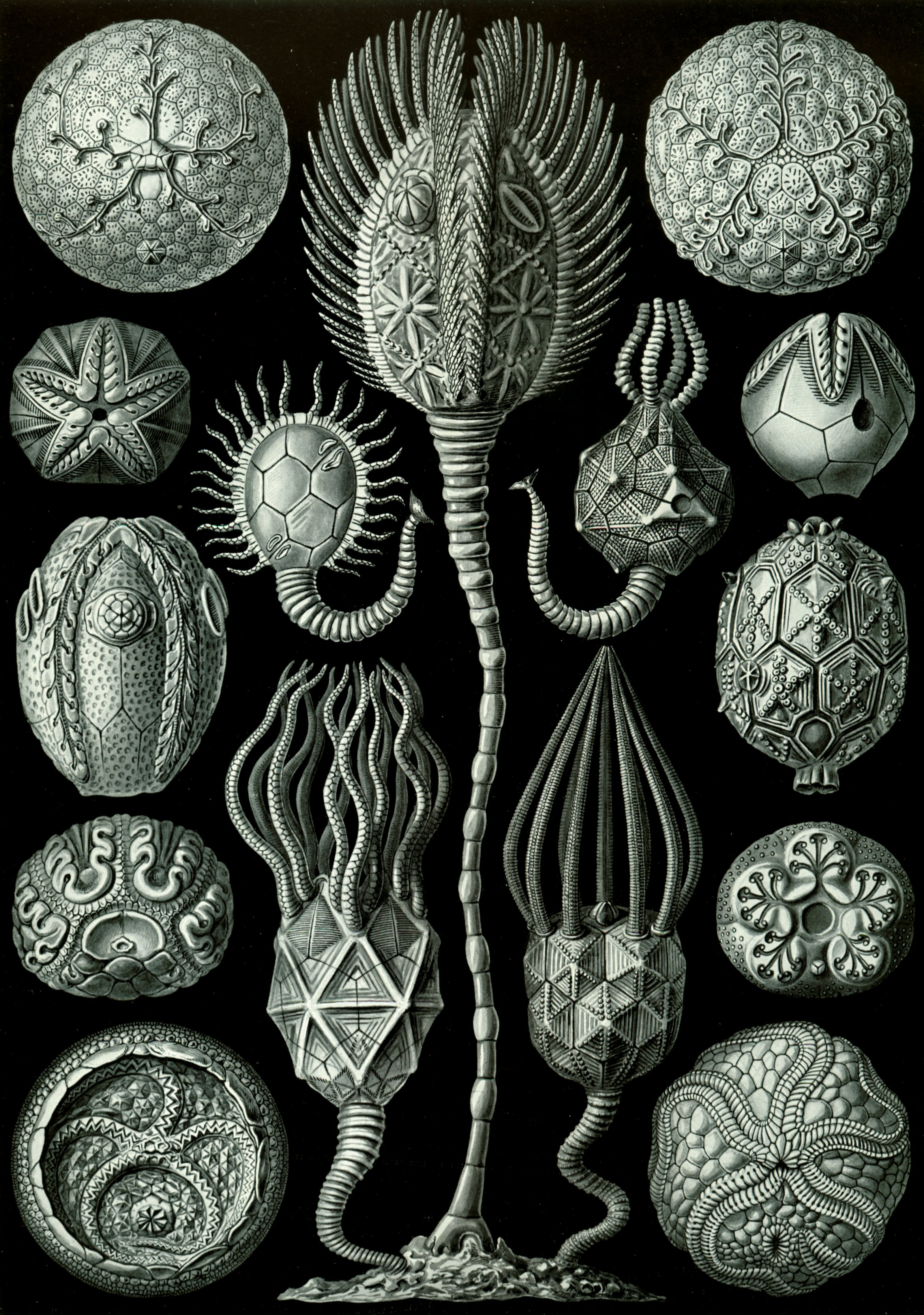
90. Cystoidea ; Callocystis
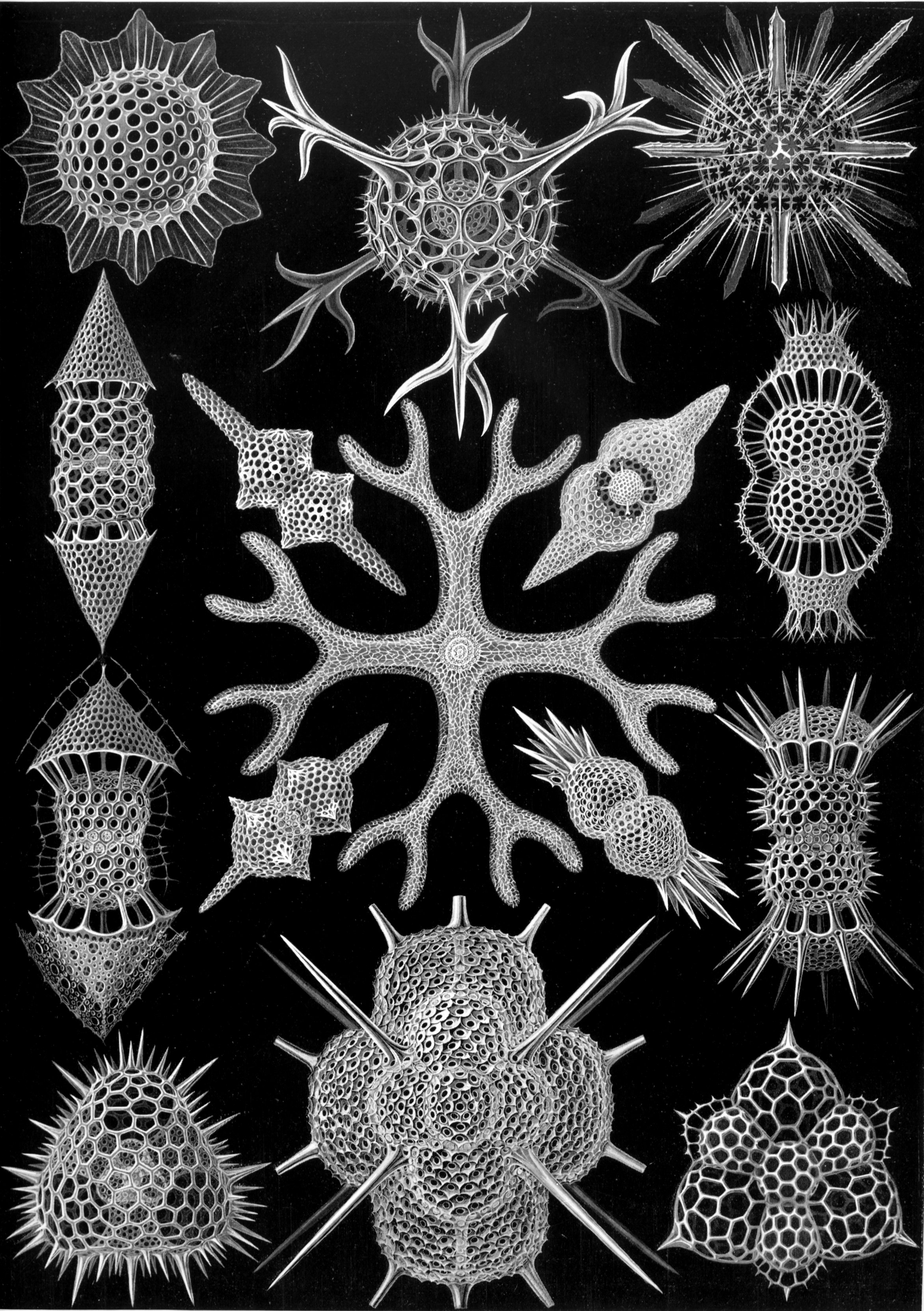
91. Spumellaria
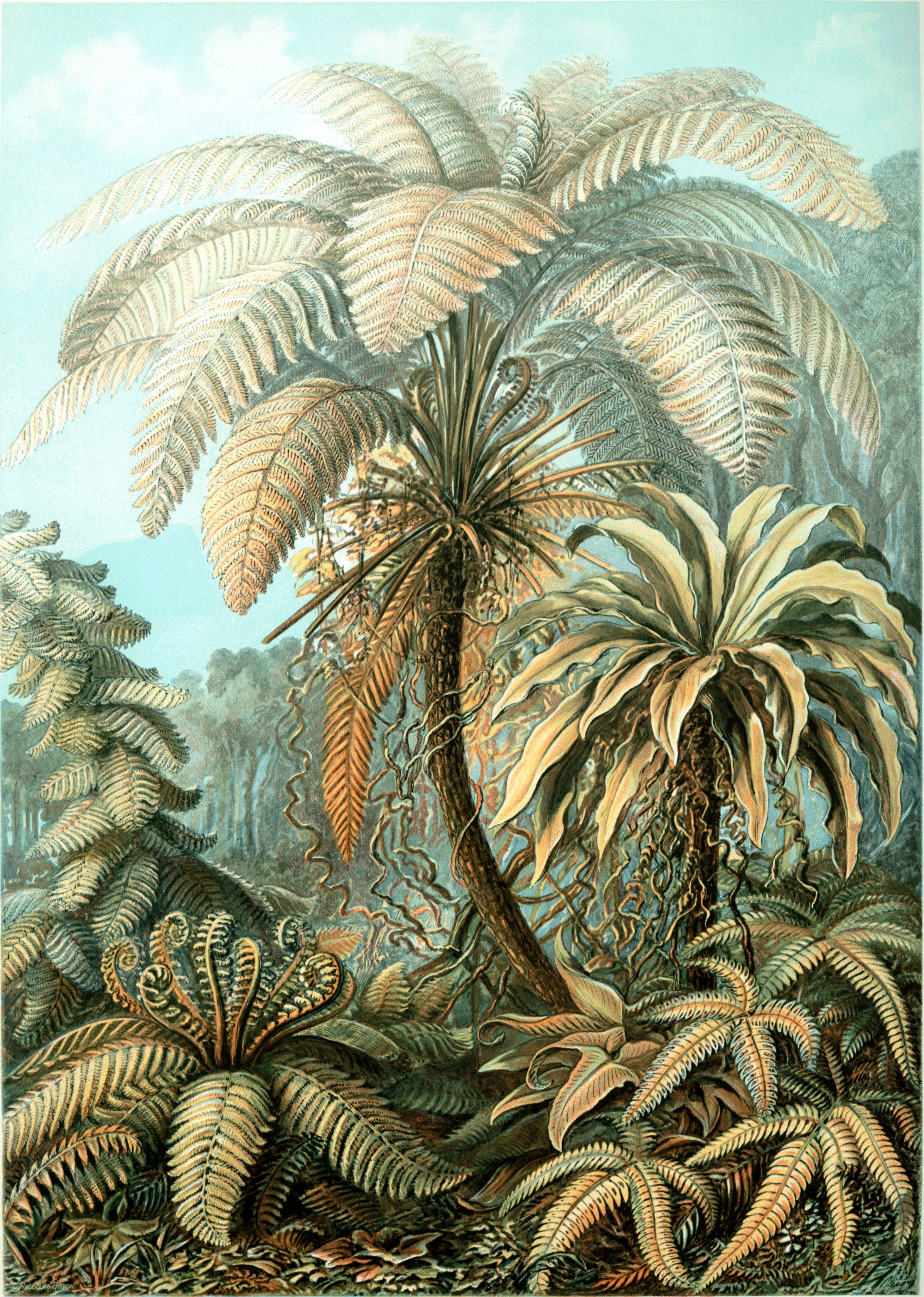
92. Filicinae ; Alsophila
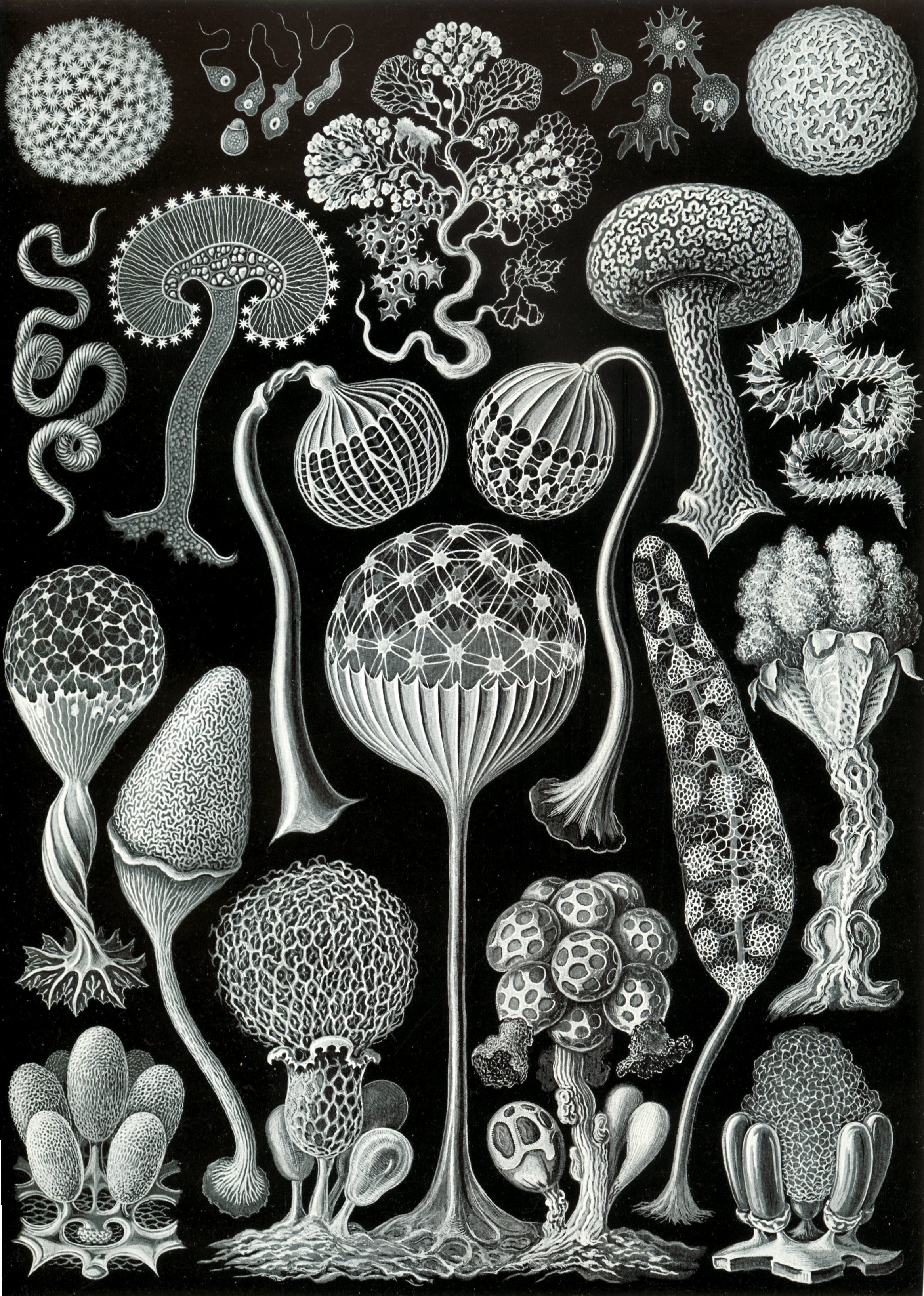
93. Mycetozoa
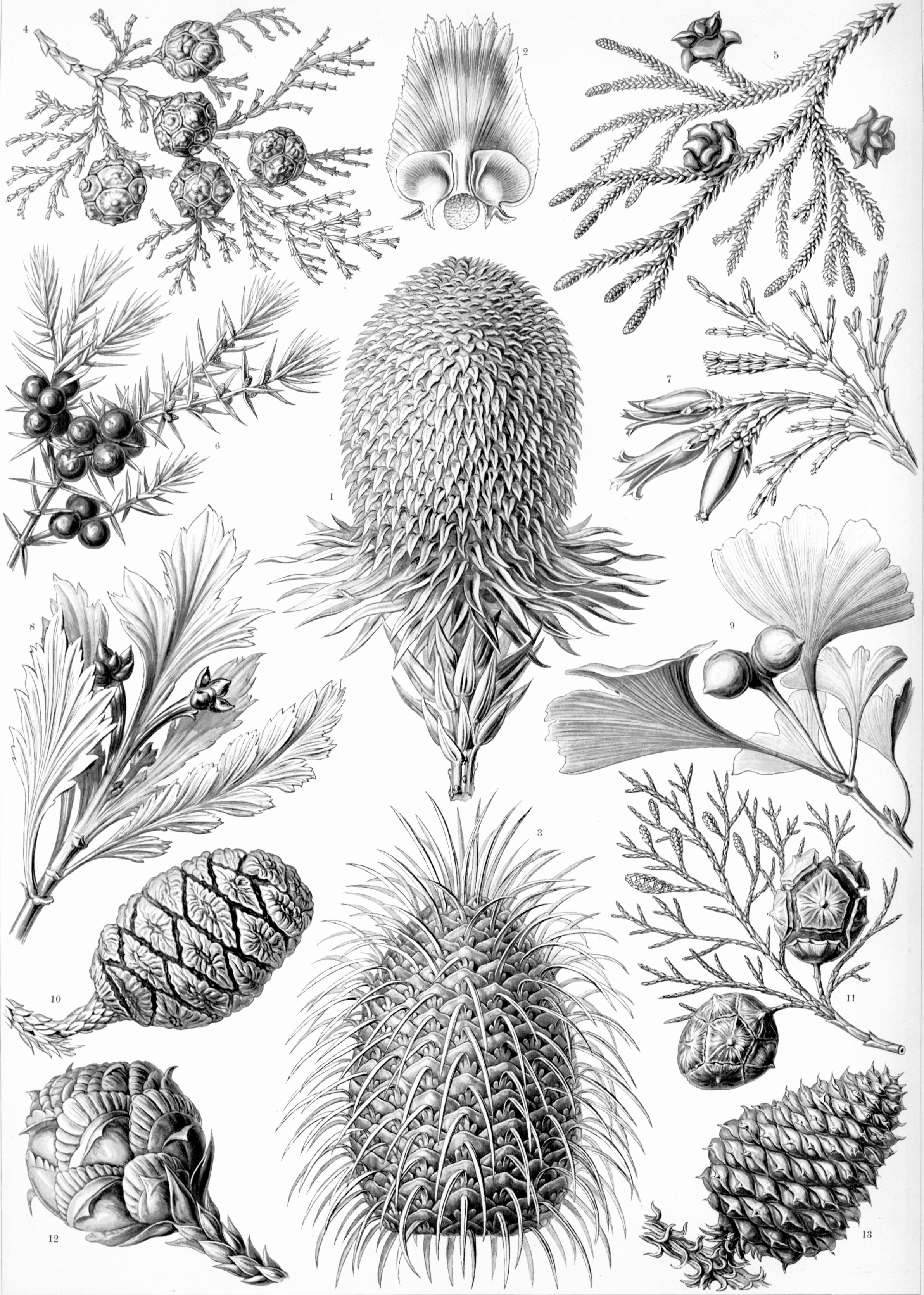
94. Coniferae ; Araucaria
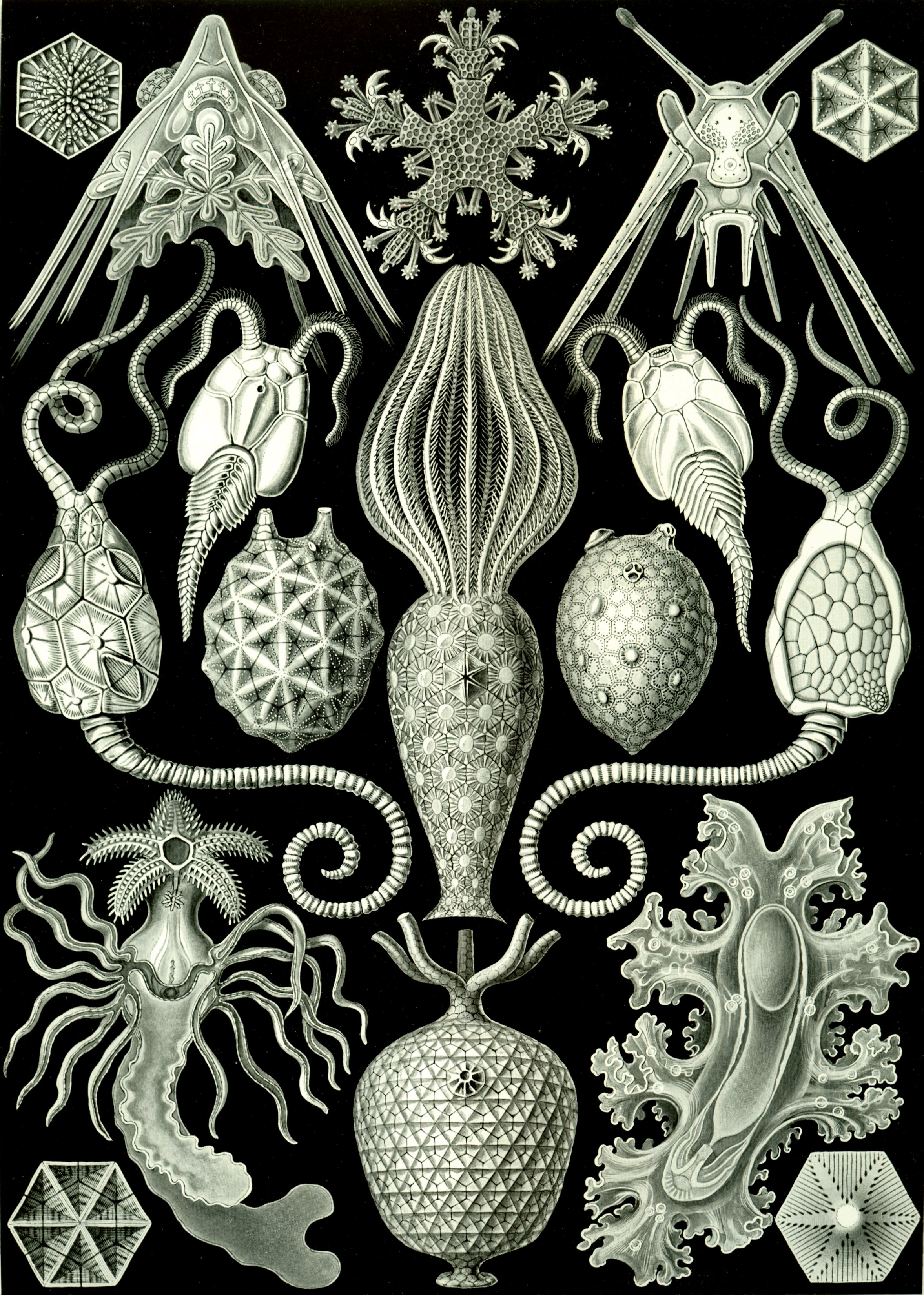
95. Amphoridea ; Placocystis
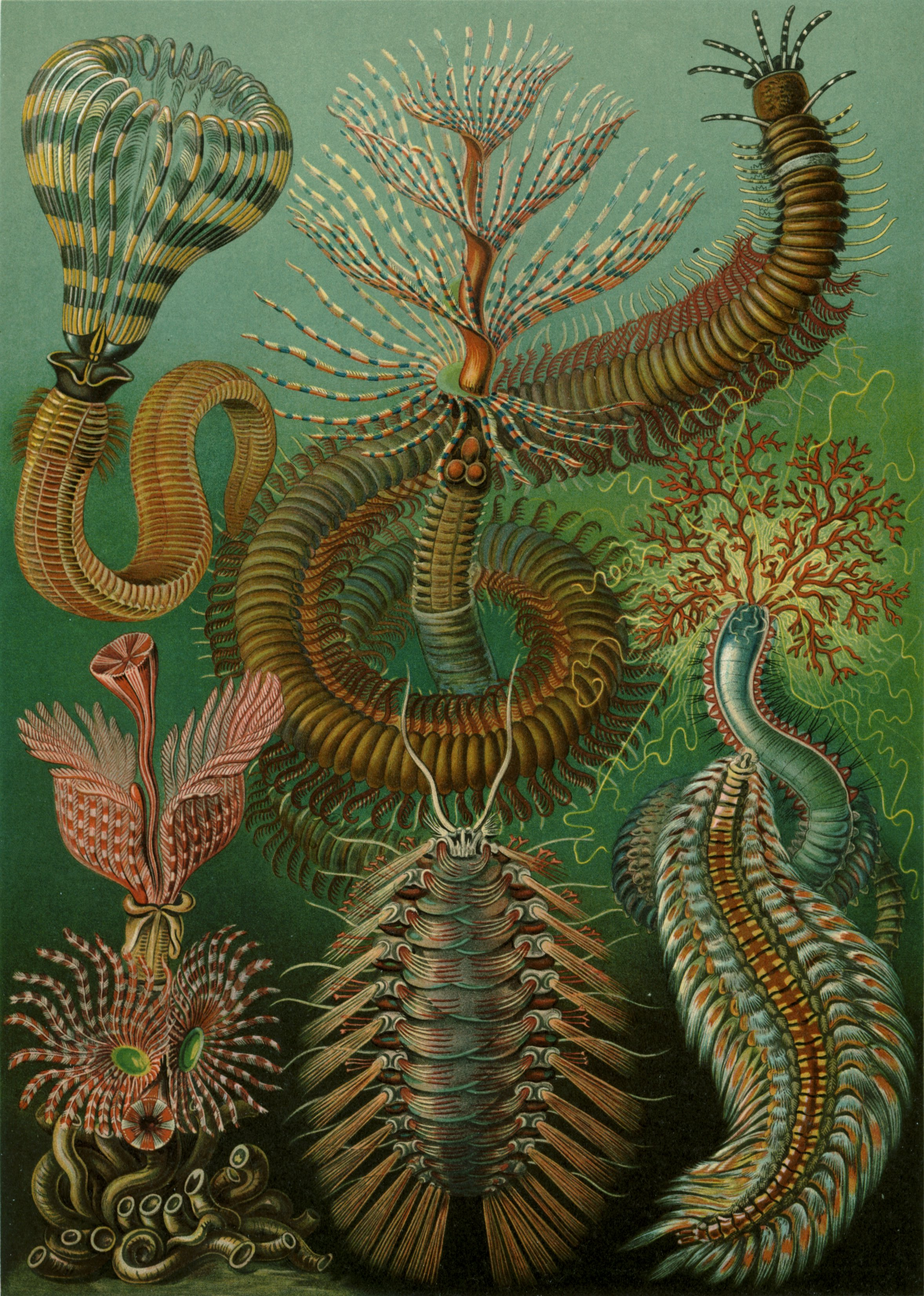
96. Chaetopoda ; Sabella
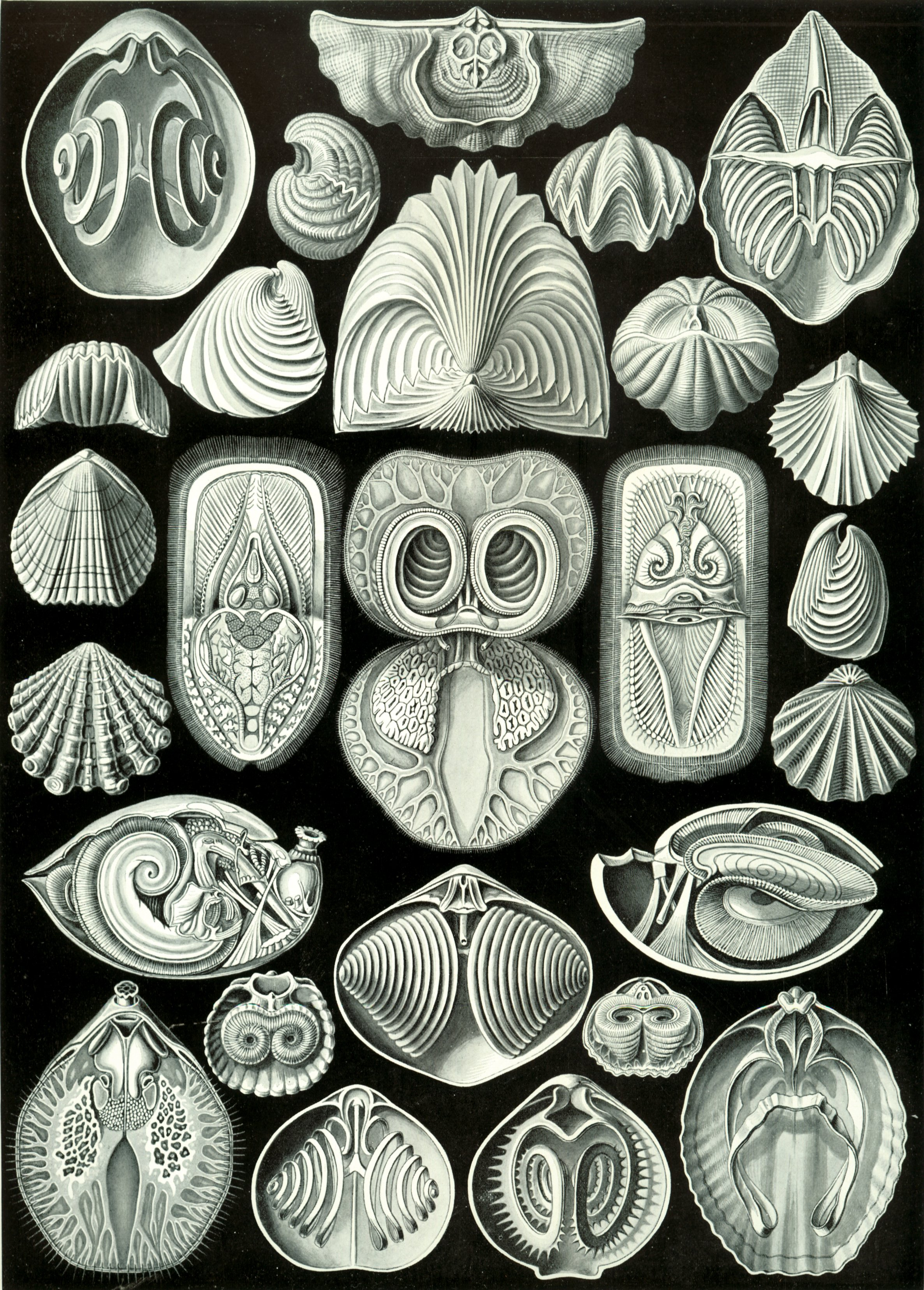
97. Spirobranchia ; Terebratula
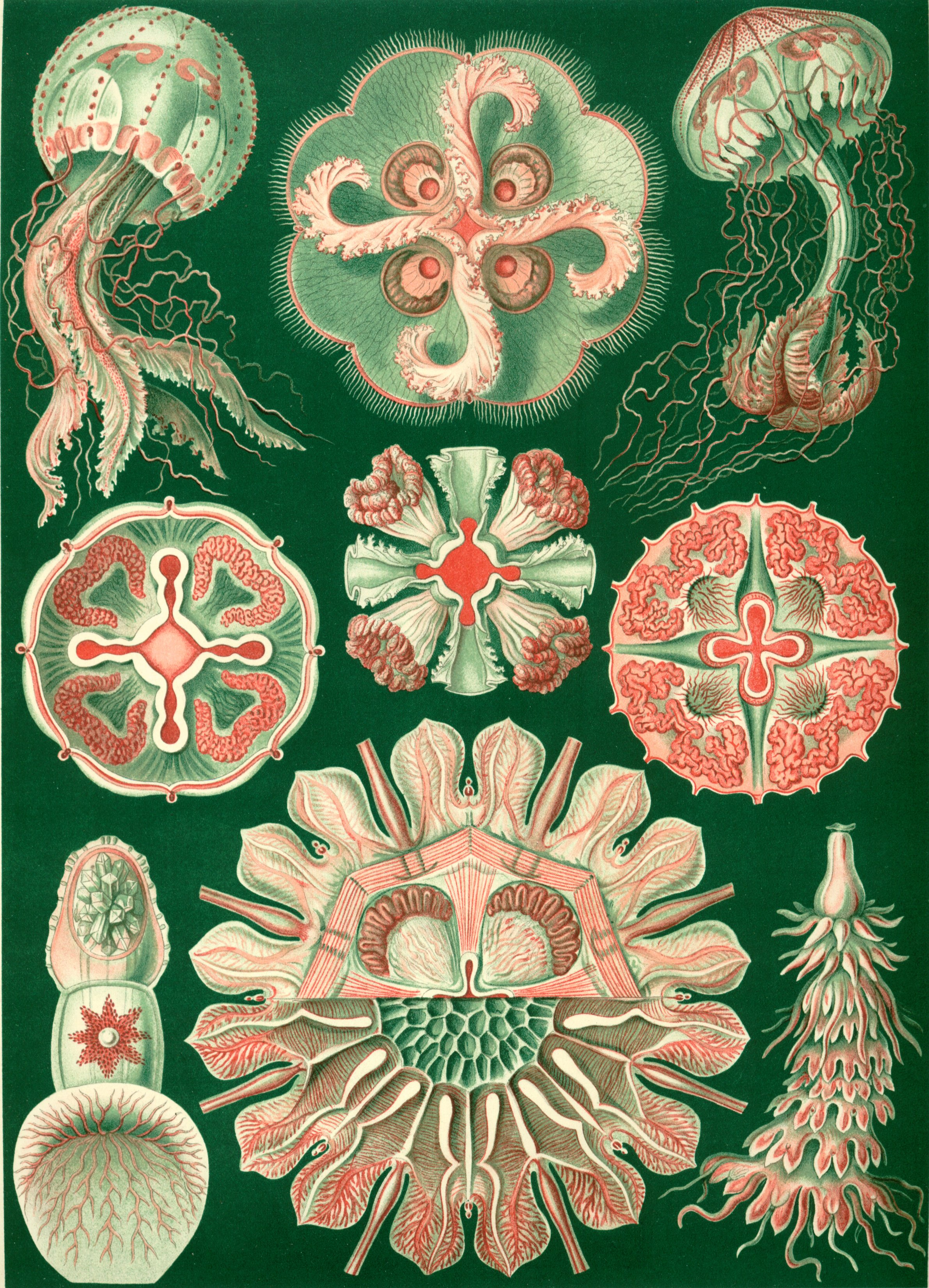
98. Discomedusae ; Aurelia
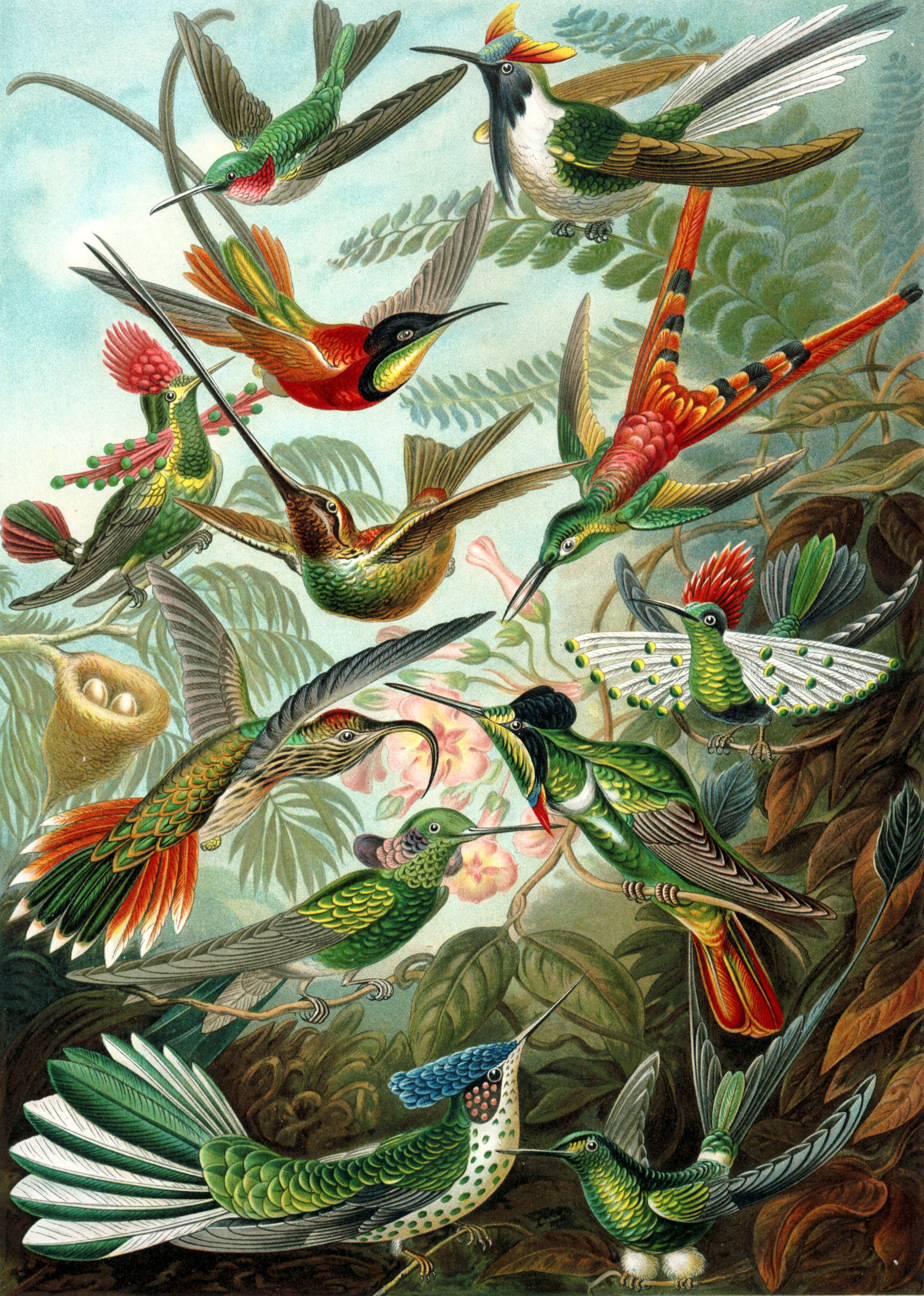
99. Trochilidae
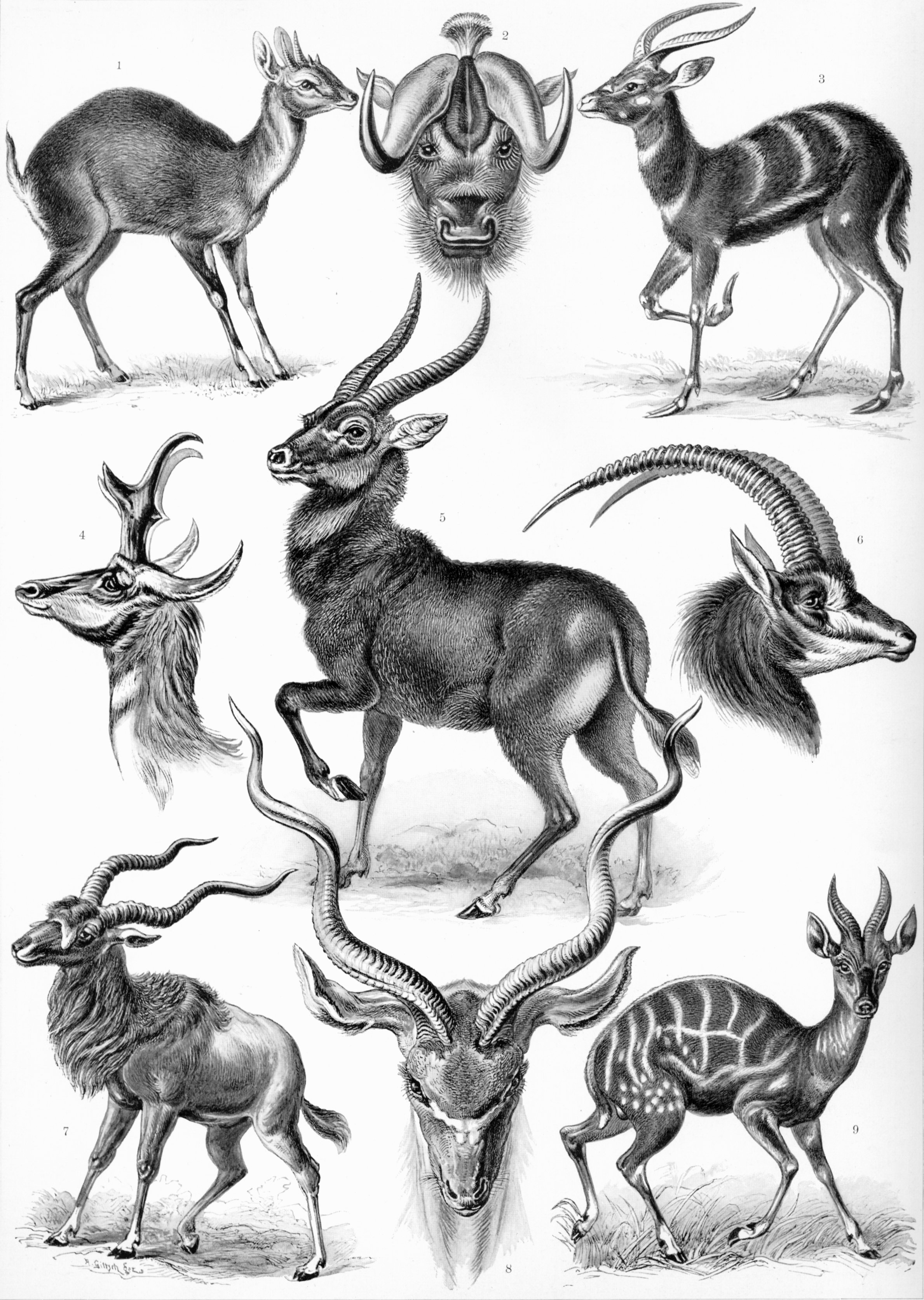
100. Antilopinae; Antilope.